# Polscy olimpijczycy

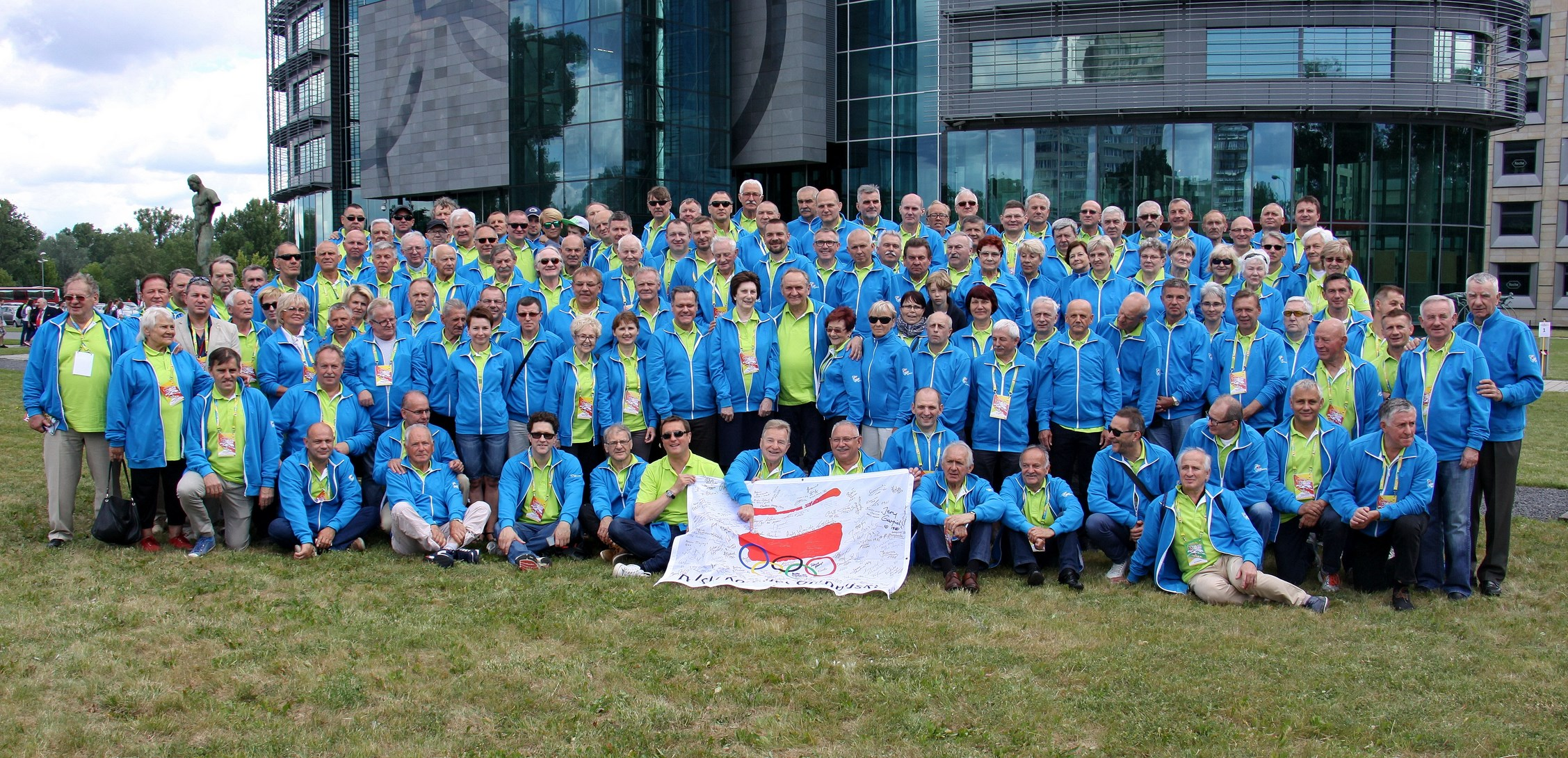
Polscy olimpijczycy przed Centrum Olimpijskim w Warszawie w 2016

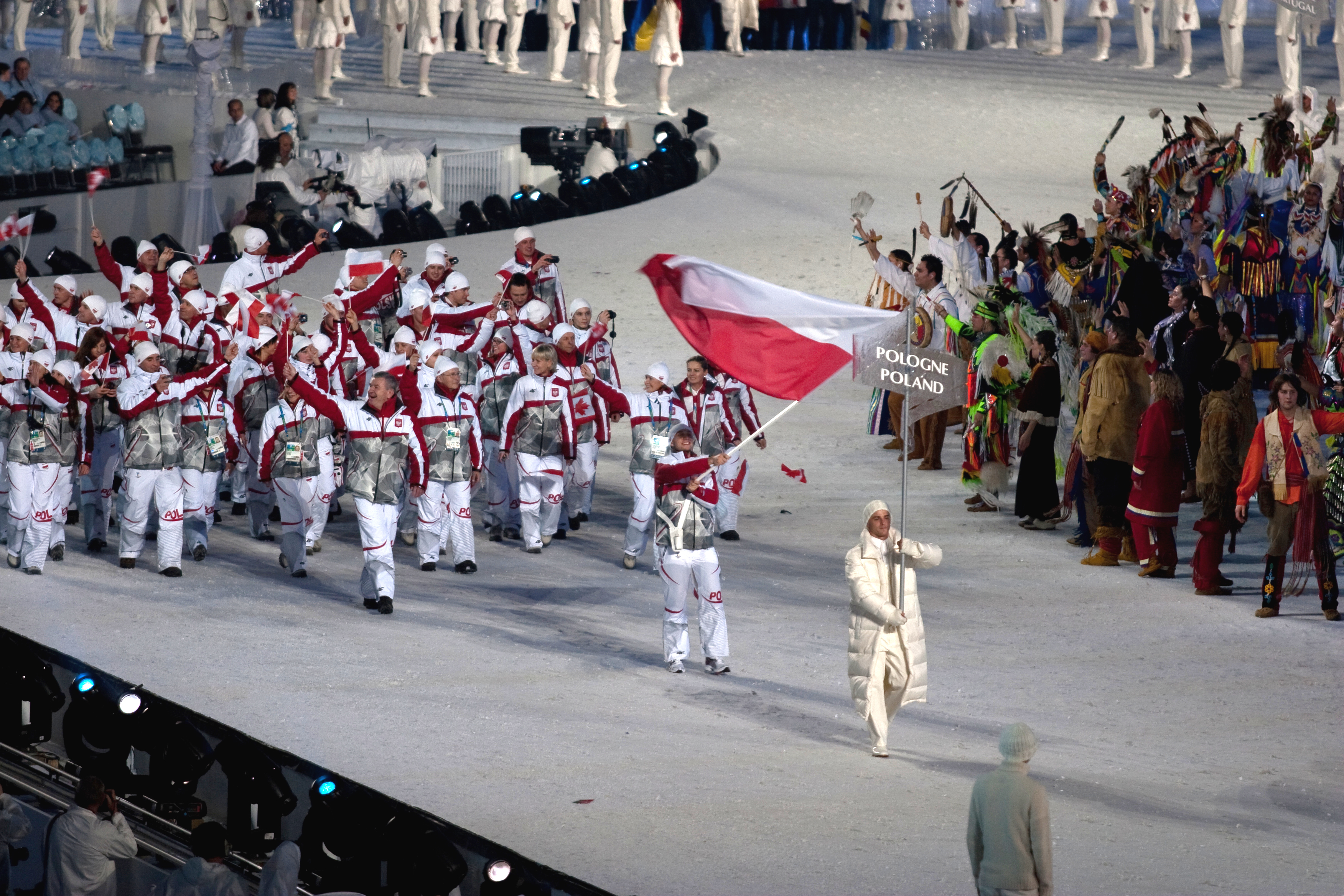
Reprezentacja Polski podczas ceremonii otwarcia Zimowych Igrzysk Olimpijskich w Vancouver

Polscy olimpijczycy – grupa sportowców reprezentująca Polskę na igrzyskach olimpijskich zarówno na letnich (od igrzysk w Paryżu w 1924) jak i zimowych (od igrzysk w Chamonix w 1924).
W letnich igrzyskach olimpijskich reprezentowało Polskę 2097 sportowców: 1630 mężczyzn, 467 kobiet, a na zimowych igrzyskach olimpijskich 473 zawodników: 379 mężczyzn, 94 kobiety.
Polscy olimpijczycy zdobyli łącznie 275 medali w tym 67 złotych, 86 srebrnych i 125 brązowych.
Poniższa lista uwzględnia też polskich uczestników igrzysk olimpijskich w latach 1900–1912 w reprezentacjach państw zaborczych – Austrii i Imperium Rosyjskiego.

## Polscy olimpijczycy na igrzyskach olimpijskich
Ilość olimpijczyków na poszczególnych igrzyskach olimpijskich
| Igrzyska olimpijskie | liczba olimpijczyków | Mężczyzn | Kobiet | Liczba zdobytych medali |
| -------------------- | -------------------- | -------- | ------ | ----------------------- |
| ZIO 1924             | 7                    | 7        | –      | –                       |
| LIO 1924             | 65                   | 64       | 1      | 2                       |
| ZIO 1928             | 26                   | 26       | –      | –                       |
| LIO 1928             | 93                   | 82       | 11     | 5                       |
| ZIO 1932             | 15                   | 15       | –      | –                       |
| LIO 1932             | 51                   | 42       | 9      | 7                       |
| ZIO 1936             | 20                   | 20       | –      | –                       |
| LIO 1936             | 143                  | 126      | 17     | 6                       |
| ZIO 1948             | 29                   | 29       | –      | –                       |
| LIO 1948             | 37                   | 30       | 7      | 1                       |
| ZIO 1952             | 30                   | 27       | 3      | –                       |
| LIO 1952             | 125                  | 103      | 22     | 4                       |
| ZIO 1956             | 51                   | 44       | 7      | 1                       |
| LIO 1956             | 64                   | 49       | 15     | 9                       |
| ZIO 1960             | 13                   | 7        | 6      | 2                       |
| LIO 1960             | 185                  | 156      | 29     | 21                      |
| ZIO 1964             | 51                   | 40       | 11     | –                       |
| LIO 1964             | 140                  | 115      | 25     | 23                      |
| ZIO 1968             | 31                   | 23       | 8      | –                       |
| LIO 1968             | 177                  | 140      | 37     | 18                      |
| ZIO 1972             | 47                   | 39       | 8      | 1                       |
| LIO 1972             | 290                  | 252      | 38     | 21                      |
| ZIO 1976             | 56                   | 43       | 13     | –                       |
| LIO 1976             | 207                  | 180      | 27     | 26                      |
| ZIO 1980             | 30                   | 29       | 1      | –                       |
| LIO 1980             | 306                  | 232      | 74     | 32                      |
| ZIO 1984             | 30                   | 24       | 6      | –                       |
| LIO 1984             | bojkot               | –        | –      | –                       |
| ZIO 1988             | 32                   | 28       | 4      | –                       |
| LIO 1988             | 143                  | 111      | 32     | 16                      |
| ZIO 1992             | 53                   | 41       | 12     | –                       |
| LIO 1992             | 201                  | 149      | 52     | 19                      |
| ZIO 1994             | 28                   | 15       | 13     | –                       |
| LIO 1996             | 165                  | 126      | 39     | 17                      |
| ZIO 1998             | 39                   | 24       | 15     | –                       |
| LIO 2000             | 187                  | 129      | 58     | 14                      |
| ZIO 2002             | 27                   | 22       | 5      | 2                       |
| LIO 2004             | 194                  | 132      | 62     | 10                      |
| ZIO 2006             | 45                   | 29       | 16     | 2                       |
| LIO 2008             | 257                  | 156      | 101    | 10                      |
| ZIO 2010             | 46                   | 26       | 20     | 6                       |
| LIO 2012             | 218                  | 133      | 85     | 10                      |
| ZIO 2014             | 59                   | 37       | 22     | 6                       |
| LIO 2016             | 240                  | 139      | 101    | 11                      |
| ZIO 2018             | 62                   | 36       | 26     | 2                       |
| LIO 2020             | 216                  | 113      | 103    | 14                      |
| ZIO 2022             | 57                   | 27       | 30     | 1                       |
| LIO 2024             | 210                  | 97       | 113    | 10                      |

## Olimpijczycy według dyscyplin
Liczba olimpijczyków według dyscyplin
| Dyscyplina sportowa   | Liczba zawodników | Mężczyzn | Kobiet |
| --------------------- | ----------------- | -------- | ------ |
| Badminton             | 11                | 4        | 7      |
| Biathlon              | 37                | 23       | 14     |
| Biegi narciarskie     | 48                | 32       | 26     |
| Bobsleje              | 23                | 23       | –      |
| Boks                  | 104               | 104      | –      |
| Gimnastyka sportowa   | 85                | 30       | 55     |
| Hokej na lodzie       | 159               | 159      | –      |
| Hokej na trawie       | 88                | 72       | 16     |
| Jeździectwo           | 52                | 50       | 2      |
| Judo                  | 44                | 32       | 12     |
| Kajakarstwo           | 121               | 90       | 31     |
| Kolarstwo             | 110               | 104      | 6      |
| Kombinacja norweska   | 21                | 21       | –      |
| Koszykówka            | 66                | 54       | 12     |
| Lekkoatletyka         | 403               | 263      | 140    |
| Łucznictwo            | 28                | 12       | 16     |
| Łyżwiarstwo figurowe  | 22                | 10       | 12     |
| Łyżwiarstwo szybkie   | 31                | 17       | 14     |
| Narciarstwo alpejskie | 36                | 23       | 13     |
| Pięciobój nowoczesny  | 22                | 19       | 3      |
| Piłka nożna           | 100               | 100      |        |
| Piłka ręczna          | 44                | 44       |        |
| pływanie              | 82                | 53       | 29     |
| Podnoszenie ciężarów  | 62                | 56       | 6      |
| Saneczkarstwo         | 28                | 15       | 9      |
| Short track           | 6                 | 4        | 2      |
| Siatkówka             | 60                | 36       | 24     |
| Skoki do wody         | 6                 | 3        | 3      |
| Skoki narciarskie     | 42                | 42       |        |
| Snowboard             | 10                | 6        | 4      |
| Strzelectwo           | 73                | 64       | 9      |
| Szermierka            | 134               | 100      | 34     |
| Taekwondo             | 1                 | –        | 1      |
| Tenis stołowy         | 9                 | 6        | 3      |
| Tenis ziemny          | 12                | 3        | 9      |
| Triathlon             | 3                 | 1        | 2      |
| Wioślarstwo           | 185               | 147      | 38     |
| Zapasy                | 109               | 107      | 2      |
| Żeglarstwo            | 59                | 52       | 7      |

### Lista alfabetyczna polskich olimpijczyków

#### A
- Jadwiga Abisiak – siatkówka,  brązowa medalistka z igrzysk w Tokio 1964
- Mariola Abrahamczyk – wioślarstwo, uczestniczka igrzysk w Moskwie 1980 (czwórka podwójna)
- Paweł Abratkiewicz – łyżwiarstwo szybkie, uczestnik igrzysk w Albertville 1992, Nagano 1998 i Salt Lake City 2002
- Kazimierz Adach – boks, waga lekka,  brązowy medalista z Moskwy 1980
- Stefan Adamczak – lekkoatletyka, skok o tyczce, olimpijczyk z Paryża 1924
- Dariusz Adamczuk – piłka nożna, pomocnik,  srebrny medalista z Barcelony 1992
- Adam Adamczyk – judo, olimpijczyk z Monachium 1972 i Montrealu 1976
- Edward Adamczyk – lekkoatletyka, dziesięciobój i skok w dal, uczestnik igrzysk w Londynie 1948
- Janusz Adamiec – hokej na lodzie, uczestnik igrzysk w Sarajewo 1984, Calgary 1988 i Albertville 1992
- Tomasz Adamiec – judo, waga półlekka, uczestnik igrzysk w Pekinie 2008
- Tadeusz Adamowski – hokej na lodzie, olimpijczyk z Sankt Moritz 1928
- Antoni Adamski – hokej na trawie, olimpijczyk z Helsinek 1952
- Jerzy Adamski – boks, waga piórkowa,  srebrny medal na igrzyskach w Rzymie 1960
- Tadeusz Adamski – hokej na trawie, olimpijczyk z Helsinek 1952
- Dariusz Adamus – lekkoatletyka, rzut oszczepem, olimpijczyk z Moskwy 1980
- Alfred Ader – szermierka, szabla, olimpijczyk z Paryża 1924
- Spirydion Albański – piłka nożna, bramkarz, olimpijczyk z Berlina 1936
- Piotr Albiński – pływanie, olimpijczyk z Barcelony 1992
- Edward Alkśnin – judo, olimpijczyk z Moskwy 1980
- Henryk Alszer – piłka nożna, napastnik, olimpijczyk z Helsinek 1952
- Bernard Aluchna – pływanie, olimpijczyk z Rzymu 1960
- Krystyna Ambros-Żurek – wioślarstwo, olimpijka z Moskwy 1980
- Ewa Ambroziak – wioślarstwo, olimpijka z Montrealu 1976
- Zdzisław Ambroziak – siatkówka, olimpijczyk z Meksyku 1968 i Monachium 1972
- Zygmunt Anczok – piłka nożna, obrońca,  złoty medalista z Monachium 1972
- Zbigniew Andruszkiewicz – wioślarstwo, olimpijczyk z Moskwy 1980
- Leszek Andrzejczak – hokej na trawie, olimpijczyk z Moskwy 1980
- Bohdan Andrzejewski – szermierka,  brązowy medalista z Meksyku 1968 (szpada drużynowo), olimpijczyk z Tokio 1964 i Monachium 1972
- Robert Andrzejuk – szermierka,  srebrny medalista z Pekinu 2008 (szpada drużynowo)
- Zdzisław Antczak – piłka ręczna, olimpijczyk z Monachium 1972 i  brązowy medalista z Montrealu 1976
- Aleksy Antkiewicz – boks, waga lekka,  srebrny medalista z Helsinek 1952, waga piórkowa,  brązowy medalista z Londynu 1948
- Jan Antolec - biegi narciarskie, olimpijczyk z Soczi 2014
- Izabella Antonowicz-Szuszkiewicz – kajakarstwo, olimpijka z Tokio 1964, Meksyku 1968 i Monachium 1972
- Michał Antuszewicz – hokej na lodzie, olimpijczyk z Oslo 1952
- Elżbieta Apostolska – gimnastyka sportowa, olimpijka z Tokio 1964
- Krystian Aranowski - wioślarstwo, olimpijczyk z Londynu 2012 i Rio de Janeiro 2016
- Maria Arndt – lekkoatletyka, olimpijka z Helsinek 1952
- Halina Aszkiełowicz – siatkówka,  brązowa medalistka z Meksyku 1968
- Kamila Augustyn – badminton, uczestniczka igrzysk w Pekinie 2008
- Rafał Augustyn – lekkoatletyka, chód na 20 km, uczestnik igrzysk w Pekinie 2008
- Benedykt Augustyniak – wioślarstwo, olimpijczyk z Rzymu 1960 (czwórka bez sternika)

#### B
- Marian Babirecki – jeździectwo, olimpijczyk z Rzymu 1960
- Katarzyna Bachleda-Curuś – łyżwiarstwo szybkie, olimpijka z Salt Lake City 2002, Turynu 2006,  brązowa medalistka z Vancouver 2010,  srebrna medalistka z Soczi 2014
- Andrzej Bachleda-Curuś II – narciarstwo alpejskie, olimpijczyk z Grenoble 1968 i Sapporo 1972
- Andrzej Bachleda-Curuś III – narciarstwo alpejskie, olimpijczyk z Nagano 1998 i Salt Lake City 2002
- Jan Bachleda-Curuś – narciarstwo alpejskie, olimpijczyk z Innsbrucku 1976
- Arkadiusz Bachur – jeździectwo, olimpijczyk z Barcelony 1992
- Andrzej Badeński – lekkoatletyka,  medalista z Tokio 1964 na 400 m, uczestnik igrzysk w Meksyku 1968 i Monachium 1972
- Tadeusz Bafia – narciarstwo klasyczne, olimpijczyk z Calgary 1988
- Marek Bajan – pięciobój nowoczesny, olimpijczyk z Moskwy 1980
- Marek Bajor – piłka nożna,  srebrny medalista z Barcelony 1992
- Barbara Bakulin – lekkoatletyka, uczestniczka igrzysk w Monachium 1972
- Jan Balachowski – lekkoatletyka, uczestnik igrzysk w Meksyku 1968 i Monachium 1972
- Piotr Balcerzak – lekkoatletyka, olimpijczyk z Sydney 2000
- Halina Balon – szermierka, floret, olimpijka z Meksyku 1968 i Monachium 1972
- Justyna Banasiak – gimnastyka artystyczna, olimpijka z Aten 2004
- Piotr Banaszak – podnoszenie ciężarów, olimpijczyk z Barcelony 1992
- Bolesław Banaś – szermierka, uczestnik igrzysk w Londynie 1948
- Leszek Bandach – szermierka, floret, olimpijczyk z Seulu 1988
- Hubert Banisz – piłka nożna (obrońca), olimpijczyk z Helsinek 1952
- Barbara Baran – lekkoatletyka, skok w dal, olimpijka z Moskwy 1980
- Józef Baran-Bilewski – lekkoatletyka, rzut dyskiem, uczestnik igrzysk w Amsterdamie 1928
- Witold Baran – lekkoatletyka, uczestnik igrzysk w Tokio 1964
- Katarzyna Baranowska – pływanie, olimpijka z Pekinu 2008
- Dariusz Baranowski – kolarstwo szosowe, uczestnik igrzysk w Barcelonie 1992 i Atlancie 1996
- Zenon Baranowski – lekkoatletyka, olimpijczyk z Melbourne 1956
- Paweł Baraszkiewicz – kajakarstwo,  srebrny medalista (kanadyjki dwójki) z Sydney 2000, uczestnik igrzysk w Atlancie 1996, Atenach 2004 oraz Pekinie 2008
- Kazimierz Barburski – szermierka, szpada,  brązowy medalista w drużynie z Meksyku 1968, olimpijczyk z Monachium 1972
- Edward Barcik – kolarstwo szosowe,  srebrny medalista w wyścigu drużynowym z Monachium 1972
- Jerzy Bardziński – bobsleje, olimpijczyk z St. Moritz 1928
- Małgorzata Barlak-Kamasińska – gimnastyka sportowa, olimpijka z Monachium 1972
- Jolanta Bartczak – lekkoatletyka, skok w dal, olimpijka z Seulu 1988
- Bartłomiej Bartnicki – zapasy, olimpijczyk z Aten 2004 i Pekinu 2008
- Wojciech Bartnik – boks,  brązowy medalista z Barcelony 1992 w wadze półciężkiej, olimpijczyk z Atlanty 1996 i Sydney 2000 w wadze ciężkiej
- Jan Bartosik – żeglarstwo, olimpijczyk z Tallinna 1980
- Joanna Bartosz – gimnastyka sportowa, olimpijka z Monachium 1972
- Michał Bartoszak – lekkoatletyka, olimpijczyk z Aten 2004
- Sławomir Barul – kolarstwo przełajowe, olimpijczyk z Atlanty 1996
- Helmut Barysz – pływanie, olimpijczyk z Berlina 1936
- Paulina Barzycka – pływanie, olimpijka z Aten 2004, Pekinu 2008
- Andrzej Basik – judo, olimpijczyk z Seulu 1988
- Piotr Basta – wioślarstwo, uczestnik igrzysk w Barcelonie 1992, Atlancie 1996 i Sydney 2000
- Waldemar Baszanowski – podnoszenie ciężarów, ,  mistrz olimpijski z Tokio 1964 i Meksyku 1968, olimpijczyk z Rzymu 1960 i Monachium 1972
- Józef Batkiewicz – hokej na lodzie, olimpijczyk z Sapporo 1972
- Marek Batkiewicz – hokej na lodzie, olimpijczyk z Albertville 1992
- Mieczysław Batsch – piłka nożna, uczestnik igrzysk w Paryżu 1924
- Paweł Baumann – kajakarstwo, olimpijczyk z Aten 2004 oraz Pekinu 2008
- Antoni Bazaniak – kajakarstwo, olimpijczyk z Berlina 1936
- Wawrzyniec Bazarnik – boks, waga kogucia, olimpijczyk z Londynu 1948
- Bożena Bąk – badminton, olimpijka z Barcelony 1992
- Krystian Bąk – hokej na trawie, olimpijczyk z Moskwy 1980
- Michał Bąkiewicz – siatkówka, olimpijczyk z Aten 2004
- Bronisław Bebel – siatkówka,  złoty medalista z Montrealu 1976, olimpijczyk z Monachium 1972
- Jolanta Bebel – szermierka, floret, olimpijka z Monachium 1972 i Montrealu 1976
- Leszek Bebło – lekkoatletyka, uczestnik igrzysk w Barcelonie 1992 i Atlancie 1996
- Krzysztof Beck – podnoszenie ciężarów, olimpijczyk z Melbourne 1956 i Rzymu 1960
- Eugeniusz Bedeniczuk – lekkoatletyka, trójskok, olimpijczyk z Barcelony 1992
- Agnieszka Bednarek – siatkówka, olimpijka z Pekinu 2008
- Jacek Bednarek – lekkoatletyka, chód, olimpijczyk z Seulu 1988
- Zenon Begier – lekkoatletyka, rzut dyskiem, olimpijczyk z Rzymu 1960 i Tokio 1964
- Monika Bejnar – lekkoatletyka, sztafeta 4 × 400 m, olimpijka z Aten 2004, Pekinu 2008
- Andrzej Bek, kolarstwo torowe,  brązowy medalista w tandemach z Monachium 1972
- Józef Beker – kolarstwo szosowe, olimpijczyk z Tokio 1964
- Brunon Bendig – boks, waga kogucia,  brązowy medalista z Rzymu 1960, olimpijczyk z Tokio 1964
- Jan Benigier – piłka nożna, napastnik,  srebrny medalista z Montrealu 1976
- Miłosz Bernatajtys – wioślarstwo,  srebrny medalista z Pekin 2008
- Władysław Beszterda – wioślarstwo, olimpijczyk z Moskwy 1980
- Jacek Beutler – judo, olimpijczyk z Seulu 1988
- Czesław Białas – podnoszenie ciężarów, olimpijczyk z Helsinek 1952, Melbourne 1956 i Rzymu 1960
- Magdalena Białas – pływanie, olimpijka z Moskwy 1980
- Eliza Białkowska – gimnastyka artystyczna, olimpijka z Seulu 1988 i Barcelony 1992
- Dariusz Białkowski – kajakarstwo,  brązowy medalista z Barcelony 1992 i Sydney 2000, olimpijczyk z Atlanty 1996 i Aten 2004
- Aneta Białkowska-Michalak – kajakarstwo, olimpijka z Sydney 2000 i Aten 2004
- Ryszard Białowąs – koszykówka, olimpijczyk z Monachium 1972
- Dorota Bidołach – strzelectwo, olimpijka z Seulu 1988
- Maciej Biega – łyżwiarstwo szybkie, olimpijczyk z Vancouver 2010
- Andrzej Biegalski – boks, waga ciężka, olimpijczyk z Montrealu 1976
- Stefania Biegun – narciarstwo klasyczne, olimpijka z Squaw Valley 1960, Innsbrucku 1964 i Grenoble 1968
- Aleksander Bielaczyc – żeglarstwo, olimpijczyk z Monachium 1972
- Piotr Bielczyk – lekkoatletyka, oszczep, olimpijczyk z Montrealu 1976
- Zofia Bielczyk – lekkoatletyka, 100 m przez płotki, olimpijka z Moskwy 1980
- Michał Bielczyk – lekkoatletyka, olimpijczyk z Aten 2004
- Karol Bielecki – piłka ręczna, olimpijczyk z Pekinu 2008
- Maciej Bielecki – kolarstwo torowe, olimpijczyk z Pekinu 2008
- Dorota Bielska – hokej na trawie, olimpijka z Moskwy 1980
- Jacek Bielski – boks, waga lekkopółśrednia, olimpijczyk z Atlanty 1996
- Michał Bieniek – lekkoatletyka, skok wzwyż, olimpijczyk z Pekinu 2008
- Zdzisław Bieniek – piłka nożna, olimpijczyk z Helsinek 1952
- Teodor Bieregowoj – lekkoatletyka, chód sportowy, olimpijczyk z Berlina 1936
- Jacek Bierkowski – szermierka, olimpijczyk z Montrealu 1976 i Moskwy 1980
- Roman Bierła – zapasy,  srebrny medalista z Moskwy 1980
- Krzysztof Bieryt – kajakarstwo, olimpijczyk z Barcelony 1992, Sydney 2000 oraz Pekinu 2008
- Klemens Biniakowski – lekkoatletyka, olimpijczyk z Amsterdamu 1928 i Berlina 1936
- Jerzy Binkowski – koszykówka, olimpijczyk z Moskwy 1980
- Małgorzata Birbach – lekkoatletyka, olimpijka z Barcelony 1992
- Leon Birkholz – wioślarstwo,  brązowy medalista z Amsterdamu 1928 (czwórka ze sternikiem)
- Krzysztof Birula-Białynicki – hokej na lodzie, olimpijczyk z Sapporo 1972
- Eugeniusz Biskupski – lekkoatletyka, trójskok, olimpijczyk z Montrealu 1976
- Leszek Blanik – gimnastyka sportowa,  brązowy medalista z Sydney 2000 i  złoty medalista z Pekin 2008 w skoku przez konia,
- Henryk Blaszka – żeglarstwo, olimpijczyk z Pusan 1988
- Ryszard Blaszka – żeglarstwo, olimpijczyk z Kingston 1976
- Tadeusz Blauth – koszykówka, olimpijczyk z Tokio 1964
- Bernadetta Blechacz – lekkoatletyka, oszczep, olimpijka z Moskwy 1980
- Wiesław Błach – judo, olimpijczyk z Seulu 1988 i Barcelony 1992
- Kazimierz Błasiński – wioślarstwo, olimpijczyk z Melbourne 1956
- Genowefa Błaszak – lekkoatletyka, olimpijka z Seulu 1988
- Józef Błaszczyk – żeglarstwo, olimpijczyk z Kilonii 1972
- Lucjan Błaszczyk – tenis stołowy, olimpijczyk z Atlanty 1996, Sydney 2000 i Aten 2004, Pekinu 2008
- Andrzej Bławdzin – kolarstwo szosowe, olimpijczyk z Tokio 1964 i Meksyku 1968
- Ryszard Błażyca – zapasy, olimpijczyk z Amsterdamu 1928
- Leszek Błażyński – boks, waga musza,  brązowy medalista igrzysk w Monachium 1972 i Montrealu 1976
- Grażyna Błąd-Kotwica – wioślarstwo, olimpijka z Seulu 1988
- Jolanta Błędowska – hokej na trawie, olimpijka z Moskwy 1980
- Stanisław Bobak – skoki narciarskie, olimpijczyk z Innsbrucku 1976 i Lake Placid 1980
- Bernadeta Bocek-Piotrowska – narciarstwo klasyczne, olimpijka z Albertville 1992, Lillehammer 1994, Nagano 1998
- Janusz Bobik – jeździectwo,  srebrny medalista w drużynie w skokach z Moskwy 1980
- Jan Bochenek – podnoszenie ciężarów, olimpijczyk z Melbourne 1956,  brązowy medalista z Rzymu 1960
- Piotr Bochenek – wioślarstwo, olimpijczyk z Sydney 2000
- Roman Bocheński – pływanie, olimpijczyk z Berlina 1936
- Wiesław Bocheński – zapasy, olimpijczyk z Meksyku 1968
- Elżbieta Bocian – lekkoatletyka, olimpijka z Helsinki 1952
- Jacek Bocian – lekkoatletyka, olimpijczyk z Sydney 2000
- Joanna Bodak – gimnastyka artystyczna, olimpijka z Barcelony 1992
- Jacek Bodyk – kolarstwo szosowe, olimpijczyk z Seulu 1988
- Grzegorz Bodziana – biathlon, olimpijczyk z Turynu 2006
- Paulina Boenisz – pięciobój nowoczesny, olimpijka z Sydney 2000 i Aten 2004, Pekinu 2008
- Sylwia Bogacka – strzelectwo,  srebrna medalistka z Londynu 2012, olimpijka z Aten 2004 i Pekinu 2008
- Zygmunt Bogdziewicz – strzelectwo, olimpijczyk z Monachium 1972 i Montrealu 1976
- Lech Boguszewicz – lekkoatletyka, olimpijczyk z Tokio 1964
- Piotr Bojańczyk – łyżwiarstwo figurowe, olimpijczyk z Innsbrucku 1976
- Jerzy Boniecki – pływanie, olimpijczyk z Helsinek 1952
- Bartłomiej Bonk – podnoszenie ciężarów,  brązowy medalista z Londynu 2012, olimpijczyk z Pekinu 2008
- Leszek Borkowski – boks, waga kogucia, olimpijczyk z Montrealu 1976
- Paweł Borkowski – wioślarstwo, olimpijczyk z Moskwy 1980
- Tomasz Borowski – boks, waga średnia, olimpijczyk z Atlanty 1996
- Marian Borzemski – strzelectwo, uczestnik igrzysk olimpijskich w Paryżu 1924
- Ryszard Borzuchowski – wioślarstwo, olimpijczyk z Berlina 1936
- Ryszard Bosek – siatkówka,  złoty medalista z Montrealu 1976, olimpijczyk z Monachium 1972 i Moskwy 1980
- Edward Bożek – lekkoatletyka, olimpijczyk z Rzymu 1960
- Agnieszka Brandebura – gimnastyka artystyczna, olimpijka z Sydney 2000
- Roland Brehmer – lekkoatletyka, olimpijczyk z Meksyku 1968
- Anna Brandysiewicz-Rekosz – wioślarstwo, olimpijka z Montrealu 1976
- Jerzy Braun – wioślarstwo, ,  srebrny i brązowy medalista z Los Angeles 1932
- Jarosław Brawata – judo, olimpijczyk z Moskwy 1980
- Magdalena Breguła – lekkoatletyka, olimpijka z Helsinek 1952
- Roland Brehmer – lekkoatletyka, olimpijczyk z Meksyku 1968
- Małgorzata Breś Nogala – szermierka, olimpijka z Seulu 1988
- Adam Brodecki – Łyżwiarstwo figurowe, olimpijczyk z Sapporo 1972
- Anna Breuer-Mosler – lekkoatletyka, rezerwowa uczestniczka igrzysk w Amsterdam 1928
- Józef Broel-Plater – bobsleje, olimpijczyk z St. Moritz 1928
- Zdzisław Bromek – wioślarstwo, olimpijczyk z Meksyku 1968
- Henryk Bromowicz – hokej na lodzie, olimpijczyk z St.Moritz 1948, Oslo 1952, Cortiny d’Ampezzo 1956
- Monika Bronicka – żeglarstwo, olimpijka z Sydney 2000, Aten 2004
- Jerzy Broniec – wioślarstwo, olimpijczyk z Meksyku 1968, Monachium 1972 i Montrealu 1976
- Kajetan Broniewski – wioślarstwo, olimpijczyk z Seulu 1988, Barcelony 1992 i Atlanty 1996
- Adam Bronikowski – wioślarstwo, olimpijczyk z Sydney 2000 i Aten 2004
- Franciszek Bronikowski – wioślarstwo,  brązowy medalista z Amsterdamu 1928 (czwórka ze sternikiem)
- Franciszek Brożek – strzelectwo, olimpijczyk z Paryża 1924
- Tomasz Brożyna – kolarstwo szosowe, olimpijczyk z Atlanty 1996 i Aten 2004
- Zbigniew Bródka – łyżwiarstwo szybkie, olimpijczyk z Vancouver 2010,  złoty medalista na dystansie 1500 metrów i  brązowy medalista z Soczi 2014 w wyścigu drużynowym
- Lucjan Brychczy – piłka nożna, napastnik, olimpijczyk z Rzymu 1960
- Zbigniew Bryjak – hokej na lodzie, olimpijczyk z Calgary 1988
- Gerda Bryłka-Krajciczek – gimnastyka sportowa, olimpijka z Tokio 1964
- Kazimierz Bryniarski – hokej na lodzie, olimpijczyk z Cortiny d’Ampezzo 1956
- Edward Bryzemejster – żeglarstwo, olimpijczyk z Paryża 1924
- Anna Brzezińska – lekkoatletyka, olimpijka z Barcelony 1992 i Atlanty 1996
- Marcin Brzeziński – wioślarstwo, olimpijczyk z Pekinu 2008
- Patryk Brzeziński – wioślarstwo, olimpijczyk z Pekinu 2008
- Paulina Brzeźna – kolarstwo szosowe, olimpijka z Pekinu 2008
- Jan Brzeźny – kolarstwo szosowe, olimpijczyk z Montrealu 1976
- Jerzy Brzęczek – piłka nożna,  srebrny medalista z Barcelony 1992
- Dorota Brzozowska – pływanie, olimpijka z Moskwy 1980
- Antoni Brzozowski – wioślarstwo, olimpijczyk z Paryża 1924
- Artur Brzozowski – lekkoatletyka, chód na 50 km, olimpijczyk z Pekinu 2008
- Janusz Brzozowski – piłka ręczna,  brązowy medalista z Montrealu 1976, olimpijczyk z Moskwy 1980
- Krystian Brzozowski – zapasy, olimpijczyk z Aten 2004, Pekinu 2008
- Piotr Buchalski – wioślarstwo, olimpijczyk z Aten 2004
- Wojciech Buciarski – lekkoatletyka, skok o tyczce, olimpijczyk z Monachium 1972 i Montrealu 1976
- Robert Buda – boks, waga średnia, olimpijczyk z Barcelony 1992
- Edward Budny – biegi narciarskie, olimpijczyk z Innsbrucku 1964
- Weronika Budny – biegi narciarskie, olimpijka z Innsbrucku 1964, Grenoble 1968 i Sapporo 1972
- Henryk Budzicz – kajakarstwo, olimpijczyk z Montrealu 1976
- Henryk Budziński – wioślarstwo,  brązowy medalista z Los Angeles 1932 (dwójka bez sternika)
- Joanna Budzis – pływanie, olimpijka z Pekinu 2008
- Romuald Budzyński – lekkoatletyka, olimpijczyk z Helsinek 1952
- Teresa Bugajczyk – saneczkarstwo, olimpijka z Innsbrucku 1976
- Zygmunt Buhl – lekkoatletyka, olimpijczyk z Helsinek 1952
- Franciszek Bujak – narciarstwo klasyczne, olimpijczyk z Chamonix 1924
- Józef Bujak – narciarstwo klasyczne, olimpijczyk z St. Moritz 1928
- Krzysztof Bujar – hokej na lodzie, olimpijczyk z Albertville 1992
- Piotr Bujnarowski – wioślarstwo, olimpijczyk z Barcelony 1992 i Atlanty 1996
- Anna Bukis – lekkoatletyka, olimpijka z Moskwy 1980
- Dorota Bukowska – koszykówka, olimpijka z Sydney 2000
- Stanisław Bukowski – narciarstwo klasyczne, olimpijczyk z St. Moritz 1948 i Cortiny d’Ampezzo 1956
- Agata Bulwa – łucznictwo – olimpijka z Sydney 2000
- Bohdan Bułakowski – lekkoatletyka, olimpijczyk z Moskwy 1980
- Danuta Bułkowska – lekkoatletyka, olimpijka z Moskwy 1980
- Antoni Bura – bobsleje, olimpijczyk z St. Moritz 1928
- Ryszard Burak – wioślarstwo, olimpijczyk z Montrealu 1976 i Moskwy 1980
- Izabela Burczyk – pływanie, olimpijka z Atlanty 1996
- Mieczysław Burda – hokej na lodzie, olimpijczyk z St. Moritz 1948
- Mikołaj Burda – wioślarstwo, olimpijczyk z Aten 2004, Pekinu 2008
- Wojciech Bursa – strzelectwo, olimpijczyk z Berlina 1936
- Joanna Burzyńska – żeglarstwo, olimpijka z Barcelony 1992
- Tomasz Busse – zapasy, olimpijczyk z Moskwy 1980
- Michał Butkiewicz – szermierka, szpada,  brązowy medalista w drużynie z Meksyku 1968
- Paula Bzura – short track, olimpijka z Vancouver 2010

#### C
- Ewald Cebula – piłka nożna, uczestnik igrzysk w Helsinkach 1952
- Franciszek Cebulak – piłka nożna, uczestnik igrzysk w Berlinie 1936
- Henryk Cegielski – koszykówka, uczestnik igrzysk w Meksyku 1968
- Janusz Cegliński – koszykówka, uczestnik igrzysk w Monachium 1972
- Antoni Cejzik – – lekkoatletyka, dziesięciobój, olimpijczyk z Paryża 1924 i Amsterdamu 1928
- Genowefa Cejzik – lekkoatletyka, olimpijka z Amsterdamu 1928
- Wiesław Cempa – Biegi narciarskie, olimpijczyk z Albertville 1992
- Mariusz Cendrowski – boks, olimpijczyk z Sydney 2000
- Ludwika Chewińska – lekkoatletyka, olimpijka z Monachium 1972
- Stanisław Chiliński – zapasy, uczestnik igrzysk w Moskwie 1980
- Włodzimierz Chlebosz – podnoszenie ciężarów, waga średnia, olimpijczyk z Barcelony 1992
- Karolina Chlewińska – szermierka, olimpijka z Pekinu 2008
- Mirosław Chmara – lekkoatletyka, olimpijczyk z Seulu 1988
- Sebastian Chmara – lekkoatletyka, dziesięciobój, olimpijczyk z Atlanty 1996
- Piotr Chmielewski – kolarstwo, uczestnik igrzysk w Sydney 2000
- Wiesław Chmielewski – pięciobój nowoczesny, olimpijczyk z Seulu 1988
- Włodzimierz Chmielewski – wioślarstwo, olimpijczyk z Montrealu 1976
- Henryk Chmielewski – boks, waga średnia, uczestnik igrzysk w Berlinie 1936
- Mieczysław Chmura – hokej na lodzie, olimpijczyk z Cortiny d’Ampezzo 1956
- Sławomir Chmura – łyżwiarstwo szybkie, Vancouver 2010
- Marek Chocian – żeglarstwo, uczestnik igrzysk w Barcelonie 1992 i Atlancie 1996
- Tomasz Choczaj – hokej na trawie, olimpijczyk z Sydney 2000
- Kazimierz Chodakowski – hokej na lodzie, olimpijczyk z Cortiny d’Ampezzo 1956
- Lidia Chojecka – lekkoatletyka, olimpijka z Sydney 2000, Ateny 2004, Pekinu 2008
- Małgorzata Chojnacka – gimnastyka sportowa, olimpijka z Meksyku 1968
- Małgorzata Chojnacka – kajakarstwo, olimpijka z Pekinu 2008
- Marek Cholewa – hokej na lodzie, olimpijczyk z Sarajewa 1984, Calgary 1988 i Albertville 1992
- Jerzy Choroba – hokej na trawie, olimpijczyk z Monachium 1972
- Jerzy Choromański – zapasy, waga superciężka, olimpijczyk z Barcelony 1992
- Andrzej Chowaniec – hokej na lodzie, olimpijczyk z Sarajewa 1984
- Stefan Chowaniec – hokej na lodzie, olimpijczyk z Sapporo 1972, Innsbrucku 1976 i Lake Placid 1980
- Rafał Choynowski – jeździectwo, olimpijczyk z Atlanty 1996
- Jerzy Christ – hokej na lodzie, olimpijczyk z Sarajewa 1984 i Calgary 1988
- Józefa Chromik – biegi narciarskie, olimpijka z Sapporo 1972
- Jerzy Chromik – lekkoatletyka, biegi długie, uczestnik igrzysk w Melbourne 1956 i Rzymie 1960
- Ludomir Chronowski – szermierka,  srebrny medalista (drużyna) z Moskwy 1980
- Mateusz Chruściński – łyżwiarstwo figurowe, olimpijczyk z Vancouver 2010
- Sławomir Chrzanowski – kolarstwo, olimpijczyk z Atlanty 1996
- Jan Chtiej – kolarstwo, olimpijczyk z Rzymu 1960
- Kamila Chudzik – lekkoatletyka, olimpijka z Pekinu 2008
- Andrzej Chudziński – pływanie, olimpijczyk z Monachium 1972
- Zygmunt Chychła – boks, waga półśrednia, olimpijczyk z Londynu 1948 i  złoty medalista z Helsinek 1952
- Dorota Chylak – pływanie, uczestniczka igrzysk w Seulu 1988
- Łukasz Chyła – lekkoatletyka, olimpijczyk z Aten 2004 i Pekinu 2008
- Dorota Chytrowska – strzelectwo, uczestniczka igrzysk Barcelony 1992
- Maria Ciach – lekkoatletyka, olimpijka z Helsinek 1952
- Stefan Ciapała – bobsleje, olimpijczyk z Cortiny d’Ampezzo 1956
- Eugenia Ciarkowska – lekkoatletyka, uczestniczka igrzysk w Rzymie 1960
- Grzegorz Ciastek – gimnastyka sportowa, olimpijczyk z Montrealu 1976
- Aleksander Ciążyński – hokej na trawie, olimpijczyk z Monachium 1972
- Robert Ciba – boks, waga kogucia, olimpijczyk z Barcelony 1992
- Alina Cichecka – gimnastyka sportowa, uczestniczka igrzysk w Berlinie 1936
- Aleksander Cichoń – zapasy,  brązowy medalista z Moskwy 1980
- Tomasz Cichy – hokej na trawie, olimpijczyk z Sydney 2000
- Stefan Ciekański – kolarstwo, olimpijczyk z Moskwy 1980
- Teresa Ciepły – lekkoatletyka,  brązowa medalistka z Rzymu 1960, ,  złota i srebrna medalistka z Tokio 1964
- Olgierd Ciepły – lekkoatletyka, olimpijczyk z Rzymu 1960 i Tokio 1964
- Waldemar Ciesielczyk – szermierka, olimpijczyk z Seulu 1988
- Piotr Cieśla – piłka ręczna,  brązowy medalista z Montrealu 1976
- Michał Cieślak – wioślarstwo,  brązowy medalista z Barcelony 1992
- Włodzimierz Cieślak – zapasy, olimpijczyk z Monachium 1972
- Sławomir Cieślakowski – wioślarstwo, uczestnik igrzysk w Seulu 1988
- Gerard Cieślik – piłka nożna, uczestnik igrzysk w Helsinkach 1952
- Stanisław Cikowski – piłka nożna, uczestnik igrzysk w Paryżu 1924
- Maciej Ciszewski – szermierka, uczestnik igrzysk w Barcelonie 1992
- Andrzej Cofalik – podnoszenie ciężarów,  brązowy medalista z Atlanty 1996
- Mirosław Copija – hokej na lodzie, uczestnik igrzysk w Calgary 1988
- Stefan Csorich – hokej na lodzie, uczestnik igrzysk w Sankt Moritz 1948 i Oslo 1952
- Tadeusz Cuch – lekkoatletyka, uczestnik igrzysk w Monachium 1972
- Joanna Cupryś – koszykówka, uczestniczka igrzysk w Sydney 2000
- Krzysztof Cwalina – pływanie, uczestnik igrzysk w Barcelonie 1992
- Grzegorz Cybulski – lekkoatletyka, uczestnik igrzysk w Monachium 1972 i Montrealu 1976
- Jan Cych – lekkoatletyka, uczestnik igrzysk w Meksyku 1968
- Agnieszka Cyl – biathlon, olimpijka z Vancouver 2010
- Wawrzyniec Cyl – piłka nożna, uczestnik igrzysk w Paryżu 1924
- Czesław Cyraniak – boks, waga lekka, uczestnik igrzysk w Berlinie 1936
- Ludwik Czachowski – hokej na lodzie, uczestnik zimowych igrzysk w Sapporo, 1972
- Piotr Czaczka – piłka ręczna, uczestnik igrzysk w Moskwie 1980
- Bolesław Czaiński – hokej na trawie, uczestnik igrzysk w Monachium 1972
- Jakub Czaja – lekkoatletyka, uczestnik igrzysk w Atenach 2004
- Wiesław Czaja – siatkówka, uczestnik igrzysk w Moskwie 1980
- Małgorzata Czajczyńska – kajakarstwo, uczestniczka igrzysk w Atenach 2004
- Eugeniusz Czajka – hokej na trawie, uczestnik igrzysk w Helsinkach 1952
- Jerzy Czajka – hokej na trawie, uczestnik igrzysk w Monachium 1972
- Krystyna Czajkowska – siatkówka,  brązowa medalistka igrzysk w Tokio 1964 i  brązowa medalistka igrzysk Meksyku 1968
- Konrad Czajkowski – kolarstwo torowe, uczestnik igrzysk w Sydney 2000
- Marcin Czajkowski – żeglarstwo, uczestnik igrzysk w Atenach 2004, Pekinie 2008
- Paweł Czapiewski – lekkoatletyka, bieg na 800 m, olimpijczyk z Pekinu 2008
- Edmund Czaplicki – hokej na lodzie, uczestnik igrzysk w St.Moritz 1928
- Kazimierz Czarnecki – podnoszenie ciężarów,  brązowy medalista igrzysk Montrealu 1976
- Andrzej Czarniak – narciarstwo alpejskie, uczestnik igrzysk w Oslo 1952
- Włodzimierz Czarniak – narciarstwo alpejskie, uczestnik igrzysk w Cortinie d’Ampezzo 1956
- Bronisław Czech – skoki narciarskie, narciarstwo klasyczne, narciarstwo alpejskie (trzykrotny uczestnik Zimowych Igrzysk Olimpijskich w latach St. Moritz 1928, Lake Placid 1932 i Garmisch-Partenkirchen 1936)
- Rudolf Czech – hokej na lodzie, uczestnik igrzysk w Oslo 1952 i Cortinie d’Ampezzo 1956
- Zenon Czechowski – kolarstwo, uczestnik igrzysk w Meksyku 1968
- Patrycja Czepiec – koszykówka, olimpijka z Sydney 2000
- Jan Czepułkowski – podnoszenie ciężarów, uczestnik igrzysk Melbourne 1956
- Jerzy Czerbniak – lekkoatletyka, olimpijczyk z Meksyku 1968
- Mariusz Czerkawski – hokej na lodzie, olimpijczyk z Albertville 1992
- Konrad Czerniak – pływanie, olimpijczyk z Londynu 2012, Rio de Janeiro
- Józefa Czerniawska narciarstwo klasyczne, olimpijka z Cortiny d’Ampezzo 1956, Squaw Valley 1960, Grenoble 1964
- Krystian Czernichowski – koszykówka, uczestnik igrzysk w Tokio 1964
- Edward Czernik – lekkoatletyka, olimpijczyk z Tokio 1964
- Przemysław Czerwiński – lekkoatletyka, skok o tyczce, olimpijczyk z Pekinu 2008
- Ryszard Czerwiński – boks, waga kogucia, olimpijczyk z Moskwy 1980
- Tadeusz Czerwiński – strzelectwo olimpijczyk z Barcelony 1992 i Atlanty 1996
- Natalia Czerwonka – łyżwiarstwo szybkie, olimpijka z Vancouver 2010,  srebrna medalistka z Soczi 2014
- Maria Cześnik – triathlon, olimpijka z Pekinu 2008
- Grzegorz Cziura – podnoszenie ciężarów, waga kogucia,  srebrny medalista z Montrealu 1976, olimpijczyk z Monachium 1972
- Agnieszka Czopek – pływanie,  brązowa medalistka z Moskwy 1980
- Antoni Czortek – boks, olimpijczyk z Berlina 1936
- Sylwia Czwojdzińska – pięciobój nowoczesny, olimpijka z Aten 2004, Pekinu 2008
- Maciej Czyżowicz – pięciobój nowoczesny,  złoty medalista (drużyna) z Barcelony 1992, olimpijczyk z Seulu 1988 i Atlanty 1996

#### Ć
- Lesław Ćmikiewicz – piłka nożna (pomocnik),  złoty medalista z Monachium 1972,  srebrny medalista z Montrealu 1976
- Małgorzata Ćwienczek – łucznictwo, olimpijka z Aten 2004 i Pekinu 2008
- Maria Ćwiertniewicz – kajakarstwo górskie, olimpijka z Monachium 1972
- Ryszard Ćwikła – narciarstwo alpejskie, olimpijczyk z Grenoble 1968

#### D
- Damian Dacewicz – siatkówka, olimpijczyk z Atlanty 1996
- Adriana Dadci – Judo, olimpijka z Aten 2004
- Henryk Dampc – boks, olimpijczyk z Rzymu 1960
- Włodzimierz Danek – strzelectwo, olimpijczyk z Meksyku 1968
- Halina Daniec – Gimnastyka sportowa, olimpijka z Meksyku 1968
- Daniel Dąbrowski – lekkoatletyka, olimpijczyk z Pekinu 2008
- Józef Daniel Krzeptowski – narciarstwo klasyczne, uczestnik igrzysk w St.Moritz 1948 i Cortinie d’Ampezzo 1956
- Krystyna Danilczyk-Zabawska – lekkoatletyka, olimpijka z Barcelony, Sydney 2000 i Aten 2004, Pekinu 2008
- Iwona Daniluk – biatlon, uczestniczka igrzysk w Nagano 1998
- Jacek Daniluk – jeździectwo, uczestnik igrzysk w Moskwie 1980
- Mariusz Daniszewski – wioślarstwo, uczestnik igrzysk w Atenach 2004
- Bogdan Daras – zapasy, uczestnik igrzysk w Seulu 1988
- Tomasz Darski – kajakarstwo, uczestnik igrzysk w Barcelonie 1992
- Olgierd Darżynkiewicz – strzelectwo, uczestnik igrzysk w Helsinkach 1952
- Róża Data-Ptak – wioślarstwo, olimpijka z Montrealu 1976
- Ryszard Dawidowicz – kolarstwo torowe, uczestnik igrzysk w Seulu 1988
- Aleksandra Dawidowicz – kolarstwo górskie, olimpijka z Pekinu 2008
- Martyna Dąbkowska – gimnastyka artystyczna, uczestniczka igrzysk w Atenach 2004
- Mariusz Dąbrowski – zapasy, uczestnik igrzysk w Sydney 2000
- Kazimierz Dąbowski – hokej na trawie, olimpijczyk z Rzymu 1960
- Marek Dąbrowski – szermierka,  złoty medalista z Monachium 1972, uczestnik igrzysk w Montrealu 1976
- Ewa Dederko – triathlon, olimpijka z Pekinu 2008
- Tadeusz Dembończyk – podnoszenie ciężarów,  brązowy medalista z Moskwy 1980
- Ludwik Denderys – boks, olimpijczyk z Monachium 1972
- Andrzej Dereziński – narciarstwo alpejskie, olimpijczyk z Innsbrucku 1964
- Kazimierz Suski de Rostwo – jeździectwo, olimpijczyk z Paryża 1924
- Roman Dereziński – narciarstwo alpejskie, olimpijczyk z Innsbrucku 1976
- Kazimierz Deyna – piłka nożna (pomocnik),  złoty medal na igrzyskach olimpijskich w Monachium 1972 (król strzelców),  srebrny medal na igrzyskach olimpijskich w Montrealu 1976
- Piotr Dłucik – pływanie, olimpijczyk z Monachium 1972
- Mieczysław Długoborski – lekkoatletyka, olimpijczyk z Helsinek 1952
- Kazimierz Długopolski – narciarstwo klasyczne, olimpijczyk z Sapporo 1972 i Lake Placid 1980
- Krystian Długopolski – skoki narciarskie, olimpijczyk z Nagano 1998
- Piotr Długosielski – lekkoatletyka, olimpijczyk z Sydney 2000
- Ewa Długołęcka – lekkoatletyka olimpijka z Monachium 1972
- Ryszard Długosz – zapasy, olimpijczyk z Meksyku 1968 i Monachium 1972
- Wiesław Długosz – wioślarstwo, olimpijczyk z Monachium 1972
- Małgorzata Dłużewska – wioślarstwo,  srebrna medalistka z Moskwy 1980
- Rafał Dobrowolski – łucznictwo, olimpijczyk z Pekinu 2008
- Władysław Dobrowolski – lekkoatletyka, szermierka,  brązowy medalista z Los Angeles 1932, uczestnik igrzysk w Paryżu 1924 i Berlinie 1936
- Henryk Dobrzański – jeździectwo, zawodnik rezerwowy na igrzyskach w Amsterdamie w 1928
- Jadwiga Doering – kajakarstwo, uczestniczka igrzysk w Meksyku 1968
- Adam Dolatowski – hokej na trawie, uczestnik igrzysk w Moskwie 1980
- Jan Dolczewski – koszykówka, uczestnik igrzysk w Monachium 1972
- Leszek Doliński – koszykówka, uczestnik igrzysk w Moskwie 1980
- Marcin Dołęga – podnoszenie ciężarów, olimpijczyk z Pekinu 2008
- Robert Dołęga – podnoszenie ciężarów, olimpijczyk z Aten 2004 i Pekinu 2008
- Jan Dołgowicz – zapasy,  srebrny medalista z Moskwy 1980
- Agnieszka Domańska – łyżwiarstwo figurowe, olimpijka z Lillehammer 1994
- Marta Domachowska – tenis ziemny, olimpijka z Pekinu 2008
- Jerzy Dominik – łyżwiarstwo szybkie, olimpijczyk z Calgary 1988
- Przemysław Domański – łyżwiarstwo figurowe, olimpijka z Vancouver 2010
- Jan Dombrowski – bobsleje, olimpijczyk z Cortiny d’Ampezzo 1956
- Marian Donat – zapasy, olimpijczyk z Moskwy 1980
- Marek Dopierała – kajakarstwo (kanadyjki), ,  srebrny i brązowy medal na igrzyskach olimpijskich w Seulu 1988
- Andrzej Dostatni – łyżwiarstwo figurowe, olimpijczyk z Calgary 1988
- Stanisław Dragan – boks,  brązowy medalista z Meksyku 1968
- Jan Dragon – narciarstwo klasyczne, olimpijczyk z Innsbrucku 1976
- Marian Drażdżewski – wioślarstwo, olimpijczyk z Monachium 1972
- Zbigniew Dregier – koszykówka, olimpijczyk z Rzymu 1960 i Tokio 1964
- Bolesław Drewek – wioślarstwo,  brązowy medalista z Amsterdamu 1928
- Leszek Drogosz – boks,  brązowy medalista z Ryzmu 1960, uczestnik igrzysk w Helsinkach 1952 i Melbourne 1956
- Sebastian Druszkiewicz – łyżwiarstwo szybkie, olimpijczyk z Vancouver 2010
- Monika Drybulska – lekkoatletyka, olimpijka z Aten 2004, Pekinu 2008
- Tadeusz Drzazga – podnoszenie ciężarów, olimpijczyk z Aten 2004
- Łukasz Drzewiński – pływanie, olimpijczyk z Aten 2004
- Iwona Dzięcioł-Marcinkiewicz – łucznictwo,  brązowa medalistka z Atlanty 1996, olimpijka z Aten 2004, Pekinu 2008
- Wojciech Drzyzga – siatkówka, olimpijczyk z Moskwy 1980
- Bolesław Dubicki – zapasy, olimpijczyk z Rzymu 1960 i Tokio 1964
- Wanda Dubieńska – szermierka, olimpijka z Paryża 1924
- Agnieszka Dubrawska – szermierka, olimpijka z Moskwy 1980 i Seulu 1988
- Bogusław Duda – lekkoatletyka, olimpijczyk z Montrealu 1976
- Grażyna Dudek – łyżwiarstwo figurowe, olimpijka z Innsbrucku 1976
- Marian Dudziak – lekkoatletyka,  srebrny medalista z Tokio 1964, uczestnik igrzysk w Meksyku 1968
- Jerzy Dunajski – kajakarstwo, olimpijczyk z Moskwy 1980
- Małgorzata Dunecka – lekkoatletyka, olimpijka z Moskwy 1980
- Leszek Dunecki – lekkoatletyka,  srebrny medalista z Moskwy 1980
- Eugeniusz Durejko – koszykówka, olimpijczyk z Monachium 1972
- Zbigniew Dybol – piłka ręczna, olimpijczyk z Monachium 1972
- Jan Dydak – boks,  brązowy medalista z Seulu 1988
- Katarzyna Dydek – koszykówka, olimpijka z Sydney 2000
- Małgorzata Dydek – koszykówka, olimpijka z Sydney 2000
- Izabela Dylewska-Światowiak – kajakarstwo,  brązowy medalista z Seulu 1988,  brązowy medalista z Barcelony 1992, uczestniczka igrzysk w Atlancie 1996
- Ewald Dytko – piłka nożna, zawodnik na igrzyskach w Berlinie 1936
- Jerzy Dziadkowiec – kajakarstwo, olimpijczyk z Monachium 1972
- Zdzisław Dziadulski – jeździectwo, olimpijczyk z Paryża 1924
- Wiesław Dziadura – zapasy, olimpijczyk z Moskwy 1980
- Beata Dziadura – wioślarstwo, olimpijka z Moskwy 1980
- Augustyn Dziedzic – podnoszenie ciężarów, olimpijczyk z Helsinek 1952
- Stefan Dziedzic – narciarstwo klasyczne, olimpijczyk z St.Moritz 1948 i Oslo 1952
- Edyta Dzieniszewska – kajakarstwo, olimpijka z Pekinu 2008
- Maria Dzieża – wioślarstwo, olimpijka z Moskwy 1980
- Jerzy Dzięcioł – żeglarstwo, olimpijczyk z Berlina 1936
- Brygida Dziuba-Balska – gimnastyka sportowa, olimpijka z Rzymu 1960
- Bogdan Dziubiński – hokej na lodzie, uczestnik igrzysk w Lake Placid 1980

#### E
- Grzegorz Eitel – judo, olimpijczyk z Aten 2004
- Sylwia Ejdys – lekkoatletyka, bieg na 1500 m, olimpijka z Pekinu 2008
- Jan Ertmański – boks, waga półśrednia, uczestnik igrzysk w Paryżu 1924
- Barbara Eustachiewicz – gimnastyka, olimpijka z Rzymu 1960 i Tokio 1964

#### F
- Jacek Fafiński – zapasy,  srebrny medalista z Atlanty 1996 w wadze półciężkiej
- Jan Falandys – zapasy, olimpijczyk z Moskwy 1980 w wadze papierowej
- Ryszard Fander – strzelectwo, olimpijczyk z Meksyku 1968
- Rafał Fedaczyński – lekkoatletyka, chód na 50 km, olimpijczyk z Pekinu 2008
- Zbigniew Fedyczak – strzelectwo, olimpijczyk z Monachium 1972
- Katarzyna Felusiak – szermierka, olimpijka z Barcelony 1992 i Atlanty 1996
- Edward Fender – saneczkarstwo, olimpijczyk z Innsbrucku 1964
- Marian Feter – hokej na lodzie, olimpijczyk z Sapporo 1972
- Kazimierz Fiałka – lekkoatletyka, olimpijczyk z Berlina 1936
- Danuta Fidusiewicz – gimnastyka sportowa, olimpijka z Monachium 1972
- Andrzej Fiedor – biathlon, olimpijczyk z Grenoble 1968 i Sapporo 1972
- Erwin Fiedor – narciarstwo klasyczne, olimpijczyk z Innsbrucku 1964 i Grenoble 1968
- Urszula Figwer – lekkoatletyka, rzut oszczepem, olimpijka z Melbourne 1956 i Rzymu 1960
- Piotr Fijas – skoki narciarskie, olimpijczyk z Lake Placid 1980, Sarajewa 1984 i Calgary 1988
- Krzysztof Fikiel – koszykówka, olimpijczyk z Moskwy 1980
- Zbigniew Filip – biathlon, olimpijczyk z Albertville 1992
- Marian Filipiuk – lekkoatletyka, olimpijczyk z Tokio 1964
- Zdzisław Filipkiewicz – koszykówka, olimpijczyk z Berlina 1936
- Grzegorz Filipowski – łyżwiarstwo figurowe, olimpijczyk z Sarajewa 1984, Calgary 1988 i Albertville 1992
- Alfons Flinik – hokej na trawie, olimpijczyk z Helsinek 1952 i Rzymu 1960
- Henryk Flinik – hokej na trawie, olimpijczyk z Helsinek 1952 i Rzymu 1960
- Jan Flinik – hokej na trawie, olimpijczyk z Helsinek 1952 i Rzymu 1960
- Helena Fliśnik – lekkoatletyka, olimpijka z Monachium 1972
- Marian Foik – lekkoatletyka,  srebrny medalista z Tokio 1964 w sztafecie 4 × 100 m, olimpijczyk z Melbourne 1956 i Rzymu 1960
- Teresa Folga – gimnastyka artystyczna, olimpijka z Seulu 1988
- Andrzej Fonfara – hokej na lodzie, olimpijczyk z Innsbrucku 1964
- Bogusław Fornalczyk – kolarstwo szosowe, olimpijczyk z Rzymu 1960
- Wojciech Fortuna – skoki narciarskie,  złoty medal na igrzyskach olimpijskich w Sapporo 1972
- Czesław Foryś – lekkoatletyka, olimpijczyk z Amsterdamu 1928
- Mieczysława Franczyk – wioślarstwo, olimpijka z Montrealau 1976
- Elżbieta Franke – szermierka, olimpijka z Meksyku 1968 i Monachium 1972
- Egon Franke – szermierka, ,  złoty i srebrny medalista z Tokio 1964,  brązowy medalista z Meksyku 1968, olimpijczyk z Rzymu 1960
- Wioletta Frankiewicz – lekkoatletyka, olimpijka z Aten 2004, Pekinu 2008
- Antoni Franz – szermierka, olimpijczyk z Berlina 1936
- Jan Frączek – kajakarstwo, olimpijczyk z Monachium 1972
- Maciej Freimut – kajakarstwo,  srebrny medalista z Barcelony 1992, uczestnik igrzysk w Seulu 1988, Atlancie 1996
- Kazimierz Frelkiewicz – koszykówka, olimpijczyk z Tokio 1964 i Meksyku 1968
- Tadeusz Friedrich – szermierka,  brązowy medalista z Amsterdamu 1928,  brązowy medalista z Los Angeles 1932
- Henryk Fronczak – wioślarstwo, olimpijczyk z Paryża 1924
- Stefan Fryc – piłka nożna, olimpijczyk z Paryża 1924
- Stanisław Fryźlewicz – hokej na lodzie, olimpijczyk z Sapporo 1972
- Wanda Fukała – szermierka, olimpijka z Rzymu 1960 i Meksyku 1968
- Magdalena Fularczyk – wioślarstwo,  brązowa medalistka z Londynu 2012 w dwójce podwójnej (W2x)
- Rafał Furman – kolarstwo torowe, olimpijczyk z Aten 2004
- Mariusz Fyrstenberg – tenis, olimpijczyk z Aten 2004, Pekinu 2008

#### G
- Piotr Gabrych – siatkówka, olimpijczyk z Aten 2004
- Paweł Gaca – gimnastyka sportowa, olimpijczyk z Helsinek 1952
- Eugeniusz Gaczkowski – hokej na trawie, olimpijczyk z Sydney 2000
- Hubert Gad – piłka nożna (napastnik) – olimpijczyk z Berlina 1936
- Zygmunt Gadecki – piłka nożna, olimpijczyk z Rzymu 1960
- Witold Gadomski – szermierka, szpada, olimpijczyk z Seulu 1988 i z Barcelony 1992
- Robert Gadocha – piłka nożna (napastnik),  złoty medal na igrzyskach olimpijskich w Monachium 1972
- Bogdan Gajda – boks, olimpijczyk z Montrealu 1976 i Moskwy 1980
- Grzegorz Gajdus – lekkoatletyka, olimpijczyk z Atlanty 1996
- Leszek Gajdziński – lekkoatletyka, olimpijczyk z Meksyku 1968
- Małgorzata Gajewska-Polewczak – hokej na trawie, olimpijka z Moskwy 1980
- Andrzej Gajewski – kajakarstwo, olimpijczyk z Atlanty 1996
- Katarzyna Gajgał – piłka siatkowa, olimpijka z Pekinu 2008
- Michał Gajownik – kajakarstwo, olimpijczyk z Sydney 2000
- Marek Galiński – kolarstwo, olimpijczyk z Atlanty 1996, Sydney 2000 i Aten 2004, Pekinu 2008
- Marek Galiński – zapasy, olimpijczyk z Moskwy 1980
- Małgorzata Galwas – pływanie, olimpijka z Barcelony 1992
- Jan Gałązka – boks, olimpijczyk z Meksyku 1968
- Anna Gałecka – żeglarstwo, olimpijka z Sydney 2000
- Antoni Gałecki – piłka nożna (obrońca) – olimpijczyk z Berlina 1936
- Konrad Gałka – pływanie, olimpijczyk z Barcelony 1992 i Atlanty 1996
- Jan Gałuszka – zapasy, olimpijczyk z Amsterdam 1928
- Bronisław Gancarz – lekkoatletyka, olimpijczyk z Berlina 1936
- Alfred Gansiniec – hokej na lodzie, olimpijczyk z St.Moritz 1948 i Oslo 1952
- Henryk Ganzera – zapasy, olimpijczyk z Amsterdamu 1928
- Dariusz Garbocz – hokej na lodzie, olimpijczyk z Albertville 1992
- Marek Garmulewicz – zapasy, uczestnik igrzysk w Barcelonie 1992, Atlancie 1996, Sydney 2000 i Atenach 2004
- Jerzy Garpiel – piłka ręczna, olimpijczyk z Moskwy 1980
- Tomasz Gatka – bobsleje, olimpijczyk z Nagano 1998 i Salt Lake City 2002
- Marek Gawkowski – wioślarstwo, olimpijczyk z Barcelony 1992
- Zbigniew Gawlik – piłka ręczna, olimpijczyk z Moskwy 1980
- Wiesław Gawlikowski – strzelectwo,  brązowy medalista na igrzyskach olimpijskich w Montrealu 1976, olimpijczyk z Meksyku 1968, Monachium 1972 i Moskwy 1980
- Wiesław Gawłowski – siatkówka,  złoty medalista na igrzyskach olimpijskich w Montrealu 1976, olimpijczyk z Monachium 1972, Moskwy 1980
- Paweł Gawron – gimnastyka, olimpijczyk z Helsinek 1952
- Wojciech Gawroński – kajakarstwo, olimpijczyk z Monachium 1972
- Stanisław Gazda – kolarstwo szosowe, olimpijczyk z Rzymu 1960
- Stanisław Gąsienica-Daniel – skoki narciarskie, olimpijczyk z Sapporo 1972
- Maria Gąsienica Bukowa – narciarstwo klasyczne, olimpijka z Cortiny d’Ampezzo 1956
- Jan Gąsienica Ciaptak – narciarstwo alpejskie, olimpijczyk z St.Moritz 1948, Oslo 1952 i Cortiny d’Ampezzo 1956
- Franciszek Gąsienica Groń – narciarstwo klasyczne,  brązowy medalista na igrzyskach w Cortinie d’Ampezzo 1956
- Józef Gąsienica – narciarstwo klasyczne, olimpijczyk z Grenoble 1968 i Sapporo 1972
- Andrzej Gąsienica Roj – narciarstwo alpejskie, olimpijczyk z Oslo 1952 i Cortiny d’Ampezzo 1956
- Roman Gąsienica-Sieczka – skoczek narciarski, olimpijczyk z Cortiny d’Ampezzo 1956
- Józef Gąsienica-Sobczak – narciarstwo klasyczne, olimpijczyk z Cortiny d’Ampezzo 1956, Squaw Valley 1960, Innsbrucku 1964 i Grenoble 1968
- Karol Gąsienica Szostak – narciarstwo klasyczne, olimpijczyk z St.Moritz 1928
- Agnieszka Gąsienica-Daniel – narciarstwo alpejskie, olimpijka z Vancouver 2010
- Helena Gąsienica Daniel-Lewandowska – narciarstwo klasyczne, olimpijka z Cortiny d’Ampezzo 1956 i Squaw Valley 1960
- Maria Gąsienica Daniel-Szatkowska – narciarstwo alpejskie, olimpijka z Cortiny d’Ampezzo 1956 i Innsbrucku 1964
- Andrzej Gąsienica Daniel – skoki narciarskie, olimpijczyk z Cortiny d’Ampezzo 1956
- Józef Gąsienica Daniel – kombinacja norweska, olimpijczyk z Grenoble 1968
- Stanisław Gąsienica-Sieczka – skoki narciarskie, olimpijczyk z St.Moritz 1968
- Artur Gąsiewski – lekkoatletyka, olimpijczyk z Aten 2004
- Franciszek Gąsior – piłka ręczna, olimpijczyk z Monachium 1972
- Łukasz Gąsior – pływanie, olimpijczyk z Pekinu 2008
- Elżbieta Gellner – pływanie, olimpijka z Melbourne 1956
- Jan Gerbich – boks, olimpijczyk z Paryża 1924
- Witold Gerutto – lekkoatletyka, olimpijczyk z Londynu 1948
- Katarzyna Gębala – narciarstwo klasyczne, olimpijka z Nagano 1998
- Wiesław Gębala – narciarstwo klasyczne, olimpijczyk z Innsbrucku 1976
- Anna Gębala – narciarstwo klasyczne, olimpijka z Grenoble 1968, Sapporo 1972 i Innsbrucku 1976
- Władysław Gędłek – piłka nożna, olimpijczyk z Helsinek 1952
- Marian Gęsicki – lekkoatletyka, olimpijczyk z Montrealu 1976
- Dariusz Gęsior – piłka nożna,  srebrny medalista na igrzyskach w Barcelonie 1992
- Bogusław Gierajewski – lekkoatletyka, olimpijczyk z Rzymu 1960 i Tokio 1964
- Krzysztof Gierczyński – piłka siatkowa, olimpijczyk z Pekinu 2008
- Jacek Gilewski – łucznictwo, olimpijczyk z Barcelonie 1992
- Józef Gilewski – boks, olimpijczyk z Atlanty 1996
- Ryszard Giło – wioślarstwo, olimpijczyk z Monachium 1972
- Łukasz Gimiński – pływanie, olimpijczyk z Pekinu 2008
- Zygmunt Ginter – hokej na lodzie, olimpijczyk z St. Moritz 1948
- Żaneta Glanc – lekkoatletyka, olimpijka z Pekinu 2008
- Małgorzata Glinka-Mogentale – siatkówka, olimpijka z Pekinu 2008
- Waldemar Glinka – lekkoatletyka, olimpijczyk z Aten 2004
- Weronika Glinkiewicz – żeglarstwo, olimpijka z Atlanty 1996
- Stefan Glon – boks, olimpijczyk z Amsterdamu 1928
- Wiesław Glos – szermierka, olimpijczyk z Rzymu 1960 i Tokio 1964
- Piotr Gładki – lekkoatletyka, olimpijczyk z Sydney 2000
- Rafał Głażewski – kajakarstwo, olimpijczyk z Sydney 2000 i Aten 2004
- Andrzej Głąb – zapasy,  srebrny medalista na igrzyskach w Seulu 1988
- Krzysztof Głodowski – hokej na trawie, olimpijczyk z Moskwy 1980
- Jerzy Głowacki – kolarstwo torowe, olimpijczyk z Monachium 1972
- Marcin Głowacki – łyżwiarstwo figurowe, olimpijczyk z Lillehammer 1994
- Andrzej Głyda – strzelectwo, olimpijczyk z Sydney 2000, Aten 2004
- Jan Gmyrek – piłka ręczna,  brązowy medalista na igrzyskach w Montrealu 1976, uczestnik igrzysk w Monachium 1972
- Marek Gniewkowski – szermierka, olimpijczyk z Seulu 1988 i Barcelony 1992
- Kunegunda Godawska – kajakarstwo górskie, olimpijka z Monachium 1972
- Jarosław Godek – wioślarstwo, olimpijczyk z Aten 2004, Pekinu 2008
- Arkadiusz Godel – szermierka,  złoty medalista na igrzyskach w Monachium 1972
- Tadeusz Godyń – zapasy, olimpijczyk z Meksyku 1968
- Roman Godziński – pływanie, olimpijczyk z Moskwy 1980
- Roman Golanowski – lekkoatletyka, olimpijczyk z Barcelony 1992
- Ireneusz Golda – lekkoatletyka, olimpijczyk z Moskwy 1980
- Tomasz Goliasz – kajakarstwo, olimpijczyk z Atlanty 1996
- Maria Golimowska – siatkówka,  brązowa medalistka na igrzyskach w Tokio 1964
- Antoni Gołaś – zapasy, olimpijczyk z Helsinek 1952
- Arkadiusz Gołaś – siatkówka, środkowy, olimpijczyk z Aten 2004
- Marek Gołąb – podnoszenie ciężarów,  brązowy medalista na igrzyskach olimpijskich w Meksyku 1968
- Andrzej Gołota – boks,  brązowy medalista na igrzyskach olimpijskich w Seulu 1988
- Ernest Gondzik – zapasy, olimpijczyk z Helsinek 1952 i Rzymu 1960
- Andrzej Gonera – gimnastyka sportowa, olimpijczyk z Meksyku 1968
- Bohdan Gonsior – szermierka,  brązowy medalista na igrzyskach olimpijskich w Meksyku 1968, olimpijczyk z Rzymu 1960, Tokio 1964 i Monachium 1972
- Maria Gontowicz – judo, olimpijka z Barcelony 1992
- Wilhelm Góra – piłka nożna, olimpijczyk z Berlina 1936
- Otton Gordziałkowski – wioślarstwo, olimpijczyk z Amsterdamu 1928
- Barbara Gorgoń-Flont – saneczkarstwo, olimpijka z Innsbrucku 1964
- Jerzy Gorgoń – piłka nożna (obrońca),  złoty medal na igrzyskach olimpijskich w Monachium 1972,  srebrny medal na igrzyskach olimpijskich w Montrealu 1976
- Janusz Gortat – boks, waga półciężka,  brązowe medale na igrzyskach olimpijskich w Monachium 1972 i w Montrealu 1976
- Marek Gorzelniak – podnoszenie ciężarów, olimpijczyk z Barcelony 1992 i Atlanty 1996
- Zygmunt Gosiewski – boks, olimpijczyk z Moskwy 1980
- Bronisław Gosztyła – hokej na lodzie, olimpijczyk z Cortiny d’Ampezzo 1956 i Innsbrucku 1964
- Antoni Gościański – boks, olimpijczyk z Helsinek 1952
- Bolesław Gościewicz – strzelectwo, olimpijczyk z Paryża 1924
- Stanisław Gościniak – siatkówka, olimpijczyk z Meksyku 1968 i Monachium 1972
- Marieta Gotfryd – podnoszenie ciężarów, olimpijka z Pekinu 2008
- Dariusz Goździak – pięciobój nowoczesny,  złoty medalista igrzysk w Barcelonie 1992,
- Feliks Góralczyk – hokej na lodzie, olimpijczyk z Sapporo 1972
- Robert Góralczyk – hokej na lodzie, olimpijczyk z Sapporo 1972 i Innsbrucku 1976
- Halina Górecka – lekkoatletyka,  brązowa medalistka igrzysk w Rzymie 1960 i  złota medalistka igrzysk w Tokio 1964
- Kazimierz Górecki – kajakarstwo, olimpijczyk z Montrealu 1976
- Honorata Górna – łyżwiarstwo figurowe, olimpijka z Calgary 1988
- Jan Górny – hokej na trawie, olimpijczyk z Rzymu 1960
- Jan Górny – boks, olimpijczyk z Amsterdamu 1928
- Henryk Górski – strzelectwo, olimpijczyk z Rzymu 1960 i Tokio 1964
- Jerzy Górski – kajakarstwo, olimpijczyk z Melbourne 1956
- Leszek Górski – pływanie, olimpijczyk z Moskwy 1980
- Michał Górski – narciarstwo klasyczne, olimpijczyk z Garmisch-Partenkirchen 1936
- Andrzej Grabarczyk – lekkoatletyka, olimpijczyk z Seulu 1988 i Barcelony 1992
- Ewa Grabowska – narciarstwo alpejskie, olimpijka z Sarajewa 1984
- Henryk Grabowski – lekkoatletyka, olimpijczyk z Helsinek 1952 i Melbourne 1956
- Maciej Grabowski – żeglarstwo, olimpijczyk z Sydney 2000
- Kamila Gradus – lekkoatletyka, olimpijka z Atlanty 1996
- Alojzy Graj – lekkoatletyka, olimpijczyk z Helsinek 1952
- Szczepan Grajczyk – wioślarstwo, olimpijczyk z Melbourne 1956 i Tokio 1964
- Ewa Grajkowska – kajakarstwo, olimpijka z Monachium 1972
- Gotfryd Gremlowski – pływanie, olimpijczyk z Helsinek 1952
- Jerzy Greszkiewicz – strzelectwo,  brązowy medalista igrzysk w Montrealu 1976, uczestnik igrzysk w Moskwie 1980 i Seulu 1988
- Stanisław Grędziński – lekkoatletyka, olimpijczyk z Meksyk 1968
- Barbara Grocholska – narciarstwo alpejskie, olimpijka z Oslo 1952 i Cortiny d’Ampezzo 1956
- Zygmunt Grodner – szermierka, olimpijczyk z Helsinek 1952
- Stefan Grodzicki – jeździectwo, olimpijczyk z Monachium 1972
- Andrzej Gronowicz – kajakarstwo,  srebrny medalista igrzysk w Montrealu 1976, uczestnik igrzysk w Monachium 1972
- Janusz Gronowski – lekkoatletyka, olimpijczyk z Rzymu 1960
- Jerzy Gros – lekkoatletyka, olimpijczyk z Montrealu 1976
- Henryk Grotowski – hokej na trawie, olimpijczyk z Monachium 1972
- Rafał Grotowski – hokej na trawie, olimpijczyk z Sydney 2000
- Andrzej Grubba – tenis stołowy, olimpijczyk z Seulu 1988, Barcelony 1992 i Atlanty 1996
- Dorota Gruca – lekkoatletyka, olimpijka z Pekinu 2008
- Sylwia Gruchała – szermierka,  srebrna medalistka z Sydney 2000,  brązowa medalistka igrzysk w Aten 2004, uczestniczka igrzysk w Pekinie 2008
- Józef Grudzień – boks, waga lekka, mistrz olimpijski z Tokio 1964 i wicemistrz z Meksyku 1968
- Piotr Gruszka – siatkówka, przyjmujący, olimpijczyk z Aten 2004, Pekinu 2008
- Henryk Gruth – hokej na lodzie, olimpijczyk z Lake Placid 1980, Sarajewa 1984, Calgary 1988 i Albertville 1992
- Jerzy Gryt – zapasy, olimpijczyk z Helsinek 1952
- Ewa Gryziecka – lekkoatletyka, olimpijka z Monachium 1972
- Florian Grzechowiak – koszykówka, olimpijczyk z Berlina 1936
- Krzysztof Grzegorek – szermierka, olimpijczyk z Monachium 1972
- Bogdan Grzejszczak – lekkoatletyka, olimpijczyk z Montrealu 1976
- Tadeusz Grzelak – boks, olimpijczyk z Helsinek 1952
- Janusz Grzemowski – saneczkarstwo, olimpijczyk z Sapporo 1972
- Józef Grzesiak – boks, waga lekkośrednia,  brązowy medal na igrzyskach olimpijskich w Tokio 1964
- Beata Grzesik – kajakarstwo, olimpijka z Sydney 2000
- Robert Grzeszczak – hokej na trawie, olimpijczyk z Sydney 2000
- Magdalena Grzybowska – tenis ziemny, brała udział w igrzyskach olimpijskich w Atlancie 1996
- Henryk Grzybowski – piłka nożna, olimpijczyk z Rzymu 1960
- Marcin Grzybowski – kajakarstwo, olimpijczyk z Pekinu 2008
- Magdalena Grzywa – biathlon, olimpijka z Turynu 2006
- Dariusz Grzywiński – zapasy, olimpijczyk z Seulu 1988
- Mateusz Gucman – zapasy, olimpijczyk z Pekinu 2008
- Józef Gut Misiaga – narciarstwo klasyczne, olimpijczyk z Squaw Valley 1960 i Innsbrucku 1964
- Zbigniew Gut – piłka nożna (obrońca),  złoty medal na igrzyskach olimpijskich w Monachium 1972
- Piotr Gutman – boks, olimpijczyk z Tokio 1964
- Wojciech Gutorski – wioślarstwo, olimpijczyk z Aten 2004, Pekinu 2008
- Jacek Gutowski – podnoszenie ciężarów, olimpijczyk z Seulu 1988
- Michał Gutowski – jeździectwo, olimpijczyk z Berlina 1936
- Małgorzata Guzowska – lekkoatletyka, olimpijka z Moskwy 1980
- Magdalena Gwizdoń – biathlon, olimpijka z Turynu 2006 i Vancouver 2010
- Kazimierz Aleksander Gzowski – jeździectwo,  srebrny medalista igrzysk w Amsterdamie 1928

#### H
- Stefan Habas – narciarstwo, kombinacja norweska, olimpijczyk z Albertville 1992
- Aleksander Habela – bobsleje, olimpijczyk z Cortiny d’Ampezzo 1956
- Stanisław Hachorek – piłka nożna, olimpijczyk z Rzymu 1960
- Andrzej Hachuła – hokej na lodzie, olimpijczyk z Sarajewa 1984
- Piotr Haczek – lekkoatletyka, olimpijczyk z Atlanty 1996 i Sydney 2000
- Paweł Hadrych – strzelectwo, olimpijczyk z Barcelony 1992
- Stefan Hajduk – zapasy, olimpijczyk z Rzymu 1960
- Janusz Hajnos – hokej na lodzie, olimpijczyk z Albertville 1992
- Joachim Halupczok – kolarstwo,  srebrny medalista z Seulu 1988 w jeździe drużynowej na szosie
- Wacław Hamerliński – strzelectwo, olimpijczyk z Meksyku 1968
- Jan Hampel – hokej na lodzie, olimpijczyk z Oslo 1952
- Henryk Handy – hokej na lodzie, olimpijczyk z Innsbrucku 1964
- Andrzej Hanisz – hokej na lodzie, olimpijczyk z Calgary 1988
- Beata Hankiewicz – badminton, olimpijka z Barcelony 1992
- Jacek Hankiewicz – badminton, olimpijczyk z Barcelony 1992
- Zygmunt Hanusik – kolarstwo szosowe, olimpijczyk z Meksyku 1968
- Bożena Haracz – badminton, olimpijka z Barcelony 1992
- Wiesław Hartman – jeździectwo,  srebrny medalista z Moskwy 1980
- Ernest Hawełek – gimnastyka sportowa, olimpijczyk z Rzymu 1960 i Tokio 1964
- Rafał Hejmej – wioślarstwo, olimpijczyk z Aten 2004, Pekinu 2008
- Joanna Helbin – łucznictwo, olimpijka z Seulu 1988
- Zygmunt Heljasz – lekkoatletyka, olimpijczyk z Los Angeles 1932
- Leszek Hensler – hokej na trawie, olimpijczyk z Moskwy 1980
- Marian Herda – hokej na lodzie, olimpijczyk z Cortiny d’Ampezzo 1956
- Barbara Hermel – siatkówka,  brązowa medalistka z igrzysk w Meksyku 1968
- Jerzy Hewelt – lekkoatletyka, olimpijczyk z Montrealu 1976
- Wiktor Hoechsman – kolarstwo szosowe, olimpijczyk z Paryża 1924
- Zdzisław Hoffmann – lekkoatletyka, olimpijczyk z Moskwy 1980
- Karol Hoffmann – lekkoatletyka, olimpijczyk z Berlina 1936
- Piotr Hojka – wioślarstwo, olimpijczyk z Pekinu 2008
- Tomasz Holc – żeglarstwo, olimpijczyk z Kilonii 1980 i Tallinna 1980
- Beata Hołub – lekkoatletyka, olimpijka z Barcelony 1992
- Jerzy Homziuk – lekkoatletyka, olimpijczyk z Monachium 1972
- Marcin Horbacz – pięciobój nowoczesny, olimpijczyk z Aten 2004, Pekinu 2008
- Radosław Horbik – zapasy, olimpijczyk z Pekinu 2008
- Henryk Horwat – hokej na trawie, olimpijczyk z Moskwy 1980
- Maciej Hreniak – pływanie, olimpijczyk z Pekinu 2008
- Dorota Horzonek-Jokiel – gimnastyka sportowa, olimpijka z Helsinek 1952,  brązowa medalistka igrzysk w Melbourne 1956
- Józef Huczek – skoki narciarskie, olimpijczyk z Cortiny d’Ampezzo 1956
- Stefan Hula – kombinacja norweska, olimpijczyk z Sapporo 1972 i Innsbrucku 1976
- Stefan Hula – skoki narciarskie, olimpijczyk z Turynu 2006 i Vancouver 2010
- Jan Huruk – lekkoatletyka, bieg maratoński, olimpijczyk z Barcelony 1992

#### I
- Dorota Idzi – pięciobój nowoczesny, olimpijka z Sydney 2000
- Krzysztof Ignaczak – siatkówka, olimpijczyk z Aten 2004, Pekinu 2008
- Blanka Isielonis – snowboard, olimpijka z Turynu 2006
- Andrzej Iskrzycki – hokej na lodzie, olimpijczyk z Innsbrucku 1976
- Stanisław Iskrzyński – hokej na trawie, olimpijczyk z Monachium 1972
- Beata Iwanek – łucznictwo, olimpijka z Seulu 1988
- Stanisław Iwaniak – siatkówka, olimpijczyk z Monachium 1972
- Andrzej Iwiński – żeglarstwo, olimpijczyk z Meksyku 1968 i Tallinna 1980

#### J
- Piotr Jabłkowski – szermierka,  srebrny medalista z Moskwy 1980 w turnieju drużynowym szpady
- Leszek Jabłonowski – szermierka, olimpijczyk z Montrealu 1976 i Moskwy 1980 w szabli
- Dariusz Jabłoński – zapasy, waga musza, olimpijczyk z Atlanty 1996, Sydney 2000 i Aten 2004
- Grzegorz Jabłoński – boks, waga kogucia, olimpijczyk z Seulu 1988
- Piotr Jabłoński – zapasy, waga papierowa, olimpijczyk z Atlanty 1996
- Leszek Jachna – hokej na lodzie, olimpijczyk z Lake Placid 1980, Sarajewa 1984 i Calgary 1988
- Mateusz Jachlewski – piłka ręczna, olimpijczyk z Pekinu 2008
- Henryk Jagodziński – wioślarstwo, olimpijczyk z Helsinek 1952 i Melbourne 1956
- Kordian Jajszczok – hokej na lodzie, olimpijczyk z Innsbrucku 1976
- Joanna Jakimiuk – szermierka, olimpijka z Atlanty 1996 w szpadzie
- Anna Jakubczak – lekkoatletyka, olimpijka z Sydney 2000, Aten 2004, Pekinu 2008
- Paweł Jakubiak – hokej na trawie, olimpijczyk z Sydney 2000
- Tomasz Jakubiak – żeglarstwo, olimpijczyk z Sydney 2000, Aten 2004
- Krystyna Jakubowska – siatkówka,  brązowa medalistka z Tokio 1964 i  brązowa medalistka z Meksyku 1968
- Marcin Jałocha – piłka nożna,  srebrny medalista z Barcelony 1992
- Donata Jancewicz – lekkoatletyka, olimpijka z Barcelony 1992
- Eugeniusz Janczak – strzelectwo, olimpijczyk z Moskwy 1980
- Krzysztof Janczak – siatkówka, olimpijczyk z Atlanty 1996
- Tadeusz Janczenko – lekkoatletyka, olimpijczyk z Monachium 1972
- Andrzej Janczy – hokej na lodzie, olimpijczyk z Lake Placid 1980
- Szymon Janiczko – hokej na lodzie, olimpijczyk z Cortiny d’Ampezzo 1956
- Igor Janik – lekkoatletyka, rzut oszczepem, olimpijczyk z Pekinu 2008
- Damian Janikowski – zapasy, styl klasyczny,  brązowy medalista z Londynu 2012 w kat. 84 kg
- Jerzy Janikowski – szermierka, olimpijczyk z Monachium 1972 i Montrealu 1976 w szpadzie
- Henryk Janiszewski – hokej na lodzie, olimpijczyk z Lake Placid 1980
- Zbigniew Janiszewski – lekkoatletyka, olimpijczyk z Melbourne 1956
- Jan Jankiewicz – kolarstwo szosowe, olimpijczyk z Montrealu 1976
- Stanisław Jankowiak – kajakarstwo, olimpijczyk z Tokio 1964
- Jan Jankowicz – gimnastyka sportowa, olimpijczyk z Tokio 1964
- Elżbieta Jankowska – wioślarstwo, olimpijka z Seul 1988
- Edmund Jankowski – wioślarstwo,  brązowy medalista z Amsterdamu 1928
- Tadeusz Jankowski – biegi narciarskie, olimpijczyk z Innsbrucka 1964
- Wojciech Jankowski – wioślarstwo, , brązowy medalista igrzysk w Barcelonie 1992, olimpijczyk z Seulu 1988 i Atlanty 1996
- Marian Jankowski – podnoszenie ciężarów, olimpijczyk z Rzymu 1960
- Jolanta Janota – lekkoatletyka, olimpijka z Seulu 1988
- Jarosław Janowski – wioślarstwo, olimpijczyk z Barcelony 1992
- Klaudia Jans – tenis ziemny, olimpijka z Pekinu 2008
- Jolanta Januchta – lekkoatletyka, biegi średnie, olimpijka z Moskwy 1980
- Ewald Janusz – kajakarstwo, olimpijczyk z Meksyku 1968
- Paweł Januszewski – lekkoatletyka, olimpijczyk z Atlanty 1996 i Sydney 2000
- Zbigniew Januszkiewicz – pływanie, olimpijczyk z Moskwy 1980
- Bogusław Jarecki – jeździectwo, olimpijczyk z Seulu 1988, Barcelony 1992 i Atlanty 1996
- Zbigniew Jaremski – lekkoatletyka,  srebrny medalista z igrzysk w Montrealu 1976, olimpijczyk z Monachium 1972
- Zyta Jarka – wioślarstwo, olimpijka z Seulu 1988
- Hanna Jarkiewicz – wioślarstwo, olimpijka z Moskwy 1980
- Andrzej Jarosik – piłka nożna,  złoty medalista z igrzysk w Monachium 1972
- Paweł Jarosiński – wioślarstwo, olimpijczyk z Sydney 2000
- Maciej Jarosz – siatkówka, olimpijczyk z Moskwy 1980
- Agata Jaroszek – Karczmarek – gimnastyka sportowa, lekkoatletyka, olimpijka z Moskwy 1980, Seulu 1988, Barcelony 1992, Atlanty 1996
- Paweł Jaroszek – łyżwiarstwo szybkie, olimpijczyk z Albertville 1992 i Lillehammer 1994
- Janusz Jarzembowski – lekkoatleta, olimpijczyk z Melbourne 1956 i Rzymu 1960
- Mirosław Jarzembowski – wioślarstwo, olimpijczyk z Moskwy 1980
- Kazimierz Jasiński – kolarstwo, olimpijczyk z Meksyku 1968
- Stanisław Jasiński – jeździectwo, olimpijczyk z Moskwy 1980
- Tomasz Jasiński – hokej na lodzie, olimpijczyk z St.Moritz 1948
- Zbigniew Jasiukiewicz – siatkówka, olimpijczyk z Meksyku 1968
- Mieczysław Jaskierski – hokej na lodzie, olimpijczyk z Innsbrucku 1976
- Norbert Jaskot – szermierka, olimpijczyk z Barcelony 1992, Atlanty 1996, Sydney 2000
- Jan Jaskólski – lekkoatletyka, olimpijczyk z Rzymu 1960, Tokio 1964 i Meksyku 1968
- Marek Jaskółka – triathlon, olimpijczyk z Pekinu 2008
- Zenon Jaskuła – kolarstwo,  srebrny medalista z Seulu 1988 w jeździe drużynowej na szosie
- Stanisław Jaskułka – lekkoatletyka, skok w dal, olimpijczyk z Moskwy 1980
- Bartłomiej Jaszka – piłka ręczna, olimpijczyk z Pekinu 2008
- Sylwia Jaśkowiec – narciarstwo klasyczne, olimpijka z Vancouver 2010
- Daniela Jaworska – lekkoatletyka, rzut oszczepem, olimpijka z Meksyku 1968 i Monachium 1972
- Jakub Jaworski – short track, olimpijczyk z Vancouver 2010
- Józef Jaworski – lekkoatletyka, olimpijczyk z Paryża 1924 i Amsterdamu 1928
- Ryszard Jedliński – piłka ręczna, olimpijczyk z Moskwy 1980
- Michał Jeliński – wioślarstwo,  złoty medalista igrzysk w Pekin 2008, olimpijczyk z Aten 2004
- Jakub Jelonek – lekkoatletyka, chód na 20 km, olimpijczyk z Pekinu 2008
- Leon Jensz – żeglarstwo, olimpijczyk z Berlinie 1936
- Marta Jeschke – lekkoatletyka, olimpijka z Pekinu 2008
- Anna Jesień – lekkoatletyka, olimpijka z Sydney 2000, Aten 2004, Pekinu 2008
- Celina Jesionowska – lekkoatletyka,  brązowa medalistka z Rzymu 1960
- Jerzy Jeż – kajakarstwo, olimpijczyk z Monachium 1972
- Marian Jeżak – hokej na lodzie, olimpijczyk z Oslo 1952
- Alfons Jeżewski – kajakarstwo, olimpijczyk z Londynu 1948
- Mariusz Jędra – podnoszenie ciężarów, olimpijczyk z Sydney 2000
- Daniel Jędraszko – kajakarstwo,  srebrny medalista igrzysk w Sydney 2000, olimpijczyk z Aten 2004 oraz Pekinu 2008
- Danuta Jędrejek – lekkoatletyka, olimpijka z Monachium 1972
- Tomasz Jędrusik – lekkoatletyka, olimpijczyk z Seulu 1988 i Atlanty 1996
- Dorota Jędrusińska – lekkoatletyka, olimpijka z Pekinu 2008
- Marcin Jędrusiński – lekkoatletyka, olimpijczyk z Aten 2004 i Pekinu 2008
- Otylia Jędrzejczak – pływanie, , ,  złota i dwukrotna srebrna medalistka z Aten 2004, olimpijka z Sydney 2000 i z Pekinu 2008
- Władysław Jędrzejewski -- boks, waga ciężka, olimpijczyk z Rzymu 1960 i Tokio 1964
- Cezary Jędrzycki – wioślarstwo, olimpijczyk z Barcelony 1992
- Michał Joachimowski – lekkoatletyka, olimpijczyk z Monachium 1972 i Montrealu 1976
- Wiesław Jobczyk – hokej na lodzie, olimpijczyk z Innsbrucku 1976, Lake Placid 1980, Sarajewa 1984
- Marian Jochman – lekkoatletyka, olimpijczyk z Rzymu 1960
- Maciej Jodko – snowboard, olimpijczyk z Vancouver 2010
- Anita Jokiel – gimnastyka sportowa, olimpijka z Moskwy 1980
- Jerzy Jokiel – gimnastyka sportowa,  srebrny medalista igrzysk w Helsinek 1952
- Zygfryd Józefiak – hokej na trawie, olimpijczyk z Moskwy 1980
- Lucjan Józefowicz – kolarstwo torowe, olimpijczyk z Meksyku 1968
- Jan Józwik – łyżwiarstwo szybkie, olimpijczyk z Lake Placid 1980
- Bogna Jóźwiak – szermierka, olimpijka z Pekinu 2008
- Jarosława Jóźwiakowska – lekkoatletyka,  srebrna medalistka igrzysk w Rzymu 1960
- Marek Jóźwik – lekkoatletyka, olimpijczyk z Monachium 1972
- Urszula Jóźwik – lekkoatletyka, olimpijka z Meksyku 1968 i Monachium 1972
- Leon Jucewicz – łyżwiarstwo szybkie, olimpijczyk z Chamonix 1924
- Sylwia Julito – szermierka, olimpijka z Rzymu 1960
- Mariusz Jurasik – piłka ręczna, olimpijczyk z Pekinu 2008
- Bartosz Jurecki – piłka ręczna, olimpijczyk z Pekinu 2008
- Marcin Jurecki – zapasy, olimpijczyk z Sydney 2000
- Michał Jurecki – piłka ręczna, olimpijczyk z Pekinu 2008
- Kazimierz Jurek – hokej na lodzie, olimpijczyk z Albertville 1992
- Anna Jurkiewicz – łyżwiarstwo figurowe, olimpijka z Vancouver 2010
- Edward Jurkiewicz – koszykówka, olimpijczyk z Meksyku 1968
- Andrzej Juskowiak – piłka nożna, napastnik,  srebrny medalista z Barcelony 1992
- Jerzy Juskowiak – lekkoatletyka, olimpijczyk z Rzymu 1960
- Katarzyna Juszczak – judo, olimpijka z Barcelony 1992
- Zbigniew Juszczak (ur. 1946) – hokej na trawie, olimpijczyk z Monachium 1972
- Zbigniew Juszczak (ur. 1975) – hokej na trawie, olimpijczyk z Sydney 2000

#### K
- Tadeusz Kacik – hokej na lodzie, olimpijczyk z Sapporo 1972
- Krystyna Kacperczyk – lekkoatletyka, olimpijka z Monachium 1972
- Paweł Kacprowski – żeglarstwo, olimpijczyk z Sydney 2000
- Jerzy Kaczkowski – podnoszenie ciężarów, olimpijczyk z Tokio 1964
- Adam Kaczmarek – strzelectwo, olimpijczyk z Seulu 1988 i Barcelony 1992
- Marcin Kaczmarek – pływanie, olimpijczyk z Sydney 2000
- Jerzy Kaczmarek – szermierka,  złoty medalista z igrzysk w Monachium 1972
- Zbigniew Kaczmarek – podnoszenie ciężarów,  brązowy medalista igrzysk w Monachium 1972, olimpijczyk z Montrealu 1976
- Beata Kaczmarska – lekkoatletyka, olimpijka z Barcelony 1992
- Joanna Kaczor – piłka siatkowa, olimpijka z Pekinu 2008
- Rafał Kaczor – boks, olimpijczyk z Pekinu 2008
- Paweł Kaczorowski – kolarstwo torowe, olimpijczyk z Monachium 1972
- Aleksandra Kaczyńska – wioślarstwo, olimpijka z Montrealu 1976 i Moskwy 1980
- Łukasz Kadziewicz – siatkówka, środkowy bloku, olimpijczyk z Aten 2004 i Pekinu 2008
- Rozalia Kajzer-Piesiur – pływanie, olimpijka z Amsterdamu 1928
- Marian Kajzerek – hokej na lodzie, olimpijczyk z Innsbruck 1976
- Paweł Kakietek – boks, olimpijczyk z Sydney 2000
- Janusz Kalbarczyk – łyżwiarstwo szybkie, olimpijczyk z Garmisch-Partenkirchen 1936
- Grzegorz Kaleta – kajakarstwo, olimpijczyk z Barcelony 1992 i Atlanty 1996
- Natalia Kaliszek – łyżwiarstwo figurowe, olimpijka z Pjongczangu 2018
- Alfred Kałuziński – piłka ręczna,  brązowy medalista igrzysk w Montrealu 1976, olimpijczyk z Moskwy 1980
- Józef Kałuża – piłka nożna, olimpijczyk z Paryża 1924
- Otylia Kałuża – lekkoatletyka, olimpijka z Amsterdamu 1928
- Michał Kałwa – narciarstwo alpejskie, olimpijczyk z Turynu 2006
- Ewa Kamińska-Eichler – kajakarstwo, olimpijka z Montrealu 1976 i Moskwy 1980
- Krzysztof Kamiński – judo, olimpijczyk z Barcelony 1992
- Maria Kamrowska – lekkoatletyka, olimpijka z Barcelony 1992
- Piotr Kamrowski – judo, olimpijczyk z Barcelony 1992 i Atlanty 1996
- Beata Kamuda – wioślarstwo, olimpijka z Moskwy 1980
- Halina Kanasz – saneczkarstwo, olimpijka z Sapporo 1972 i Innsbrucku 1976
- Zbigniew Kania – żeglarstwo, olimpijczyk z Monachium 1972
- Bogusław Kanicki – siatkówka, olimpijczyk z Moskwy 1980
- Roman Kantor – szermierka, olimpijczyk z Berlina 1936
- Mieczysław Kapiak – kolarstwo, olimpijczyk z Berlina 1936
- Stefan Kapłaniak – kajakarstwo,  brązowy medalista igrzysk w Rzymie 1960, olimpijczyk z Melbourne 1956 i Tokio 1964
- Katarzyna Karasińska – narciarstwo alpejskie, olimpijka z Turynu 2006
- Władysław Karaś – strzelectwo,  brązowy medalista igrzysk w Berlinie 1936
- Marek Karbarz – siatkówka,  złoty medalista igrzysk w Montrealu 1976, olimpijczyk z Monachium 1972
- Anna Karbowiak – wioślarstwo, olimpijka z Montrealu 1976
- Marcin Karczyński – kolarstwo górskie, olimpijczyk z Aten 2004
- Wojciech Karkusiewicz – strzelectwo, olimpijczyk z Seulu 1988
- Joachim Karliczek – pływanie, olimpijczyk z Berlinie 1936
- Józef Karpiel – narciarstwo klasyczne, olimpijczyk z Squaw Valley 1960
- Stanisław Karpiel – narciarstwo klasyczne, olimpijczyk z Garmisch-Partenkirchen 1936
- Marzena Karpińska – podnoszenie ciężarów, olimpijka z Pekinu 2008
- Robert Karśnicki – kolarstwo torowe, olimpijczyk z Barcelony 1992 i Atlanty 1996
- Bronisław Karwecki – wioślarstwo, olimpijczyk z Berlina 1936
- Rajmund Karwicki – szermierka, olimpijczyk z Berlina 1936 i Londynu 1948
- Jan Kasielski – saneczkarstwo, olimpijczyk z Innsbrucku 1976
- Henryk Kasperczak – piłka nożna (pomocnik),  srebrny medal na igrzyskach olimpijskich w Montrealu 1976
- Janusz Kasperczak – boks, olimpijczyk z Londynu 1948
- Andrzej Kasprzak – koszykówka, olimpijczyk z Meksyku 1968 i Monachium 1972
- Zbigniew Kasprzak – hokej na lodzie, olimpijczyk z Garmisch-Partenkirten 1936
- Zdzisław Kasprzak – koszykówka, olimpijczyk z Berlina 1936
- Mieczysław Kasprzycki – hokej na lodzie, olimpijczyk z Garmisch-Partenkirchen 1936 i St. Moritz 1948
- Marian Kasprzyk – boks,  złoty medalista w wadze półśredniej w Tokio 1964,  brązowy medalista w wadze lekkopółśredniej z Rzymu 1960, olimpijczyk z Meksyku 1968
- Stanisław Kasprzyk – hokej na trawie – olimpijczyk z Monachium 1972
- Kazimierz Kaszuba – piłka nożna, olimpijczyk z Helsinek 1952
- Renata Katewicz – lekkoatletyka, olimpijczyk z Seulu 1988 i Atlanty 1996
- Elżbieta Katolik – lekkoatletyka, olimpijka z Monachium 1972 i Moskwy 1980
- Ryszard Katus – lekkoatletyka,  brązowy medalista igrzysk w Monachium 1972
- Aleksandra Kauc – łyżwiarstwo figurowe, olimpijka z Turynu 2006
- Franciszek Kawa – narciarstwo klasyczne, olimpijczyk z St.Moritz 1928
- Małgorzata Kawalska – wioślarstwo, olimpijka z Montrealu 1976
- Zdzisław Kawecki – jeździectwo,  srebrny medalista w WKKW w drużynie z Berlina 1936
- Zygmunt Kawecki – szermierka, olimpijczyk z Meksyku 1968 i Monachium 1972
- Jan Kawulok – kombinacja norweska, olimpijczyk z Grenoble 1968
- Stanisław Kawulok – kombinacja norweska, olimpijczyk z Innsbrucku 1976 i Lake Placid 1980
- Maria Kazanecka – kajakarstwo, olimpijka z Montreal 1976
- Stanisław Kaźmierczak – hokej na trawie – olimpijczyk z Monachium 1972
- Andrzej Kącki – piłka ręczna, olimpijczyk z Moskwy 1980
- Andrzej Kądziołka – hokej na lodzie, olimpijczyk z Calgary 1988 i Albertville 1992
- Marian Kegel – kolarstwo szosowe, olimpijczyk z Meksyku 1968
- Magdalena Kemnitz – wioślarstwo, olimpijka z Aten 2004
- Piotr Kędzia – lekkoatletyka, olimpijczyk z Pekinu 2008
- Zbigniew Kicka – boks, olimpijczyk z Montrealu 1976
- Mariusz Kieca – hokej na lodzie, olimpijczyk z Albertville 1992
- Ireneusz Kiejda – judo, olimpijczyk z Seulu 1988
- Urszula Kielan – lekkoatletyka,  srebrna medalistka igrzysk w Moskwie 1980
- Jan Kielas – lekkoatletyka, olimpijczyk z Helsinek 1952
- Piotr Kiełpikowski – szermierz,  brązowy medalista igrzysk w Barcelony 1992,  srebrny medalista igrzysk w Atlanty 1996, olimpijczyk z Seulu 1988
- Zofia Kiełpińska – narciarstwo klasyczne, olimpijka z Albertville 1992 i Lillehammer 1994
- Grzegorz Kiełsa – boks, olimpijczyk z Sydney 2000
- Wiesława Kiełsznia-Buksińska – wioślarstwo, olimpijka z Moskwy 1980
- Krzysztof Kierkowski – żeglarstwo, olimpijczyk z Aten 2004, Pekinu 2008
- Roman Kierpacz – zapasy, olimpijczyk z Moskwy 1980 i Seulu 1988
- Janusz Kierzkowski – kolarstwo torowe,  brązowy medalista igrzysk w Meksyku 1968, olimpijczyk z Monachium 1972 i Montrealu 1976
- Eugeniusz Kijewski – koszykówka, olimpijczyk z Moskwy 1980
- Tadeusz Kilanowicz – hokej na lodzie, olimpijczyk z Innsbrucku 1964
- Gertruda Kilos – lekkoatletyka, olimpijka z Amsterdamu 1928
- Jarosław Kisiel – szermierka, olimpijczyk z Barcelony 1992
- Walerian Kisieliński – piłka nożna, olimpijczyk z Berlina 1936
- Emil Kiszka – lekkoatletyka, olimpijczyk z Helsinek 1952
- Józef Kiszkurno – strzelectwo, olimpijczyk z Helsinek 1952
- Zygmunt Kiszkurno – strzelectwo, olimpijczyk z Melbourne 1956
- Bartosz Kizierowski – pływanie, olimpijczyk z Atlanty 1996 i Sydney 2000, Aten 2004, Pekinu 2008
- Katarzyna Klata – łucznictwo,  brązowy medalista igrzysk w Atlanty 1996
- Aleksandra Klejnowska – podnoszenie ciężarów, olimpijka z Sydney 2000 i Aten 2004, Pekinu 2008
- Jerzy Klempel – piłka ręczna,  brązowy medalista z Montrealu 1976 i olimpijczyk z Moskwy 1980
- Dorota Klencz – gimnastyka sportowa, olimpijka z Monachium 1972
- Zofia Klepacka – żeglarstwo, olimpijka z Aten 2004 i Pekinu 2008,  brązowa medalistka z Londynu 2012 (windsurfing, klasa RS:X)
- Grzegorz Kleszcz – podnoszenie ciężarów, olimpijczyk z Sydney 2000, Aten 2004, Pekinu 2008
- Aleksander Klima – biathlon, olimpijczyk z Sapporo 1972
- Andrzej Klimaszewski – kajakarstwo, olimpijczyk z Moskwy 1980
- Andrzej Klimaszewski – lekkoatletyka, olimpijczyk z Moskwy 1980
- Piotr Klimczak – lekkoatletyka, olimpijczyk z Aten 2004 i Pekinu 2008
- Mariusz Klimczyk – lekkoatletyka, olimpijczyk z Moskwy 1980
- Zbigniew Klimowski – skoki narciarskie, olimpijczyk z Albertville 1992
- Waldemar Klisiak – hokej na lodzie, olimpijczyk z Albertville 1992
- Ewelina Klocek – lekkoatletyka, olimpijka z Pekinu 2008
- Stanisław Klocek – hokej na lodzie, olimpijczyk z Lake Placid 1980 i Sarajewa 1984
- Ireneusz Kluczek – lekkoatletyka, olimpijczyk z Tokio 1964
- Janina Klucznik – wioślarstwo, olimpijka z Moskwy 1980
- Józef Klukowski – pływanie, olimpijczyk z Meksyku 1968
- Aleksander Kłak – piłka nożna, bramkarz reprezentacji,  srebrny medalista w Barcelonie 1992
- Ewa Kłobukowska – lekkoatletyka,  złota medalistka w Tokio 1964
- Andrzej Kłopotowski – pływanie, olimpijczyk z Rzymu 1960
- Stanisław Kłosowicz – kolarstwo szosowe, olimpijczyk z Amsterdamu 1928
- Michał Kłusak – narciarstwo alpejskie, olimpijczyk z Pjongczangu 2018
- Kazimierz Kmiecik – piłka nożna, ,  złoty medalista w Monachium 1972, srebrny medalista w Montrealu 1976
- Bogusława Knapczyk – kajakarstwo, olimpijka z Barcelony 1992 i Atlanty 1996
- Wojciech Knapik – strzelectwo, olimpijczyk z Aten 2004
- Bernard Knitter – zapasy, olimpijczyk z Rzymu 1960 i Tokio 1964
- Marcin Kobierski – kajakarstwo, uczestnik igrzysk olimpijskich w Atlancie 1996
- Andrzej Kobylański – piłka nożna,  srebrny medalista z Barcelony 1992
- Maria Kobylińska – wioślarstwo, olimpijka z Moskwy 1980
- Andrzej Kobyliński – jeździectwo, olimpijczyk z Rzymu 1960
- Edward Kobyliński – wioślarstwo,  brązowy medalista z Los Angeles 1932, olimpijczyk z Berlina 1936
- Teodor Kocerka – wioślarstwo, ,  brązowy medalista z Helsinek 1952 i Rzymu 1960
- Joanna Kocielnik – lekkoatletyka, olimpijka z Pekinu 2008
- Benedykt Kocot – kolarstwo torowe,  brązowy medalista z Monachium 1972
- Józef Kocyan – skoki narciarskie, olimpijczyk z Grenoble 1968
- Edward Kocząb – hokej na lodzie, olimpijczyk z Cortiny d’Ampezzo 1956
- Eugeniusz Koczorski – jeździectwo, olimpijczyk z Seulu 1988
- Teresa Kodelska – narciarstwo alpejskie, olimpijka z Oslo 1952
- Sławomir Kohut – kolarstwo szosowe, olimpijczyk z Aten 2004
- Leszek Kokoszka – hokej na lodzie, olimpijczyk z Innsbrucku 1976 i Lake Placid 1980
- Marian Kolasa – Lekkoatletyka, olimpijczyk z Seulu 1988
- Adam Kolasa – lekkoatletyka, olimpijczyk z Aten 2004
- Bolesław Kolasa – hokej na lodzie, olimpijczyk z St.Moritz 1948
- Sebastian Kolasiński – łyżwiarstwo figurowe, olimpijczyk z Nagano 1998 i Salt Lake City 2002
- Marek Kolbowicz – wioślarstwo,  złoty medalista z Pekinu 2008, olimpijczyk z Atlanty 1996 i Sydney 2000 i Aten 2004
- Antoni Kolczyński – boks, olimpijczyk z Londyn 1948
- Halina Kołdras-Bartnicka – hokej na trawie, olimpijka z Moskwy 1980
- Jadwiga Kołdras-Gajos – hokej na trawie, olimpijka z Moskwy 1980
- Szymon Kołecki – podnoszenie ciężarów, ,  srebrny medalista z Sydney 2000 i Pekinu 2008
- Krzysztof Kołomański – kajakarstwo górskie,  srebrny medalista z Sydney 2000, olimpijczyk z Barcelony 1992 i Atlanty 1996
- Grzegorz Kołtan – kajakarstwo, olimpijczyk z Montrealu 1976 i Moskwy 1980
- Władysław Komar – lekkoatletyka, pchnięcie kulą  złoty medalista z Monachium 1972, olimpijczyk z Tokio 1964 i Meksyku 1968
- Dagmara Komorowicz – pływanie, olimpijka z Atlanty 1996
- Janusz Komorowski – jeździectwo, olimpijczyk z Berlina 1936
- Tadeusz Komorowski – jeździectwo, olimpijczyk z Paryża 1924
- Tomasz Konarzewski – boks, olimpijczyk z Paryża 1924
- Aneta Konieczna – kajakarstwo,  srebrna medalistka z Pekinu 2008,  brązowa medalistka z Aten 2004 i Sydney 2000, olimpijka z Atlanta 1996
- Aleksy Konieczny – bobsleje, olimpijczyk z Cortiny d’Ampezzo 1956
- Zygmunt Konieczny – bobsleje, olimpijczyk z Cortiny d’Ampezzo 1956
- Marcin Koniusz – szermierka, olimpijczyk z Pekinu 2008
- Danuta Konkalec – wioślarstwo, olimpijka z Montrealu 1976
- Halina Konopacka – lekkoatletyka,  złota medalistka z Amsterdamu 1928
- Andrzej Konopka – gimnastyka sportowa, olimpijczyk z Rzymu 1960 i Tokio 1964
- Wiesław Kończak – zapasy, olimpijczyk z Moskwy 1980
- Jerzy Kopański – zapasy, olimpijczyk z Seulu 1988
- Adam Kopczyński – hokej na lodzie, olimpijczyk z Sapporo 1972
- Jakub Kopowski – koszykówka, olimpijczyk z Berlina 1936
- Franciszek Koprowski – pięciobój nowoczesny, olimpijczyk z Amsterdamu 1928
- Jan Kopyto – lekkoatletyka, olimpijczyk z Melbourne 1956
- Roman Korban – lekkoatletyka, olimpijczyk z Helsinek 1952
- Agata Korc – pływanie, olimpijka z Pekinu 2008
- Waldemar Korcz – podnoszenie ciężarów, olimpijczyk z Monachium 1972
- Aleksander Korcz – hokej na trawie, olimpijczyk z Sydney 2000
- Grzegorz Korcz – koszykówka, olimpijczyk z Meksyku 1968 i Monachium 1972
- Daria Korczyńska – lekkoatletyka, olimpijka z Pekinu 2008
- Danuta Kordaczuk – siatkówka,  brązowa medalistka z Tokio 1964
- Maria Kornek-Żabińska – hokej na trawie, olimpijka z Moskwy 19800
- Adam Korol – wioślarstwo,  złoty medalista z Pekinu 2008, olimpijczyk z Atlanty 1996, Sydney 2000 i Aten 2004
- Edyta Korotkin-Adamowska – łucznictwo, olimpijka z Barcelonie 1992
- Janina Korowicka – łyżwiarstwo szybkie, olimpijka z Innsbrucku 1976
- Jerzy Koryciak – narciarstwo klasyczne, olimpijczyk z Innsbrucku 1976
- Edyta Koryzna – koszykówka, olimpijka z Sydney 2000
- Sylwia Korzeniowska – lekkoatletyka, chód sportowy, olimpijka z Aten 2004, Pekinu 2008
- Paweł Korzeniowski – pływanie, olimpijczyk z Aten 2004, Pekinu 2008
- Robert Korzeniowski – lekkoatletyka,     czterokrotny złoty medalista: Atlanta 1996 – chód na 50 km, Sydney 2000 – chód na 20 km i chód na 50 km, Ateny 2004 – chód na 50 km, uczestnik igrzysk w Barcelonie 1992
- Krzysztof Kosedowski – boks,  brązowy medalista z Moskwy 1980
- Leszek Kosedowski – boks,  brązowy medalista z Montrealu 1976
- Dariusz Koseła – piłka nożna,  srebrny medalista z Barcelony 1992
- Waldemar Kosiński – podnoszenie ciężarów, olimpijczyk z Seulu 1988
- Ryszard Kosiński – kajakarstwo, olimpijczyk z Montrealu 1976
- Sebastian Kosiorek – wioślarstwo, olimpijczyk z Aten 2004, Pekinu 2008
- Grzegorz Kosma – piłka ręczna, olimpijczyk z Moskwy 1980
- Piotr Kosmatko – strzelectwo, olimpijczyk z Moskwy 1980
- Robert Kostecki – zapasy, olimpijczyk z Barcelony 1992 i Atlanty 1996
- Nadieżda Kostiuczyk – badminton, olimpijka z Pekinu 2008
- Hubert Kostka – piłka nożna (bramkarz),  złoty medal na igrzyskach olimpijskich w Monachium 1972
- Feliks Kostrzemski – kolarstwo szosowe, olimpijczyk z Paryża 1924
- Andrzej Kostrzewa – szermierka, olimpijczyk z Moskwy 1980 i Seulu 1988
- Stefan Kostrzewski – lekkoatletyka, olimpijczyk z Paryża 1924 i Amsterdamu 1928
- Walery Kosyl – hokej na lodzie, olimpijczyk z Sapporo 1972 i Innsbrucku 1976
- Jerzy Koszutski – kolarstwo torowe, olimpijczyk z Amsterdamu 1928
- Dariusz Koszykowski – kajakarstwo, olimpijczyk z Barcelony 1992 i Atlanty 1996
- Czesława Kościańska – wioślarstwo,  srebrna medalistka z Moskwy 1980, olimpijka z Seulu 1988
- Robert Kościelniakowski – szermierka, olimpijczyk z Seulu 1988 i Barcelony 1992
- Natalia Kot – gimnastyka sportowa,  brązowa medalistka z Melbourne 1956
- Jarosław Kotewicz – lekkoatletyka, olimpijczyk z Atlanty 1996
- Zdzisław Kotla – żeglarstwo, olimpijczyk z Tallinna 1980
- Józef Kotlarczyk – piłka nożna, olimpijczyk z Berlina 1936
- Grzegorz Kotowicz – kajakarstwo,  brązowy medal na igrzyskach olimpijskich w Barcelonie 1992,  brązowy medal na igrzyskach olimpijskich w Sydney 2000, olimpijczyk z Atlanty 1996
- Jan Kowal – skoki narciarskie, olimpijczyk z Calgary 1988
- Stanisław Kowal – lekkoatletyka, olimpijczyk z Helsinek 1952
- Stanisław Kowalczewski – strzelectwo, olimpijczyk z Paryża 1924
- Jadwiga Kowalczuk – lekkoatletyka, olimpijka z Rzymu 1960
- Bogdan Kowalczyk – piłka ręczna, olimpijczyk z Monachium 1972
- Jan Kowalczyk – jeździectwo, skoki przez przeszkody,  złoty medal na igrzyskach olimpijskich w Moskwie 1980 indywidualnie i  srebrny medal drużynowo
- Justyna Kowalczyk –  brązowy medal na zimowych igrzyskach w Turynie 2006 w biegach narciarskich na 30 km techniką dowolną, , ,  złota, srebrna i brązowa medalistka Vancouver 2010 w biegach narciarskich,  złota medalistka na zimowych igrzyskach w Soczi 2014 w biegach narciarskich na 10 km techniką klasyczną
- Zofia Kowalczyk – gimnastyka sportowa, olimpijka z Helsinek 1952
- Wojciech Kowalczyk – piłka nożna,  srebrny medalista z Barcelony 1992
- Edmund Kowalec – wioślarstwo, olimpijczyk z Paryża 1924
- Jerzy Kowalewski – pływanie, olimpijczyk z Rzymu 1960 i Meksyku 1968
- Mirosław Kowalewski – wioślarstwo, olimpijczyk z Moskwy 1980
- Roman Kowalewski – wioślarstwo, olimpijczyk z Monachium 1972
- Katarzyna Kowalska – lekkoatletyka, olimpijka z Pekinu 2008
- Maria Kowalska-Wania – narciarstwo alpejskie, olimpijka z Oslo 1952 i Cortiny d’Ampezzo 1956
- Aleksander Kowalski – kombinacja norweska, olimpijczyk z Cortiny d’Ampezzo 1956
- Wojciech Kowalski – tenis ziemny, olimpijczyk z Seulu 1988
- Adam Kowalski – hokej na lodzie, olimpijczyk z Lake Placid 1932, Garmisch-Partenkirchen 1936, St. Moritz 1948
- Aleksander Kowalski – hokej na lodzie, St.Moritz 1928 i Lake Placid 1932
- Jerzy Kowalski – lekkoatletyka, olimpijczyk z Rzymu 1960
- Waldemar Kozak – koszykówka, olimpijczyk z Monachium 1972
- Władysław Kozakiewicz – lekkoatletyka, skok o tyczce, olimpijczyk z Montrealu 1976,  złoty medalista z Moskwy 1980
- Grzegorz Kozdrański – pływanie, olimpijczyk z Barcelony 1992
- Stanisław Kozera – wioślarstwo, olimpijczyk z Tokio 1964
- Marian Kozicki – jeździectwo,  srebrny medalista z Moskwie 1980), olimpijczyk z Meksyku 1968 i Monachium 1972
- Lech Koziejowski – szermierka,  złoty medalista z Monachium 1972,  brązowy medalista z Moskwy 1980
- Andrzej Kozik – saneczkarstwo, olimpijczyk z Innsbrucku 1976
- Bogusława Kozłowska – wioślarstwo, olimpijka z Montrealu 1976 i Moskwy 1980
- Andrzej Kozłowski – podnoszenie ciężarów, olimpijczyk z Barcelony 1992
- Dariusz Kozłowski – biathlon, olimpijczyk z Albertville 1992
- Rudolf Kozłowski – podnoszenie ciężarów, olimpijczyk z Tokio 1964
- Marian Kozłowski – kajakarstwo, olimpijczyk z Berlina 1936
- Wojciech Kozub – biathlon, olimpijczyk z Nagano 1998 i Salt Lake City 2002
- Marek Koźmiński – piłka nożna,  srebrny medalista z Barcelony 1992
- Adam Krajewski – szermierka, olimpijczyk z Helsinek 1952
- Regina Krajnow-Synoradzka – pływanie, olimpijka z Monachium 1972
- Bogdan Kramer – żeglarstwo, olimpijczyk z Tallinna 1980
- Jerzy Kraska – piłka nożna,  złoty medalista z Monachium 1972
- Robert Kraskowski – strzelectwo, olimpijczyk z Barcelony 1992 i Atlanty 1996, Pekinu 2008
- Katarzyna Krasowska – badminton, olimpijka z Barcelony 1992, Atlanty 1996 i Sydney 2000
- Jerzy Krasówka – piłka nożna, olimpijczyk z Helsinek 1952
- Ewa Larysa Krause – judo, olimpijka z Atlanty 1996
- Lucyna Krawcewicz – lekkoatletyka, olimpijka z Meksyku 1968
- Grzegorz Krawców – kajakarstwo, olimpijczyk z Seulu 1988
- Elżbieta Krawczuk – lekkoatletyka, olimpijka z Moskwy 1980
- Jacek Krawczyk – pływanie, olimpijczyk z Meksyku 1968
- Marek Krawczyk – pływanie, olimpijczyk z Atlanty 1996 i Sydney 2000
- Robert Krawczyk – judo, olimpijczyk z Sydney 2000, Aten 2004 oraz Pekinu 2008
- Jerzy Krawczyk – boks, olimpijczyk z Helsinek 1952
- Krzysztof Krawczyk – lekkoatletyka, olimpijczyk z Seulu 1988
- Maciej Kreczmer – biegi narciarskie, olimpijczyk z Turynu 2006, Vancouver 2010
- Grzegorz Krejner – kolarstwo torowe, olimpijczyk z Barcelony 1992, Atlanty 1996 i Sydney 2000, Aten 2004
- Jan Krenz-Mikołajczak – wioślarstwo,  brązowy medalista z Los Angeles 1932
- Bernard Kręczyński – kolarstwo torowe, olimpijczyk z Monachium 1972
- Janusz Krężelok – biegi narciarskie, olimpijczyk z Nagano 1998, Salt Lake City 2002 i Turynu 2006, Vancouver 2010
- Helmut Krieger – lekkoatletyka, olimpijczyk z Seulu 1988
- Kazimierz Kropidłowski – lekkoatletyka, olimpijczyk z Melbourne 1956, Rzymu 1960
- Lesław Kropp – zapasy, olimpijczyk z Rzymu 1960
- Wiesław Król – lekkoatletyka, 400 m ppł., olimpijczyk z Rzymu 1960
- Władysław Król – hokej na lodzie, olimpijczyk z Garmisch-Partenkirchen 1936
- Adam Królikiewicz (koń – Picador) – jeździectwo, konkurs skoków,  brązowy medal w Paryżu 1924 (10 pkt.)
- Jolanta Królikowska – szermierka, olimpijka z Moskwy 1980 i Seulu 1988
- Sylwester Królikowski – szermierka, olimpijczyk z Montrealu 1976
- Łukasz Kruczek – skoki narciarskie, olimpijczyk z Nagano 1998
- Jarogniew Krüger – żeglarstwo, olimpijczyk z Moskwy 1980
- Jacek Krukowski – jeździectwo, olimpijczyk z Barcelony 1992
- Stefania Krupa – gimnastyka sportowa, olimpijka z Berlina 1936
- Krystyna Krupa – siatkówka,  dwukrotna brązowa medalistka z Tokio 1964 i Meksyku 1968
- Dawid Krupa – kolarstwo torowe, olimpijczyk z Aten 2004
- Sławomir Kruszkowski – wioślarstwo, olimpijczyk z Sydney 2000, Aten 2004, Pekinu 2008
- Marek Kruś – hokej na trawie – olimpijczyk z Monachium 1972
- Jerzy Kruża – gimnastyka sportowa, olimpijczyk z Meksyku 1968 i Monachium 1972
- Włodzimierz Krygier – hokej na lodzie, olimpijczyk z St. Moritz 1928 i Lake Placid 1932
- Andrzej Kryński – szermierka, olimpijczyk z Rzymu 1960
- Eliza Krysińska – lekkoatletyka, olimpijka z Helsinek 1952
- Kazimierz Krzemiński – kolarstwo szosowe, olimpijczyk z Paryżu 1924
- Andrzej Krzepiński – wioślarstwo, olimpijczyk z Seulu 1988 i Barcelony 1992
- Zofia Krzeptowska-Gąsienica – narciarstwo klasyczne, olimpijka z Cortiny d’Ampezzo 1956
- Anna Krzeptowska-Żebracka – narciarstwo klasyczne, olimpijka z Squaw Valley 1960
- Andrzej Krzeptowski I – narciarstwo klasyczne, olimpijczyk z Chamonix 1924 i St. Moritz 1928
- Andrzej Krzeptowski II – biegi narciarskie, olimpijczyk z St. Moritz 1928
- Jan Krzesiak – zapasy, olimpijczyk z Atlanty 1996
- Elżbieta Krzesińska – lekkoatletyka,  złota medalistka igrzysk w Melbourne 1956,  srebrna medalistka z Rzymu 1960
- Andrzej Krzesiński – lekkoatletyka, olimpijczyk z Rzymu 1960
- Stanisław Krzesiński – zapasy, olimpijczyk z Monachium 1972 i Montrealu 1976
- Adam Krzesiński – szermierka,  srebrny medalista z Atlanty 1996 i  brązowy medalista z igrzysk Barcelony 1992
- Tomasz Krzeszewski – tenis stołowy, olimpijczyk z Aten 2004
- Zdzisław Krzyszkowiak – lekkoatletyka,  złoty medalista z Rzymu 1960, olimpijczyk z Melbourne 1956
- Adam Krzysztofiak – skoki narciarskie, olimpijczyk z Sapporo 1972 i innsbrucku 1976
- Tadeusz Krzyżanowski – lekkoatletyka, pchnięcie kulą, olimpijczyk z Helsinek 1952
- Władysław Krzyżanowski – żeglarstwo, olimpijczyk z Amsterdamu 1928
- Kazimierz Krzyżański – kajakarstwo, olimpijczyk z Seulu 1988
- Dagmara Krzyżyńska – narciarstwo alpejskie, olimpijka z Turynu 2006
- Bożena Książek-Olech – kajakarstwo, olimpijka z Seulu 1988
- Małgorzata Książkiewicz – strzelectwo,  brązowa medalistka z Barcelony 1992, olimpijka z Atlanty 1996
- Rafał Kubacki – judo, olimpijczyk z Barcelony 1992, Atlanty 1996 i Sydney 2000
- Andrzej Kubiak – zapasy, olimpijczyk z Seulu 1988
- Czesław Kubiak – hokej na trawie, olimpijczyk z Rzymu 1960
- Eugeniusz Kubiak – wioślarstwo, olimpijczyk z Tokio 1964
- Grzegorz Kubiak – jeździectwo, olimpijczyk z Aten 2004
- Mariusz Kubiak – hokej na trawie, olimpijczyk z Moskwy 1980
- Ryszard Kubiak – wioślarstwo,  brązowy medalista z Moskwy 1980, olimpijczyk z Monachium 1972 i Montrealu 1976
- Mikołaj Kubica – gimnastyka sportowa, olimpijczyk z Tokio 1964, Meksyku 1968 i Monachium 1972
- Sylwester Kubica – gimnastyka sportowa, olimpijczyk z Meksyku 1968, Monachium 1972
- Wilhelm Kubica – gimnastyka sportowa, olimpijczyk z Tokio 1964, Meksyku 1968 i Monachium 1972
- Wojciech Kubik – saneczkarstwo, olimpijczyk z Sapporo 1972
- Jacek Kubka – strzelectwo, olimpijczyk z Barcelony 1992
- Wacław Kuchar – piłka nożna, olimpijczyk z Paryża 1924
- Alfred Kucharczyk – gimnastyka sportowa, olimpijczyk z Rzymu 1960 i Tokio 1964
- Krzysztof Kucharczyk – strzelectwo, olimpijczyk z Seulu 1988, Barcelony 1992, Atlanty 1996, Sydney 2000
- Leszek Kucharski – tenis stołowy, olimpijczyk z Seulu 1988 i Barcelony 1992
- Kazimierz Kucharski – lekkoatletyka, olimpijczyk z Berlina 1936
- Tomasz Kucharski – wioślarstwo,  dwukrotny złoty medalista z Sydney 2000 i Aten 2004
- Beata Kucharzewska – judo, olimpijka z Atlanty 1996
- Zygfryd Kuchta – piłka ręczna,  brązowy medalista z Montrealu 1976, olimpijczyk z Monachium 1972
- Ewa Kucińska-Mrugała – skoki do wody, olimpijka z Moskwy 1980
- Benjamin Kuciński – lekkoatletyka, olimpijczyk z Aten 2004
- Ryszard Kucjas – gimnastyka sportowa, olimpijczyk z Helsinek 1952
- Dorota Kuczkowska – kajakarstwo, olimpijka z Pekinu 2008
- Jan Kuczyński – zapasy, olimpijczyk z Rzymu 1960
- Kamil Kuczyński – kolarstwo torowe, olimpijczyk z Pekinu 2008
- Dariusz Kuć – lekkoatletyka, olimpijczyk z Pekinu 2008
- Andrzej Kudelski – zapasy, olimpijczyk z Monachium 1972
- Wojciech Kudlik – kajakarstwo, olimpijczyk z Monachium 1972
- Leszek Kudłacik – boks, olimpijczyk z Helsinek 1952
- Jan Kudra – kolarstwo szosowe, olimpijczyk z Tokio 1964
- Lucjan Kudzia – saneczkarstwo, olimpijczyk z Innsbrucku 1964, Grenoble 1968 i Sapporo 1972
- Wiesław Kujda – wioślarstwo, olimpijczyk z Moskwy 1980
- Mariusz Kujawski – kajakarstwo, olimpijczyk z Pekinu 2008
- Henryk Kukier – boks, olimpijczyk z Helsinek 1952, Melbourne 1956 i Rzymu 1960
- Franciszek Kukla – hokej na lodzie, olimpijczyk z Calgary 1988
- Jan Kula – skoki narciarskie, olimpijczyk z St.Moritz 1948
- Katarzyna Kulczak-Tomaszek – kajakarstwo, olimpijka z Montrealu 1976
- Tadeusz Kulczycki – lekkoatleta, olimpijczyk z Monachium 1972
- Jerzy Kulej – boks  dwukrotny złoty medalista w wadze lekkopółśredniej z igrzysk w Tokio 1964 i Meksyku 1968
- Lucjan Kulej – hokej na lodzie, olimpijczyk z St. Moritz 1928
- Dariusz Kulesza – short track, olimpijczyk z Turynu 2006
- Marek Kulesza – kolarstwo torowe, olimpijczyk z Moskwy 1980
- Seweryn Kulesza – jeździectwo,  srebrny medalista w WKKW w drużynie z Berlina 1936
- Zdzisław Kumiszcze – lekkoatletyka, 400 m ppł., olimpijczyk z Rzymu 1960
- Elżbieta Kuncewicz – wioślarstwo, olimpijka z Sydney 2000
- Władysław Kuncewicz – pływanie, olimpijczyk z Amsterdamu 1928
- Ryszard Kunze – szermierka, floret, olimpijczyk z Rzymu 1960
- Andrzej Kupczyk – lekkoatletyka, olimpijczyk z Monachium 1972
- Dawid Kupczyk – bobsleje, olimpijczyk z Nagano 1998, Salt Lake City 2002, Turynu 2006 i Vancouver 2010
- Magdalena Kupiec – pływanie, olimpijka z Barcelony 1992
- Tomasz Kupis – zapasy, olimpijczyk z Barcelony 1992
- Janusz Kurczab – szermierka, szpada, olimpijczyk z Rzymu 1960
- Paweł Kurczewski – zapasy, olimpijczyk z Monachium 1972, Montrealu 1976
- Krzysztof Kurczyna – judo, olimpijczyk z Moskwy 1980
- Józef Kurek – hokej na lodzie, olimpijczyk z Cortiny d’Ampezzo 1956 i Innsbrucku 1964
- Maciej Kurowski – saneczkarstwo, olimpijczyk z Vancouver 2010
- Wojciech Kurpiewski – kajakarstwo,  srebrny medalista z Barcelony 1992, olimpijczyk z Seulu 1988
- Stanisław Kuryłłowicz – wioślarstwo, olimpijczyk z Berlina 1936
- Kazimierz Kurzawski – strzelectwo, olimpijczyk z Tokio 1964
- Maria Kusion-Bibro – lekkoatletyka, olimpijka z Melbourne 1956 i Rzymu 1960
- Janusz Kusociński – lekkoatletyka,  złoty medal w Los Angeles 1932 w biegu na 10 km z wynikiem 30:11,4
- Władysław Kustra – siatkówka, olimpijczyk z Moskwy 1980
- Marcin Kuszewski – lekkoatletyka, olimpijczyk z Sydney 2000
- Marian Kuszewski – szermierka,  dwukrotny srebrny medalista igrzysk w Melbourne 1956 i Rzymie 1960
- Mateusz Kusznierewicz – żeglarstwo,  mistrz olimpijski w klasie Finn z Atlanty 1996,  brązowy medalista z Aten 2004, olimpijczyk z Sydney 2000, Pekinu 2008
- Aleksy Kuziemski – boks, olimpijczyk z Aten 2004
- Roman Kuzior – strzelectwo, olimpijczyk z Monachium 1972
- Paweł Kuźmicki – żeglarstwo, olimpijczyk z Sydney 2000
- Wacław Kuźmicki – lekkoatletyka, olimpijczyk z Londynu 1948
- Krzysztof Kuźniecow – hokej na lodzie, olimpijczyk z Albertville 1992
- Tadeusz Kwapień – narciarstwo klasyczne, olimpijczyk z St.Moritz 1948, Oslo 1952 i Cortiny d’Ampezzo 1956
- Piotr Kwasigroch – hokej na lodzie, olimpijczyk z Calgary 1988
- Maria Kwaśniewska – lekkoatletyka, rzut oszczepem,  brązowa medalistka z Berlina 1936
- Dorota Kwaśny – narciarstwo klasyczne, olimpijka z Albertville 1992, Lillehammer 1994 i Nagano 1998
- Bolesław Kwiatkowski – koszykówka, olimpijczyk z Meksyku 1968
- Eugeniusz Kwiatkowski – lekkoatletyka, pchnięcie kulą, olimpijczyk z Rzymu 1960
- Łukasz Kwiatkowski – kolarstwo torowe, olimpijczyk z Aten 2004 i Pekin 2008
- Konrad Kwiecień – łucznictwo, olimpijczyk z Barcelony 1992
- Czesław Kwieciński – zapasy,  dwukrotny brązowy medalista z Monachium 1972 i Montrealu 1976
- Julian Kwit – zapasy, olimpijczyk z Pekinu 2008
- Anna Kwitniewska – gimnastyka artystyczna, olimpijka z Atlanty 1996

#### L
- Czesław Lang – kolarstwo,  srebrny medalista z Moskwy 1980, olimpijczyk z Montrealu 1976
- Józef Lange – kolarstwo, wyścig torowy na dystansie 4 km, 5:23,0 min (zespołowo  srebrny medal w Paryżu 1924), olimpijczyk z Amsterdamu 1928
- Lucyna Langer-Kałek – lekkoatletyka, bieg na100 m ppł,  brązowa medalistka z Moskwy 1980
- Gerard Langner – hokej na lodzie, olimpijczyk z Innsbrucku 1964
- Piotr Langosz – koszykówka, olimpijczyk z Monachium 1972
- Kazimierz Laskowski – szermierka,  brązowy medalista z Amsterdamu 1928 (szabla drużynowo)
- Mariusz Latkowski – bobsleje, olimpijczyk z Turynu 2006
- Grzegorz Lato – piłka nożna (napastnik),  złoty medalista z Monachium 1972,  srebrny medalista z Montrealu 1976
- Andrzej Lech – piłka ręczna, olimpijczyk z Monachium 1972
- Wiesława Lech – gimnastyka sportowa, olimpijka z Meksyku 1968
- Waldemar Legień – judo,  złoty medalista z Seulu 1988 i z  Barcelony 1992
- Jan Legierski – narciarstwo klasyczne, olimpijczyk z Innsbrucku 1976 i Lake Placid 1980
- Stefan Leletko – podnoszenie ciężarów, olimpijczyk z Montrealu 1976 i Moskwy 1980
- Henryk Leliwa-Roycewicz – jeździectwo  srebrny medalista z Berlina 1936
- Roman Lentner – piłka nożna – olimpijczyk z Rzymu 1960
- Krzysztof Lepianka – kajakarstwo, olimpijczyk z Moskwy 1980
- Witalis Leporowski – wioślarstwo, olimpijczyk z Berlina 1936
- Barbara Lerczak – lekkoatletyka,  brązowa medalistka z Rzymu 1960, olimpijka z Melbourne 1956, Tokio 1964
- Zdzisław Lesiński – gimnastyka sportowa, olimpijczyk z Helsinek 1952
- Marian Leszczyński – wioślarstwo, olimpijczyk z Tokio 1964
- Krystyna Leśkiewicz – gimnastyka artystyczna, olimpijka z Atlanty 1996
- Zbigniew Leśniak – kajakarstwo górskie, olimpijczyk z Monachium 1972
- Marek Leśniewski – kolarstwo –  srebrny medalista z Seulu 1988 w jeździe drużynowej na szosie, olimpijczyk z Barcelony 1992
- Eugeniusz Lewacki – hokej na lodzie, napastnik, uczestnik olimpiad w St. Moritz 1948 i Oslo 1952
- Jarosław Lewak – judo, olimpijczyk z Atlanty 1996 i Sydney 2000
- Ewa Lewandowska-Pomes – wioślarstwo, olimpijka z Moskwy 1980
- Kazimierz Lewandowski – wioślarstwo, olimpijczyk z Monachium 1972
- Marcin Lewandowski – lekkoatletyka, bieg na 800 m, olimpijczyk z Pekinu 2008
- Przemysław Lewandowski – wioślarstwo, olimpijczyk z Atlanty 1996
- Stefan Lewandowski – lekkoatletyka, biegi średnie, olimpijczyk z Helsinek 1952 i Rzymu 1960
- Józef Lewicki – pływanie, olimpijczyk z Helsinek 1952
- Li Qian – tenis stołowy olimpijka z Pekinu 2008
- Włodzimierz Lewin – judo, olimpijczyk z Monachium 1972
- Tomasz Leżański – łucznictwo, olimpijczyk z Monachium 1972
- Krystyna Liberda-Stawarska – biathlon – olimpijka z Albertville 1992
- Andrzej Liczik – boks, olimpijczyk z Aten 2004
- Zenon Licznerski – lekkoatletyka, sprint,  srebrny medalista z Moskwy 1980, olimpijczyk z Montrealu 1976
- Paulina Ligocka – snowboard, olimpijka z Turynu 2006 i Vancouver 2010
- Mateusz Ligocki – snowboard, olimpijczyk z Turynu 2006 i Vancouver 2010
- Michał Ligocki – snowboard, olimpijczyk z Turynu 2006 i Vancouver 2010
- Krzysztof Lijewski – piłka ręczna, olimpijczyk z Pekinu 2008
- Marcin Lijewski – piłka ręczna, olimpijczyk z Pekinu 2008
- Bohdan Likszo – koszykówka, olimpijczyk z Tokio 1964 i Meksyku 1968
- Maria Liktoras – siatkówka, olimpijka z Pekinu 2008
- Tomasz Lipiec – lekkoatletyka, chód sportowy, olimpijczyk z Sydney 2000
- Józef Lipień – zapasy,  srebrny medalista z Moskwy 1980, olimpijczyk z Meksyku 1968, Monachium 1972 i Montrealu 1976
- Kazimierz Lipień – zapasy,  złoty medalista z Montrealu 1976.  brązowy medalista z Monachium 1972, olimpijczyk z Moskwy 1980
- Krzysztof Lipiński – saneczkarstwo, olimpijczyk z Turynu 2006
- Jan Lipowski – narciarstwo alpejskie, olimpijczyk z St. Moritz 1948
- Małgorzata Lipska – hokej na trawie, olimpijka z Moskwy 1980
- Andrzej Lis – szermierka,  srebrny medalista z Moskwy 1980 (szpada drużynowo)
- Lucjan Lis – kolarstwo szosowe,  brązowy medalista z Monachium 1972 (wyścig drużynowy)
- Adam Lisewski – szermierka,  brązowy medalista z Meksyku 1968 (floret drużynowo)
- Jan Lisowski – podnoszenie ciężarów, olimpijczyk z Moskwy 1980
- Eugeniusz Lokajski – lekkoatletyka, rzut oszczepem, olimpijczyk z Berlina 1936
- Czesław Lorenc – wioślarstwo, olimpijczyk z Helsinek 1952
- Elwira Lorenz – wioślarstwo, olimpijka z Seulu 1988
- Włodzimierz Lubański – piłka nożna (napastnik),  złoty medalista z Monachium 1972
- Ryszard Lubicki – wioślarstwo, olimpijczyk z Tokio 1964
- Leszek Lubicz-Nycz – szermierka,  brązowy medalista z Los Angeles 1932 (szabla drużynowo)
- Stanisław Lubiejewski – lekkoatletyka, rzut młotem, olimpijczyk z Monachium 1972
- Zbigniew Lubiejewski – siatkówka,  złoty medalista z Montrealu 1976
- Danuta Lubowska – gimnastyka sportowa, olimpijka z Monachium 1972
- Edward Luckhaus – lekkoatletyka, trójskok, olimpijczyk z Berlina 1936
- Witalis Ludwiczak – hokej na lodzie, olimpijczyk z Lake Placid 1932 i Garmisch-Partenkirchen 1936
- Dariusz Ludwig – lekkoatletyka, dziesięciobój, olimpijczyk z Moskwy 1980
- Jan Lutomski – pływanie, olimpijczyk z Rzymu 1960

#### Ł
- Antoni Łaciak – skoki narciarskie, olimpijczyk z Innsbrucku 1964
- Tomasz Łapiński – piłka nożna, obrońca, srebrny medalista z Barcelony 1992
- Maciej Łasicki – wioślarstwo,  brązowy medalista z Barcelony 1992 w czwórce ze sternikiem
- Lech Łasko – siatkówka, mistrz olimpijski z Montrealu 1976, olimpijczyk z Moskwy 1980
- Józef Łaszewski – wioślarstwo, olimpijczyk z Amsterdamu 1928 w ósemce
- Małgorzata Ławrynowicz – gimnastyka artystyczna, olimpijka z Aten 2004
- Karol Łazar – wioślarstwo, olimpijczyk z Sydney 2000 w czwórce podwójnej
- Jan Łazarski – kolarstwo, wyścig torowy na dystansie 4 km, 5:23,0 min (zespołowo)  srebrny medal w Paryżu 1924)
- Marek Łbik – kajakarstwo (kanadyjki), ,  srebrny i brązowy medalista na igrzyskach olimpijskich w Seulu 1988
- Anna Łęcka – łucznictwo, olimpijka z Sydney 2000
- Michał Łogosz – badminton, olimpijczyk z Sydney 2000 i Aten 2004, Pekinu 2008
- Mieczysław Łomowski – lekkoatletyka, pchnięcie kulą, olimpijczyk z Londynu 1948
- Michał Łoniewski – taekwondo, olimpijczyk z Londynu 2012
- Mieczysław Łopatka – koszykówka, olimpijczyk z Rzymu 1960, Tokio 1964, Meksyku 1968 i Monachium 1972
- Jan Łostowski – podnoszenie ciężarów, olimpijczyk z Montrealu 1976
- Ewaryst Łój – koszykówka, olimpijczyk z Berlina 1936
- Zbigniew Łój – hokej na trawie, olimpijczyk z Monachium 1972
- Jerzy Łucki – bobsleje, olimpijczyk z St. Moritz 1928
- Igor Łuczak – pływanie, olimpijczyk z Barcelony 1992
- Stanisław Łukaszczyk – biathlon, olimpijczyk z Grenoble 1968
- Jolanta Łukaszewicz – kajakarstwo, olimpijka z Seulu 1988
- Julian Łukaszewicz – lekkoatletyka olimpijczyk z Paryża 1924
- Paweł Łukaszka – hokej na lodzie, bramkarz, olimpijczyk z Lake Placid 1980
- Urszula Łukomska – gimnastyka sportowa, olimpijka z Helsinek 1952
- Józef Łuszczek – biegi narciarskie, olimpijczyk z Lake Placid 1980 i Sarajewa 1984

#### M
- Gerard Mach – lekkoatletyka, olimpijczyk z Helsinek 1952
- Helena Macher – saneczkarstwo, olimpijka z Innsbrucku 1964 i Grenoble 1968
- Krystyna Machnicka-Urbańska – szermierka, olimpijka z Monachium 1972 i Montrealu 1976
- Narcyz Maciaszczyk – hokej na trawie, olimpijczyk z Helsinek 1952 i Rzymu 1960
- Monika Maciejewska – szermierka, olimpijka z Barcelony 1992
- Sławomir Maciejowski – wioślarstwo, olimpijczyk z Monachium 1972
- Jan Maciejko – hokej na lodzie, olimpijczyk z Sankt Moritz 1948
- Kazimierz Macioch – zapasy, olimpijczyk z Rzymu 1960 i Tokio 1964
- Michalina Maciuszek – biegi narciarskie, olimpijka z Lillehammer 1994
- Paulina Maciuszek – biegi narciarskie, olimpijka z Vancouver 2010
- Andrzej Macur – strzelectwo, olimpijczyk z Moskwy 1980
- Julita Macur – strzelectwo, olimpijka z Barcelony 1992, Atlanty 1996
- Robert Maćkowiak – lekkoatletyka, olimpijczyk z Atlanty 1996 i Sydney 2000
- Barbara Madejczyk – lekkoatletyka, rzut oszczepem, olimpijka z Aten 2004, Pekinu 2008
- Roman Magdziarczyk – lekkoatletyka, olimpijczyk z Sydney 2000 i Aten 2004
- Bertold Mainka – wioślarstwo, olimpijczyk z Melbourne 1956
- Małgorzata Majza – gimnastyka sportowa, olimpijka z Moskwy 1980
- Katarzyna Majchrzak – lekkoatletyka, olimpijka z Barcelony 1992
- Witold Majchrzycki – boks, waga lekka, olimpijczyk z Amsterdamu 1928
- Władysława Majerczyk – biegi narciarskie, olimpijka z Sapporo 1972 i Innsbrucku 1976
- Bartosz Majewski – pięciobój nowoczesny, olimpijczyk z Pekinu 2008
- Janusz Majewski – szermierka, olimpijczyk z Monachium 1972
- Tomasz Majewski – lekkoatletyka, pchnięcie kulą, olimpijczyk z Aten 2004,  złoty medalista z Pekinu 2008 i  złoty medalista z Londynu 2012
- Marta Majowska – gimnastyka sportowa, olimpijka z Berlina 1936
- Zbigniew Makomaski – lekkoatletyka, olimpijczyk z Rzymu 1960
- Stanisław Makowiecki – zapasy, olimpijczyk z Monachium 1972
- Beata Maksymow – judo, olimpijka z Barcelony 1992, Atlanty 1996 i Sydney 2000
- Waldemar Malak – podnoszenie ciężarów,  brązowy medal na igrzyskach w Barcelonie 1992 w kategorii 100 kg.
- Feliks Malanowski – lekkoatletyka, olimpijczyk z Amsterdamu 1928
- Ryszard Malcherczyk – lekkoatletyka, trójskok, olimpijczyk z Melbourne 1956 i Rzymu 1960
- Jakub Malczewski – narciarstwo alpejskie, olimpijczyk z Albertville 1992
- Czesław Malec – koszykówka, olimpijczyk z Meksyku 1968
- Ewa Malewicka – łyżwiarstwo szybkie, olimpijka z Innsbrucku 1976
- Zbigniew Malicki – żeglarstwo, olimpijczyk z Moskwy 1980
- Janusz Malik – skoki narciarskie, olimpijczyk z Sarajewa 1984
- Andrzej Malina – zapasy, olimpijczyk z Seulu 1988
- Bronisław Malinowski – lekkoatleta, bieg na 3 km z przeszkodami,  złoty medal w Moskwie 1980,  srebrny medal w Montrealu 1976, olimpijczyk z Monachium 1972
- Robert Malinowski – siatkówka, olimpijczyk z Moskwy 1980
- Marcin Maliński – pływanie, olimpijczyk z Barcelony 1992 i Atlanty 1996
- Patrycja Maliszewska – short track, olimpijka z Vancouver 2010
- Jerzy Maluśki – lekkoatletyka, olimpijczyk z Meksyku 1968
- Piotr Małachowski – lekkoatletyka, rzut dyskiem,  srebrny medalista z Pekinu 2008
- Paweł Małek – strzelectwo, olimpijczyk z Meksyku 1968
- Aleksander Małecki – szermierka,  brązowy medalista z Amsterdamu 1928
- Dariusz Małecki – hokej na trawie, olimpijczyk z Sydeny 2000
- Marek Małecki – jeździectwo, olimpijczyk z Monachium 1972
- Mirosław Małek – żeglarstwo, olimpijczyk z Atlanty 1996
- Jan Małkowiak – hokej na trawie, olimpijczyk z Helsinek 1952
- Maksymilian Małkowiak – hokej na trawie, olimpijczyk z Helsinek 1952
- Zenon Małłysko – pięciobój nowoczesny, olimpijczyk z Amsterdamu 1928
- Stanisław Małysa – podnoszenie ciężarów, olimpijczyk z Seulu 1988
- Andrzej Małysiak – hokej na lodzie, olimpijczyk z Lake Placid 1980
- Adam Małysz – skoki narciarskie, ,  srebrny i brązowy medal w Salt Lake City 2002, ,  dwa srebrne medale w Vancouver 2010, olimpijczyk z Nagano 1998 i Turynu 2006
- Wiesław Małyszko – boks, olimpijczyk z Barcelony 1992
- Bogusław Mamiński – lekkoatletyka, olimpijczyk z Moskwy 1980 i Seulu 1988
- Józef Mamoń – piłka nożna, olimpijczyk z Helsinek 1952
- Adam Mania – pływanie, olimpijczyk z Aten 2004
- Józef Manowski – hokej na lodzie, olimpijczyk z Innsbrucku 1964
- Kazimierz Maranda – lekkoatletyka, olimpijczyk z Monachium 1972
- Czesław Marchewczyk – hokej na lodzie, olimpijczyk z Lake Placid 1932, Garmisch-Partenkirchen 1936, St.Moritz 1948
- Ryszard Marchlik – kajakarstwo, olimpijczyk z Rzymu 1960, Tokio 1964 i Meksyku 1968
- Marcin Marciniszyn – lekkoatletyka, uczestnik igrzysk w Atenach 2004
- Dariusz Marcinkowski – hokej na trawie, olimpijczyk z Sydney 2000
- Honorata Marcińczak – gimnastyka sportowa, olimpijka z Helsinek 1952
- Marek Marcińczak – hokej na lodzie, olimpijczyk z Innsbrucku 1976 i Lake Placid 1980
- Ryszard Marczak – lekkoatletyka, olimpijczyk z Moskwy 1980
- Jagna Marczułajtis – snowboard, olimpijka z Nagano 1998, Salt Lake City 2002, Turynu 2006
- Tomasz Marczyński – kolarstwo szosowe, olimpijczyk z Pekinu 2008
- Henryk Marek – biegi narciarskie, olimpijczyk z Innsbrucku 1964
- Kornelia Marek – biegi narciarskie, olimpijka z Vancouver 2010
- Krzysztof Marek – wioślarstwo, olimpijczyk z Monachium 1972
- Piotr Markiewicz – kajakarstwo,  brązowy medalista z Atlanty 1996
- Andrzej Marszałek – wioślarstwo, olimpijczyk z Barcelony 1992
- Leszek Martewicz – szermierka, olimpijczyk z Montrealu 1976
- Wiesława Martyka – saneczkarstwo, olimpijka z Sapporo 1972
- Henryk Martyna – piłka nożna, olimpijczyk z Berlina 1936
- Andrzej Marusarz – narciarstwo klasyczne, olimpijczyk z Lake Placid 1932 i Garmisch-Partenkirchen 1936
- Józef Marusarz – narciarstwo alpejskie, olimpijczyk z St. Moritz 1948, Oslo 1952 i Cortiny d’Ampezzo 1956
- Stanisław Marusarz – skoki narciarskie czterokrotnie w latach: Lake Placid 1932, Garmisch-Partenkirchen 1936, St. Moritz 1948, Oslo 1952
- Joachim Marx – piłka nożna, napastnik,  złoty medalista z Monachium 1972
- Walery Maryański – strzelectwo, olimpijczyk z Paryża 1924
- Ryszard Marzec – hokej na trawie, olimpijczyk z Helsinek 1952 i Rzymu 1960
- Łukasz Maszczyk – boks, olimpijczyk z Pekinu 2008
- Zygmunt Maszczyk – piłka nożna, pomocnik,  złoty medalista z Monachium 1972 i srebrny z Montrealu 1976
- Antoni Maszewski – lekkoatletyka, olimpijczyk z Berlina 1936
- Stefan Masztak – strzelectwo, olimpijczyk z Rzymu 1960
- Marek Maślany – podnoszenie ciężarów, olimpijczyk z Atlanty 1996
- Andrzej Mateja – biegi narciarskie, olimpijczyk z Cortiny d’Ampezzo 1956 i Squaw Valley 1960
- Robert Mateja – skoki narciarskie, olimpijczyk z Nagano 1998, Salt Lake City 2002 i Turynu 2006
- Erwin Matelski – strzelectwo, olimpijczyk z Moskwy 1980
- Kazimierz Materski – hokej na lodzie, olimpijczyk z Lake Placid 1932
- Robert Mateusiak – badminton, olimpijczyk z Sydney 2000, Aten 2004 oraz Pekinu 2008
- Marcin Matkowski – tenis ziemny, olimpijczyk z Aten 2004, Pekinu 2008
- Marian Matłoka – kajakarstwo, olimpijczyk z Londynu 1948
- Łucja Matraszek – gimnastyka sportowa, olimpijka z Monachium 1972 i Moskwy 1980
- Bogumiła Matusiak – kolarstwo szosowe, olimpijka z Aten 2004
- Wojciech Matusiak – kolarstwo torowe, olimpijczyk z Meksyku 1968
- Lucyna Matuszna – hokej na trawie, olimpijka z Moskwy 1980
- Włodzimierz Matuszyński – hokej na trawie, olimpijczyk z Monachium 1972
- Zbigniew Matwiejew – szermierka, olimpijczyk z Montrealu 1976
- Michał Matyas – piłka nożna – olimpijczyk z Berlina 1936
- Przemysław Matyjaszek – judo, olimpijczyk z Aten 2004, Pekinu 2008
- Andrzej Matysiak – kajakarstwo, olimpijczyk z Monachium 1972
- Albert Mauer – hokej na lodzie, olimpijczyk z Lake Placid 1932
- Renata Mauer-Różańska – strzelectwo, ,  złota i brązowa medalistka z Atlanty 1996,  złota medalistka z Sydney 2000, olimpijka z Barcelony 1992 i Aten 2004
- Henryk Mazur – zapasy, olimpijczyk z Montrealu 1976 i Moskwy 1980
- Kazimierz Mazur – pięciobój nowoczesny, olimpijczyk z Rzymu 1960
- Leon Mazurek – zapasy, olimpijczyk z Amsterdamu 1928
- Zuzanna Mazurek – pływanie, olimpijka z Pekinu 2008
- Maria Mączyńska – łucznictwo, olimpijka z Monachium 1972
- Ilona Mądra – koszykówka, olimpijka z Sydney 2000
- Krzysztof Mehlich – lekkoatletyka, olimpijczyk z Atlanty 1996
- Włodzimierz Mejsak – skoki do wody, olimpijczyk z Meksyku 1968
- Jerzy Melcer – piłka ręczna,  brązowy medalista z Montrealu 1976, olimpijczyk z Monachium 1972
- Janina Mendalska – kajakarstwo, olimpijka z Rzymu 1960
- Tomasz Mendelski – kajakarstwo, olimpijczyk z Aten 2004, Pekinu 2008
- Waldemar Merk – kajakarstwo, olimpijczyk z Moskwy 1980
- Przemysław Miarczyński – żeglarstwo, olimpijczyk z Sydney 2000, Aten 2004, Pekinu 2008,  brązowy medalista z Londynu 2012 (windsurfing, klasa RS:X)
- Zbigniew Miązek – kajakarstwo górskie, olimpijczyk z Barcelony 1992
- Roman Micał – hokej na trawie, olimpijczyk z Rzymu 1960
- Andrzej Michalak – kolarstwo torowe, olimpijczyk z Moskwy 1980
- Eugeniusz Michalak – kolarstwo szosowe, olimpijczyk z Amsterdamu 1928
- Jan Michalik – zapasy, olimpijczyk z Meksyku 1968, Monachium 1972
- Monika Michalik – zapasy, olimpijka z Pekinu 2008 i Londynu 2012
- Artur Michalkiewicz – zapasy, olimpijczyk z Sydney 2000, Pekinu 2008
- Julia Michalska – wioślarstwo, olimpijka z Pekinu 2008,  brązowa medalistka z Londynu 2012 w dwójce podwójnej (W2x)
- Marcin Michalski – koszykówka, olimpijczyk z Moskwy 1980
- Wacław Michalski – wioślarstwo, olimpijczyk z Amsterdamu 1928
- Zdzisław Michalski – wioślarstwo, olimpijczyk z Helsinek 1952
- Julian Michaux – szermierka, olimpijczyk z Paryża 1900 w reprezentacji Rosji
- Aleksandra Miciul – pływanie, olimpijka z Sydney 2000
- Jacek Mickiewicz – kolarstwo szosowe, olimpijczyk z Barcelony 1992
- Wojciech Mickunas – jeździectwo, olimpijczyk z Monachium 1972
- Grzegorz Mielcarski – piłka nożna,  srebrny medalista z Barcelony 1992
- Jan Mielniczak – hokej na trawie, olimpijczyk z Moskwy 1980
- Marcin Mientki – kolarstwo torowe, olimpijczyk z Sydney 2000
- Andrzej Mierzejewski – kolarstwo szosowe, olimpijczyk z Seulu 1988
- Robert Mieszała – saneczkarstwo, olimpijczyk z Nagano 1998
- Krzysztof Miętus – skoki narciarskie, olimpijczyk z Vancouver 2010
- Genowefa Migas – szermierka, olimpijka z Rzymu 1960
- Andrzej Mikina – hokej na trawie, olimpijczyk z Moskwy 1980
- Beata Mikołajczyk – kajakarstwo,  srebrna medalistka z Pekinu 2008,  brązowa medalistka z Londynu 2012 w K2 500 m
- Helena Mikołajczyk – biathlon, olimpijka z Lillehammer 1994
- Bartosz Mikos – łucznictwo, olimpijczyk z Sydney 2000
- Marek Mikulski – zapasy, olimpijczyk z Aten 2004, Pekinu 2008
- Piotr Mikuła – hokej na trawie, olimpijczyk z Sydney 2000
- Zygmunt Milewski – boks, olimpijczyk z Melbourne 1956
- Oswald Miller – kolarstwo szosowe, olimpijczyk z Paryża 1924
- Irena Milnikiel – pływanie, olimpijka z Helsinek 1952
- Genowefa Minicka – lekkoatletyka, olimpijka z Helsinek 1952 i Melbourne 1956
- Dominika Misterska-Zasowska – podnoszenie ciężarów, olimpijka z Pekinu 2008
- Joanna Mitrosz – gimnastyka sportowa, olimpijka z Pekinu 2008
- Jan Młodzikowski – wioślarstwo, olimpijczyk z Monachium 1972
- Jerzy Młynarczyk – koszykówka, olimpijczyk z Rzymu 1960
- Mieczysław Młynarski – koszykówka, olimpijczyk z Moskwy 1980
- Sławomir Mocek – szermierka, olimpijczyk z Sydney 2000, Pekinu 2008
- Jolanta Modlińska – wioślarstwo, olimpijka z Moskwy 1980
- Ilona Mokronowska – wioślarstwo, olimpijka z Sydney 2000 i Aten 2004
- Leszek Molenda – siatkówka, olimpijczyk z Moskwy 1980
- Piotr Molenda – tenis stołowy, olimpijczyk z Seulu 1988
- Eryka Mondry – gimnastyka sportowa, olimpijka z Rzymu 1960
- Jacek Morajko – kolarstwo szosowe, olimpijczyk z Pekinu 2008
- Lilianna Morawiec – łyżwiarstwo szybkie, olimpijka z Sarajewa 1984
- Jarosław Morawiecki – hokej na lodzie, olimpijczyk z Calgary 1988
- Elżbieta Morciniec – jeździectwo, olimpijka z Moskwy 1980
- Ryszard Mordarski – kajakarstwo górskie, olimpijczyk z Atlanty 1996
- Sławomir Mordarski – kajakarstwo górskie, olimpijczyk z Atlanty 1996 i Sydney 2000
- Justyna Mospinek – łucznictwo, olimpijka z Aten 2004, Pekinu 2008
- Piotr Mowlik – piłka nożna (bramkarz),  srebrny medal na igrzyskach w Montrealu 1976
- Tomasz Motyka – szermierka,  srebrny medalista z Pekinu 2008 (szpada drużynowo)
- Stanisław Motyka – kombinacja norweska, olimpijczyk z St.Moritz 1928
- Zdzisław Motyka – narciarstwo klasyczne, olimpijczyk z St.Moritz 1928 i Lake Placid 1932
- Andrzej Możdżeń – boks, olimpijczyk z Seulu 1988
- Marcin Możdżonek – piłka siatkowa, olimpijczyk z Pekinu 2008
- Magdalena Mroczkiewicz – szermierka,  srebrna medalistka z Sydney 2000, olimpijka z Pekinu 2008
- Adelajda Mroske – łyżwiarstwo szybkie, olimpijczyk z Innsbrucku 1964
- Anna Mrozińska – gimnastyka artystyczna, olimpijka z Aten 2004
- Aleksandra Mróz – pływanie, olimpijka z Helsinek 1952
- Magdalena Mróz – tenis ziemny, olimpijka z Barcelony 1992
- Paweł Mróz – bobsleje, olimpijczyk z Vancouver 2010
- Tomasz Mruczkowski – wioślarstwo, olimpijczyk z Barcelony 1992
- Mirosław Mruk – wioślarstwo, olimpijczyk z Seulu 1988
- Ireneusz Mulak – koszykówka, olimpijczyk z Moskwy 1980
- Dawid Murek – piłka siatkowa, olimpijczyk z Aten 2004
- Walenty Musielak – piłka nożna, olimpijczyk z Berlina 1936
- Roman Muzyk – lekkoatletyka, olimpijczyk z Rzymu 1960
- Zdzisław Myrda – koszykówka, olimpijczyk z Moskwy 1980
- Grzegorz Myszkowski – żeglarstwo, olimpijczyk z Seulu 1988
- Andrzej Myśliwiec – hokej na trawie, olimpijczyk z Moskwy 1980
- Tadeusz Mytnik – kolarstwo,  srebrny medal na igrzyskach w Montrealu 1976

#### N
- Krystyna Nadolna – lekkoatletyka, rzut dyskiem, olimpijka z Monachium 1972
- Władysław Nadratowski – wioślarstwo, czwórka ze sternikiem, olimpijczyk z Paryża 1924
- Karolina Naja – kajakarstwo,  brązowa medalistka z Londynu 2012 w K2 500 m
- Paweł Najdek – podnoszenie ciężarów, olimpijczyk z Sydney 2000, Aten 2004
- Włodzimierz Nalazek – siatkówka,olimpijczyk z Moskwy 1980
- Sławomir Napłoszek – łucznictwo,olimpijczyk z Barcelony 1992
- Andrzej Nartowski – koszykówka,olimpijczyk z Rzymu 1960
- Kazimierz Naskręcki – wioślarstwo, olimpijczyk z Tokio 1964
- Paweł Nastula – judo,  złoty medalista z Atlanty 1996 w wadze półciężkiej, olimpijczyk z Barcelony 1992 i Sydney 2000
- Wojciech Natusiewicz – podnoszenie ciężarów, olimpijczyk z Atlanty 1996
- Irena Nawrocka – szermierka, olimpijka z Londynu 1948 i Helsinek 1952
- Jan Nawrocki – szermierka, olimpijczyk z Londynu 1948 i Helsinek 1952
- Sławomir Nawrocki – szermierka, olimpijczyk z Barcelony 1992
- Kazimierz Neumann – wioślarstwo, olimpijczyk z Rzymu 1960
- Urszula Niebrzydowska-Janikowska – wioślarstwo, olimpijka z Moskwy 1980
- Jerzy Nieć – zapasy, olimpijczyk z Seulu 1988
- Gizela Niedurny – gimnastyka sportowa, olimpijka z Rzymu 1960 i Tokio 1964
- Marek Niedziałkowski – wioślarstwo, olimpijczyk z Moskwy 1980
- Henryk Niedźwiedzki – boks,  brązowy medalista z igrzysk w Melbourne 1956, olimpijczyk z Helsinek 1952
- Konrad Niedźwiedzki – łyżwiarstwo szybkie, olimpijczyk z Turynu 2006 i Vancouver 2010
- Joanna Niełacna – lekkoatletyka, olimpijka z Sydney 2000
- Adam Niemiec – koszykówka, olimpijczyk z Meksyku 1968
- Franciszek Niemiec – koszykówka, olimpijczyk z Monachium 1972
- Przemysław Niemiec – kolarstwo szosowe, olimpijczyk z Pekinu 2008
- Marian Nietupski – wioślarstwo, olimpijczyk z Melbourne 1956
- Marcin Niewiara – bobsleje, olimpijczyk z Vancouver 2010
- Zbigniew Niewiadomski – kajakarstwo, olimpijczyk z Monachium 1972
- Henryk Niezabitowski – wioślarstwo, olimpijczyk z Amsterdamu 1928
- Aniela Nikiel – lekkoatletyka, olimpijka z Atlanty 1996
- Alfons Niklas – lekkoatletyka, rzut młotem, olimpijczyk z Melbourne 1956
- Artur Noga – lekkoatletyka, bieg na 110 m przez płotki, olimpijczyk z Pekinu 2008
- Józef Noji – lekkoatletyka, olimpijczyk z Berlina 1936
- Wisława Noskiewicz – gimnastyka sportowa, olimpijczyk z Berlina 1936
- Andrzej Nowak – hokej na lodzie, olimpijczyk z Sarajewa 1984
- Danuta Nowak – gimnastyka sportowa,  brązowa medalistka z Melbourne 1956, olimpijka z Rzymu 1960
- Dariusz Nowak – wioślarstwo, olimpijczyk z Aten 2004
- Eugeniusz Nowak – boks, olimpijczyk z Paryża 1924
- Grzegorz Nowak – wioślarstwo,  brązowy medalista z Moskwy 1980
- Halina Nowak – biegi narciarskie, olimpijka z Albertville 1992, Lillehammer 1994, Nagano 1998 (biathlon)
- Katarzyna Nowak – tenis ziemny, olimpijka z Barcelony 1992
- Marcin Nowak – lekkoatletyka, sztafeta 4 × 100 m, olimpijczyk z Sydney 2000 i Pekinu 2008
- Marcin Nowak – siatkówka, olimpijczyk z Atlanty 1996
- Marek Nowak – strzelectwo, olimpijczyk z Atlanty 1996
- Sylwia Nowak – łyżwiarstwo figurowe (tańce na lodzie), olimpijka z Nagano 1998 i Salt Lake City 2002
- Teresa Nowak – lekkoatletyka, olimpijka z Monachium 1972
- Tomasz Nowak – boks, olimpijczyk z Seulu 1988
- Zdzisław Nowak – lekkoatletyka, skok w dal, olimpijczyk z Amsterdamu 1928
- Zdzisław Nowak – hokej na lodzie, olimpijczyk z Cortiny d’Ampezzo 1956
- Bożena Nowakowska – lekkoatletyka, olimpijka z Montrealu 1976
- Dariusz Nowakowski – judo, olimpijczyk z Moskwy 1980
- Krystyna Nowakowska – lekkoatletyka, olimpijka z Rzymu 1960
- Weronika Nowakowska – biathlon, olimpijka z Vancouver 2010
- Henryk Nowara – boks, olimpijczyk z Helsinek 1952
- Józef Nowara – szermierka, olimpijczyk z Meksyku 1968, Monachium 1972 i Montrealu 1976.
- Joanna Nowicka – łucznictwo,  brązowa medalistka z Atlanty 1996, olimpijka z Seulu 1988, Barcelony 1992, Sydney 2000
- Jarosław Nowicki – wioślarstwo, olimpijczyk z Atlanty 1996
- Jerzy Nowicki – strzelectwo, olimpijczyk z Rzymu 1960, Tokio 1964 i Meksyku 1968
- Mieczysław Nowicki – kolarstwo szosowe, ,  srebrny (drużynowy wyścig szosowy) i brązowy medalista (indywidualny wyścig szosowy) z Montrealu 1976, olimpijczyk z Monachium 1972
- Zenon Nowosz – lekkoatletyka, olimpijczyk z Meksyki 1968, Monachium 1972 i Montrealu 1976
- Magdalena Nykiel – biathlon, olimpijka z Turynu 2006

#### O
- Tadeusz Obłój – hokej na lodzie, olimpijczyk z Sapporo 1972, Innsbrucku 1976 i Lake Placid 1980
- Ryszard Oborski – kajakarstwo, olimpijczyk z Montrealu 1976 i Moskwy 1980
- Łucja Ochmańska – gimnastyka sportowa, olimpijka z Meksyku 1968
- Emil Ochyra – szermierka, szabla,  srebrny medalista z Rzymu 1960,  brązowy medalista z Tokio 1964, olimpijczyk z Meksyku 1968
- Roman Ogaza – piłka nożna, napastnik,  srebrny medalista z Montrealu 1976
- Jerzy Ogórczyk – hokej na lodzie, olimpijczyk z Innsbrucku 1964
- Iwona Okrzesik-Kotajny – łucznictwo, olimpijka z Barcelony 1992
- Józef Oksiutycz – kolarstwo torowe, olimpijczyk z Amsterdamu 1928
- Wacław Okulicz-Kozaryn – zapasy, olimpijczyk z Paryża 1924
- Stanisław Olczyk – hokej na lodzie, olimpijczyk z Cortiny d’Ampezzo 1956 i Innsbrucku 1964
- Artur Olech – boks, waga musza,  srebrny medalista na igrzyskach w Tokio 1964 i Meksyku 1968
- Janusz Olech – szermierka,  srebrny medalista z Seulu 1988, olimpijczyk z Barcelony 1992 i Atlanty 1996
- Bogusława Olechnowicz – judo, olimpijka z Barcelony 1992
- Wiktor Olecki – kolarstwo szosowe, olimpijczyk z Berlina 1936
- Jerzy Olesiak – bobsleje, olimpijczyk z Cortiny d’Ampezzo 1956
- Jan Olesiński – pięciobój nowoczesny, olimpijczyk z Moskwy 1980
- Piotr Olewiński – windsurfing, olimpijczyk z Barcelony 1992
- Grażyna Oliszewska – Lekkoatletyka, olimpijka z Moskwy 1980
- Aleksandra Olsza – tenis ziemny, olimpijka z Atlanty 1996
- Alfons Olszewski – żeglarstwo, olimpijczyk z Berlina 1936
- Leszek Olszewski – boks, olimpijczyk z Barcelony 1992
- Piotr Olszewski – wioślarstwo, olimpijczyk z Atlanty 1996
- Ryszard Olszewski – koszykówka, olimpijczyk z Rzymu 1960
- Włodzimierz Olszewski – hokej na lodzie, olimpijczyk z Sarajewa 1984
- Ireneusz Omięcki – wioślarstwo, olimpijczyk z Seulu 1988
- Jerzy Opara – kajakarstwo,  srebrny medalista z Montrealu 1976, olimpijczyk z Monachium 1972
- Stefan Ołdak – lekkoatletyka, olimpijczyk z Paryża 1924
- Maciej Orlik – strzelectwo, olimpijczyk z Montrealu 1976
- Andrzej Orłoś – jeździectwo, olimpijczyk z Rzymu 1960
- Wacław Orłowski – zapasy, olimpijczyk z Meksyku 1968
- Bernard Ormanowski – wioślarstwo,  brązowy medalista z Amsterdamu 1928 w czwórce ze sternikiem
- Jan Ornoch – lekkoatletyka, olimpijczyk z Monachium 1972 i Montrealu 1976
- Piotr Orsłowski – saneczkarstwo, olimpijczyk z Nagano 1998
- Zbigniew Orywał – lekkoatletyka, olimpijczyk z Rzymu 1960
- Barbara Orzechowska – szermierka, olimpijka z Rzymu 1960
- Kazimierz Orzeł – lekkoatletyka, olimpijczyk z Montrealu 1976
- Andrzej Osiecimski-Czapski – wioślarstwo, olimpijczyk z Paryża 1924
- Winand Osiński – lekkoatletyka, olimpijczyk z Helsinek 1952
- Grażyna Osmańska – łyżwiarstwo figurowe, olimpijka z Sapporo 1972
- Matylda Ossadnik – gimnastyka sportowa, olimpijka z Berlina 1936
- Marian Ostafiński – piłka nożna, obrońca,  złoty medalista z Monachium 1972
- Krystyna Ostromęcka – siatkówka,  brązowa medalistka z Meksyku 1968
- Adam Ostrowski – zapasy, olimpijczyk z Meksyku 1968, Monachium 1972, Montrealu 1976
- Ryszard Ostrowski – lekkoatletyka, olimpijczyk z Seulu 1988
- Dariusz Osuch – podnoszenie ciężarów, olimpijczyk z Barcelony 1992 i Atlanty 1996
- Stefan Otulakowski – hokej na trawie, olimpijczyk z Monachium 1972
- Bogusław Owczarek – jeździectwo, olimpijczyk z Atlanty 1996
- Norbert Ozimek – podnoszenie ciężarów, waga półciężka,  brązowy medalista igrzysk w Meksyku 1968 i srebrny z Monachium 1972
- Stanisław Ożóg – lekkoatletyka, olimpijczyk z Rzymu 1960

#### P
- Władysław Pabisz – hokej na lodzie, olimpijczyk z Cortiny d’Ampezzo 1956 i Innsbrucku 1964
- Zbigniew Pacelt – pływanie, olimpijczyk z Meksyku 1968, Monachium 1972, pięciobój nowoczesny, olimpijczyk z Montrealu 1976
- Marek Pach – kombinacja norweska, olimpijczyk z Innsbrucku 1976
- Antoni Pachla – strzelectwo, olimpijczyk z Berlina 1936
- Anna Pacholak – lekkoatletyka, olimpijka z Aten 2004
- Ireneusz Pacula – hokej na lodzie, olimpijczyk z Calgary 1988
- Tadeusz Pacuła – koszykówka, olimpijczyk z Rzymu 1960
- Antoni Pacyński – jeździectwo, olimpijczyk z Meksyku 1968
- Janusz Pająk – zapasy, olimpijczyk z Meksyku 1968
- Bogumiła Pajor – hokej na trawie, olimpijka z Moskwy 1980
- Hubert Pala – piłka nożna, olimpijczyk z Rzymu 1960
- Ireneusz Paliński – podnoszenie ciężarów,  mistrz olimpijski z Rzymu 1960 (waga półciężka);  brązowy medalista z Tokio 1964 (waga lekkociężka)
- Mieczysław Palus – hokej na lodzie, olimpijczyk z St.Moritz 1948
- Krystyna Pałka – biathlon, olimpijka z Turynu 2006, Vancouver 2010
- Maciej Pałyszko – lekkoatletyka, olimpijczyk z Sydney 2000
- Marek Panas – piłka ręczna, olimpijczyk z Moskwy 1980
- Wanda Panfil – lekkoatletyka, maraton, olimpijka z Seulu 1988 i Barcelony 1992
- Adam Papée – szermierka,  brązowy medalista z Amsterdamu 1928,  brązowy medalista z Los Angeles 1932, olimpijczyk z Paryża 1924 i Berlina 1936
- Zbigniew Paradowski – wioślarstwo, olimpijczyk z Melbourne 1956
- Natalia Partyka – tenis stołowy, olimpijka z Pekinu 2008
- Artur Partyka – lekkoatletyka, skok wzwyż,  brązowy medalista z Barcelony 1992,  srebrny medalista z Atlanty 1996, olimpijczyk z Seulu 1988
- Ryszard Parulski – szermierka,  srebrny medalista z Tokio 1964,  brązowy medalista z Meksyku 1968, olimpijczyk z Rzymu 1960
- Andrzej Pasek, jeździectwo, WKKW, olimpijczyk z Aten 2004
- Ryszard Pasiewicz – boks, olimpijczyk z Montrealu 1976
- Andrzej Pasiorowski – koszykówka, olimpijczyk z Meksyku 1968, Monachium 1972
- Stanisław Pastecki – hokej na lodzie, olimpijczyk z St.Moritz 1928
- Jacek Pastusiński – lekkoatletyka, olimpijczyk z Seulu 1988
- Jarosław Paszkiewicz – pięciobój nowoczesny, olimpijczyk z Rzymu 1960
- Romuald Paszkiewicz – siatkówka, olimpijczyk z Meksyku 1968
- Genowefa Patla – lekkoatletyka, olimpijka z Barcelony 1992
- Janusz Patrzykont – koszykówka, olimpijczyk z Berlina 1936
- Antoni Pawlak – podnoszenie ciężarów, olimpijczyk z Montrealu 1976, Moskwy 1980
- Marzena Pawlak – lekkoatletyka, olimpijka z Sydney 2000
- Wojciech Pawlak – kolarstwo torowe, olimpijczyk z Seulu 1988 i Barcelony 1992
- Elżbieta Pawlas – szermierka, olimpijka z Rzymu 1960 i Meksyku 1968
- Zygmunt Pawlas – szermierka,  srebrny medalista z Melbourne 156, olimpijczyk z Helsinek 1952
- Bartłomiej Pawełczak – wioślarstwo,  srebrny medalista z Pekinu 2008
- Irena Pawełczyk – saneczkarstwo, olimpijka z Innsbrucku 1964
- Mieczysław Pawełkiewicz – saneczkarstwo, olimpijczyk z Innsbrucku 1964
- Jan Pawlica – narciarstwo alpejskie, olimpijczyk z St.Moritz 1948
- Bronisław Pawlicki – hokej na trawie, olimpijczyk z Helsinek 1952
- Anna Pawlusiak – biegi narciarskie, olimpijka z Innsbrucku 1976
- Józef Pawlusiak – kombinacja norweska, olimpijczyk z Lake Placid 1980
- Stanisław Pawlusiak – skoki narciarskie, olimpijczyk z Lake Placid 1980
- Tadeusz Pawlusiak – skoki narciarskie, olimpijczyk z Sapporo 1972 i Innsbrucku 1976
- Jan Pawłowicz – lekkoatletyka, olimpijczyk z Moskwy 1980
- Hubert Pawłowski – strzelectwo, olimpijczyk z Moskwy 1980
- Janusz Pawłowski – judo, waga piórkowa,  brązowy medalista z Moskwy 1980,  srebrny medalista z Seulu 1988
- Jerzy Pawłowski – szermierka, szabla, sześciokrotny olimpijczyk: z Helsinek 1952 (bez medalu), Melbourne 1956  (srebrne medale indywidualnie i drużynowo), Rzymu 1960  (srebrny medal drużynowo), Tokio 1964  (brązowy medal drużynowo), Meksyku 1968,  (złoty medal indywidualnie) i Monachium 1972 (bez medalu)
- Jerzy Pawłowski – wioślarstwo, olimpijczyk z Tokio 1964 w czwórce ze sternikiem
- Łukasz Pawłowski – wioślarstwo,  srebrny medalista z Pekinu 2008
- Stanisław Pawłowski – zapasy, waga kogucia, olimpijczyk z Atlanty 1996
- Kazimierz Paździor – boks, waga lekka,  mistrz olimpijski z Rzymu 1960
- Roman Penczek – hokej na lodzie, olimpijczyk z Oslo 1952
- Zygfryd Perlicki – żeglarstwo, olimpijczyk z Kilonii 1972
- Wiesław Perszke – lekkoatletyka, olimpijczyk z Barcelony 1992
- Teodor Peterek – piłka nożna, napastnik, olimpijczyk z Berlina 1936
- Henryk Petrich – boks, waga półciężka,  brązowy medalista z Seulu 1988
- Marek Petrusewicz – pływanie, olimpijczyk z Helsinek 1952
- Alicja Pęczak – pływanie, olimpijka z Barcelony 1992, Atlanty 1996 i Sydney 2000
- Ryszard Pędrak – saneczkarstwo, olimpijczyk z Innsbrucku 1964
- Eugeniusz Pędzisz – strzelectwo, olimpijczyk z Meksyku 1968, Monachium 1972, Montrealu 1976 i Moskwy 1980
- Piotr Piasecki – jeździectwo, olimpijczyk z Barcelony 1992, Atlanty 1996
- Zbigniew Piątek – kolarstwo szosowe, olimpijczyk z Barcelony 1992 i Sydney 2000
- Maria Piątkowska – lekkoatletyka, olimpijka z Helsinek 1952, Rzymu 1960, Tokio 1964
- Wanda Piątkowska – wioślarstwo, olimpijka z Moskwy 1980
- Andrzej Piątkowski – szermierka,  srebrny medalista z Melbourne 1956,  srebrny medalista z Rzymu 1960,  brązowy medalista z Tokio 1964
- Edmund Piątkowski – lekkoatletyka, olimpijczyk z Rzymu 1960, Tokio 1964, Meksyku 1968
- Zenon Piątkowski – strzelectwo, olimpijczyk z Berlina 1936
- Ryszard Piec – piłka nożna, napastnik, olimpijczyk z Berlina 1936
- Barbara Piecha – saneczkarstwo, olimpijka z Sapporo 1972 i Innsbrucku 1976
- Michał Piecha – biathlon, olimpijczyk z Turynu 2006
- Jan Piecko – hokej na lodzie, olimpijczyk z Sarajewa 1984
- Danuta Piecyk – lekkoatletyka, olimpijka z Monachium 1972
- Marian Pieczka – gimnastyka sportowa, olimpijczyk z Montrealu 1976
- Marcin Piekarski – saneczkarstwo, olimpijczyk z Turynu 2006
- Piotr Piekarski – lekkoatletyka, olimpijczyk z Barcelony 1992
- Andrzej Piekoszewski – saneczkarstwo, olimpijczyk z Innsbrucku 1976
- Henryk Pielesiak – boks, waga papierowa, olimpijczyk z Moskwy 1980
- Krzysztof Pierwieniecki – boks, waga lekkopółśrednia, olimpijczyk z Monachium 1980
- Zbigniew Pierzynka – lekkoatletyka, olimpijczyk z Moskwy 1980
- Bogusława Pietkiewicz – skoki do wody, olimpijka z Meksyku 1968
- Stanisława Pietruszczak – łyżwiarstwo szybkie, olimpijczyk z Innsbrucku 1976
- Jerzy Pietrzak – strzelectwo, olimpijczyk z Seulu 1988, Barcelony 1992, Atlanty 1996 i Sydney 2000
- Jerzy Pietrzyk – lekkoatletyka,  srebrny medalista z Montrealu 1976 w sztafecie 4 × 100 m, olimpijczyk z Moskwy 1980
- Franciszka Pietrzykowska – tenis, olimpijka z Londynu 1908 w reprezentacji Austrii
- Zbigniew Pietrzykowski – boks,  brązowy medalista z Melbourne 1956, waga lekkośrednia,  srebrny medalista z Rzymu 1960, waga półciężka,  brązowy medalista z Tokio 1964, waga półciężka
- Tadeusz Piguła, szermierka, olimpijczyk z Moskwy 1980 i Seulu 1988
- Marta Pihan – gimnastyka sportowa, olimpijka z Pekinu 2008
- Ryszard Pilarczyk – lekkoatletyka, olimpijczyk z Sydney 2000
- Helena Pilejczyk – łyżwiarstwo szybkie,  brązowa medalistka z Squaw Valley 1960, olimpijka z Innsbrucku 1964
- Stanisław Piłat – boks, waga ciężka, olimpijczyk z Berlina 1936
- Katarzyna Piłocik – judo, olimpijka z Pekinu 2008
- Jan Pinczura – kajakarstwo, olimpijczyk z Moskwy 1980, Seulu 1988
- Andrzej Piotrowski – podnoszenie ciężarów, olimpijczyk z Seulu 1988
- Andrzej Piotrowski – biegi narciarskie, olimpijczyk z Albertville 1992
- Tadeusz Piotrowski – żeglarstwo, Kilonii 1972
- Zbigniew Piórkowski – boks, waga średnia, olimpijczyk z Melbourne 1956
- Józef Pisarski – boks, waga półśrednia, olimpijczyk z Berlina 1936
- Ewa Pisiewicz – lekkoatletyka, olimpijka z Seulu 1988
- Jerzy Piskun – koszykówka, olimpijczyk z Rzymu 1960 i Tokio 1964
- Marek Pisula – judo, olimpijczyk z Atlanty 1996
- Halina Pitoń – biathlon, olimpijka z Albertville 1992, Lillehammer 1994, Nagano 1998
- Paweł Piwko – piłka ręczna, olimpijczyk z Pekinu 2008
- Urszula Piwnicka – lekkoatletyka, olimpijka z Pekinu 2008
- Joanna Piwowarska – lekkoatletyka, olimpijka z Pekinu 2008
- Grzegorz Piwowarski – kolarstwo szosowe, olimpijczyk z Barcelony 1992
- Marek Plawgo – lekkoatletyka, olimpijczyk z Aten 2004 i Pekinu 2008
- Michalina Plekaniec – hokej na trawie, olimpijka z Moskwy 1980
- Daniel Pliński – piłka siatkowa, olimpijczyk z Pekinu 2008
- Andrzej Pluciński – koszykówka, olimpijczyk z Berlina 1936
- Witold Plutecki – kolarstwo szosowe, olimpijczyk z Moskwy 1980
- Marcin Płacheta – bobsleje, olimpijczyk z Turynu 2006
- Dariusz Płatek – hokej na lodzie, olimpijczyk z Albertville 1992
- Jerzy Pławczyk – lekkoatletyka, olimpijczyk z Los Angeles 1932 i Berlina 1936
- Jan Płonka – narciarstwo alpejskie, olimpijczyk z Oslo 1952
- Krzysztof Pływaczyk – biathlon, olimpijczyk z Turynu 2006
- Helmut Pniociński – piłka ręczna, olimpijczyk z Monachium 1972
- Marcin Pobuta – hokej na trawie, olimpijczyk z Sydney 2000
- Marcin Pochwała – kajakarstwo górskie, olimpijczyk z Pekinu 2008
- Tomasz Pochwała – skoki narciarskie, olimpijczyk z Salt Lake City 2002
- Stanisław Podgórski – kolarstwo torowe, olimpijczyk z Amsterdamu 1928
- Władysław Podgórski – biegi narciarskie, olimpijczyk z Innsbrucku 1976
- Mariusz Podkościelny – pływanie, olimpijczyk z Seulu 1988 i Barcelony 1992
- Wiesław Podobas – kolarstwo szosowe, olimpijczyk z Rzymu 1960
- Krzysztof Podsiadło – hokej na lodzie, olimpijczyk z Calgary 1988
- Grzegorz Polaczyk – kajakarstwo górskie, olimpijczyk z Aten 2004
- Mateusz Polaczyk – kajakarstwo górskie, olimpikczyk z Londyn 2012
- Ryszard Podlas – lekkoatletyka,  srebrny medalista z Montrealu 1976 w sztafecie 4 × 100 m
- Anna Podolec – piłka siatkowa, olimpijka z Pekinu 2008
- Lech Poklewski – żeglarstwo, olimpijczyk z Monachium 1972
- Ernest Pohl – piłka nożna, napastnik, olimpijczyk z Rzymu 1960
- Aleksander Polus – boks, waga piórkowa, olimpijczyk z Berlina 1936
- Bogdan Poniatowski – wioślarstwo, olimpijczyk z Rzymu 1960
- Katarzyna Ponikwia – biathlon, olimpijka z Turynu 2006
- Władysław Ponurski – lekkoatletyka, olimpijczyk ze Sztokholmu 1912 w reprezentacji Austrii
- Dariusz Popiela – kajakarstwo górskie, olimpijczyk z Pekinu 2008
- Katarzyna Popieluch – biegi narciarskie, olimpijka z Albertville 1992
- Radosław Popławski – lekkoatletyka, olimpijczyk z Aten 2004
- Jan Popowicz – łucznictwo, olimpijczyk z Montrealu 1976
- Julian Popowski – kolarstwo szosowe, olimpijczyk z Amsterdamu 1928
- Elżbieta Porzec – siatkówka  brązowa medalistka z Meksyku 1968
- Krzysztof Potaczek – gimnastyka sportowa, olimpijczyk z Moskwy 1980
- Wioletta Potępa – lekkoatletyka, olimpijka z Aten 2004, Pekinu 2008
- Edmund Potrzebowski – lekkoatletyka, olimpijczyk z Helsinek 1952
- Jerzy Potulicki – bobsleje, olimpijczyk z St. Moritz 1928
- Jerzy Potz – hokej na lodzie, olimpijczyk z Sapporo 1972, Innsbrucku 1976, Lake Placid 1980 i Calgary 1988
- Beata Predehl – koszykówka, olimpijka z Sydney 2000
- Beata Prei – podnoszenie ciężarów, olimpijka z Sydney 2000
- Jacek Proć – łucznictwo, olimpijczyk z Aten 2004 i Pekinu 2008
- Grażyna Prokopek – lekkoatletyka, olimpijka z Aten 2004, Pekinu 2008
- Ryszard Prostak – koszykówka, olimpijczyk z Moskwy 1980
- Adrian Przechewka – saneczkarstwo, olimpijczyk z Albertville 1992, Lillehammer 1994
- Andrzej Przeździecki – szermierka, olimpijczyk z Helsinek 1952
- Henryk Przeździecki – hokej na lodzie, olimpijczyk z Garmisch-Partenkirchen 1936 i St.Moritz 1948
- Piotr Przydział – kolarstwo szosowe, olimpijczyk z Sydney 2000
- Hanna Prusakowska – szermierka, olimpijka z Seulu 1988
- Maciej Pryczek – short-track, olimpijczyk z Nagano 1998
- Stanisław Przybylski – pięciobój nowoczesny, olimpijczyk z Rzymu 1960
- Józef Przybyła – skoki narciarskie, olimpijczyk z Innsbrucku 1964 i Grenoble 1968
- Ryszard Przybysz – piłka ręczna,  brązowy medalista igrzysk w Montrealu 1976
- Bogdan Przywarski – koszykówka, olimpijczyk z Rzymu 1960
- Małgorzata Pskit – lekkoatletyka, olimpijka z Aten 2004
- Andrzej Pstrokoński – koszykówka, olimpijczyk z Rzymu 1960, Tokio 1964
- Jan Pusty, lekkoatletyka, 110 m przez płotki, olimpijczyk z Moskwy 1980
- Andrzej Ptak – hokej na trawie, olimpijczyk z Rzymu 1960
- Jakub Puchow – skoki do wody, olimpijczyk z Meksyku 1968, Monachium 1972
- Mariusz Puzio – hokej na lodzie, olimpijczyk z Albertville 1992
- Janusz Pyciak-Peciak – pięciobój nowoczesny,  mistrz olimpijski z Montrealu 1976, olimpijczyk z Monachium 1972 i Moskwy 1980
- Monika Pyrek – lekkoatletyka, skok o tyczce, olimpijka z Sydney 2000, Aten 2004 i Pekinu 2008
- Henryk Pytel – hokej na lodzie, olimpijczyk z Innsbrucku 1976, Lake Placid 1980 i Sarajewa 1984

#### R
- Paweł Rabczewski – podnoszenie ciężarów, olimpijczyk z Moskwy 1980
- Grażyna Rabsztyn – lekkoatletyka, bieg na 100 m przez płotki, olimpijka z Monachium 1972, Montrealu 1976 i Moskwy 1980
- Zbigniew Rachwalski – hokej na trawie, olimpijczyk z Moskwy 1980
- Ludwik Raczyński – żeglarstwo, olimpijczyk z Meksyku 1968 i Tallinna 1980
- Zuzanna Radecka – lekkoatletyka, olimpijka z Sydney 2000 i Aten 2004
- Jaromir Radke – łyżwiarstwo szybkie, olimpijczyk z Albertville 1992 i Lillehammer 1994
- Przemysław Radkiewicz – lekkoatletyka, skok wzwyż, olimpijczyk z Atlanty 1996
- Andrzej Radomski – zapasy, olimpijczyk z Seulu 1988 i Barceliony 1992
- Katarzyna Radtke – lekkoatletyka, olimpijka z Barcelony 1992, Atlanty 1996 i Sydney 2000
- Agnieszka Radwańska – tenis ziemny, olimpijka z Pekinu 2008, Londynu 2012
- Urszula Radwańska – tenis ziemny, olimpijka z Londynu 2012
- Zbigniew Radziwonowicz – lekkoatletyka, olimpijczyk z Helsinek 1952 i Rzymu 1960
- Krzysztof Rafalak – jeździectwo, olimpijczyk z Seulu 1988
- Kamil Rajnert – jeździectwo, olimpijczyk z Aten 2004
- Józef Rajnisz – gimnastyka sportowa, olimpijczyk z Rzymu 1960
- Helena Rakoczy – gimnastyka sportowa,  brązowa medalistka z Melbourne 1956, olimpijka z Helsinek 1952
- Paweł Rańda – wioślarstwo,  srebrny medalista z Pekinu 2008
- Andrzej Rapacz – biathlon, olimpijczyk z Sapporo 1972 i Innsbrucku 1976
- Michał Rapcewicz – jeździectwo, olimpijczyk z Pekinu 2008
- Jan Raszka – kombinacja norweska, olimpijczyk z Cortiny d’Ampezzo 1956
- Rafał Ratajczyk – kolarstwo torowe, olimpijczyk z Pekinu 2008
- Anna Rechnio – łyżwiarka figurowa. Startowała na Igrzyskach w Lillehammer 1994 i Nagano 1998
- Stefania Reindl – gimnastyka sportowa, olimpijka z Helsinek 1952
- Antoni Reiter – judo, olimpijczyk z Montrealu 1976
- Wojciech Repsz – wioślarstwo, olimpijczyk z Monachium 1972
- Wojciech Reszko – judo, olimpijczyk z Moskwy 1980
- Józef Reszpondek – boks, waga kogucia, olimpijczyk z Monachium 1972
- Alfred Reul – kolarstwo torowe, olimpijczyk z Amsterdamu 1928
- Henryk Reyman – piłka nożna, olimpijczyk z Paryża 1924
- Leon Rękawek – zapasy, olimpijczyk z Paryża 1924
- Halina Richter – lekkoatletyka,  złota medalistka z Tokio 1964,  brązowa medalistka z Rzymu 1960, olimpijka z Melbourne 1956
- Karolina Riemen – skicross, olimpijka z Vancouver 2010
- Adam Robak – szermierka,  brązowy medalista z Moskwy 1980
- Jarosław Rodzewicz – szermierka,  srebrny medalista z Atlanty 1996
- Anna Rogowska – lekkoatletyka,  brązowa medalistka igrzysk w Atenach 2004, olimpijka z Pekinu 2008
- Artur Rogowski – strzelectwo, olimpijczyk z Monachium 1972
- Krzysztof Rogowski – jeździectwo, olimpijczyk z Seulu 1988
- Stanisław Rola – lekkoatletyka, olimpijczyk z Moskwy 1980
- Sławomir Romanowski – strzelectwo, olimpijczyk z Montrealu 1976 i Moskwy 1980
- Karol Rómmel – jeździec w reprezentacji Rosji (Sztokholm 1912), w reprezentacji Polski na olimpiadach w Paryżu 1924 w Amsterdamie w 1928,  brązowy medal w WKKW z 1928 r. w drużynie.
- Krzysztof Rojek – boks, olimpijczyk z Barcelony 1992
- Michał Rokicki – pływanie, olimpijczyk z Pekinu 2008
- Antoni Rokita – zapasy, olimpijczyk z Berlina 1936
- Aleksander Rokosa – gimnastyka sportowa, olimpijczyk z Rzymu 1960, Tokio 1964, Meksyku 1968
- Witold Roman – siatkówka, olimpijczyk z Atlanty 1996
- Radosław Romanik – kolarstwo szosowe, olimpijczyk z Aten 2004
- Edward Romanowski – lekkoatletyka, olimpijczyk z Meksyku 1968
- Stanisław Romik – strzelectwo, olimpijczyk z Rzymu 1960
- Danuta Rosani – lekkoatletyka, olimpijka z Montrealu 1976
- Małgorzata Rosiak – snowboard, olimpijka z Nagano 1998
- Wojciech Rosiński – koszykówka, olimpijczyk z Moskwy 1980
- Milena Rosner – piłka siatkowa, olimpijka z Pekinu 2008
- Alicja Rosolska – tenis ziemny, olimpijka z Pekinu 2008
- Antoni Rosołowicz – wioślarstwo, olimpijczyk Rzymu 1960
- Tomasz Rossa – skoki do wody, startował na Igrzyskach w Seulu 1988 (skoki z trampoliny)
- Anna Rostkowska – lekkoatletyka, olimpijka z Pekinu 2008
- Marek Roszczynialski – jeździectwo, olimpijczyk z Rzymu 1960
- Małgorzata Roszkowska – judo, olimpijka z Barcelony 1992 i Atlanty 1996
- Artur Rozalski – wioślarstwo, olimpijczyk z Aten 2004
- Henryk Rozmiarek – piłka ręczna,  brązowy medalista z Montrealu 1976, olimpijczyk z Monachium 1972 i Moskwy 1980
- Aleksander Rozmus – skoki narciarskie, olimpijczyk z St.Moritz 1928
- Grażyna Różańska – wioślarstwo, olimpijka z Moskwy 1980
- Włodzimierz Różański – hokej na trawie, olimpijczyk z Rzymu 1960
- Roman Rożek – boks, olimpijczyk z Monachium 1972
- Małgorzata Różycka – pływanie, olimpijka z Moskwy 1980
- Janusz Różycki – szermierka,  srebrny medalista z Tokio 1964, olimpijczyk z Rzymu 1960
- Józef Rubiś – biegi narciarskie, biathlon, olimpijczyk z Cortiny d’Ampezzo 1956 i Innsbrucku 1964
- Małgorzata Ruchała – biegi narciarskie, olimpijka z Albertville 1992, Lillehammer 1994, Nagano 1998
- Wiesław Rudkowski – boks,  srebrny medalista igrzysk w Monachium 1972, olimpijczyk z Meksyku 1968
- Wojciech Rudy – piłka nożna,  srebrny medalista igrzysk w Montrealu 1976
- Tadeusz Rut – lekkoatletyka,  brązowy medalista z Rzymu 1960, olimpijczyk z Melbourne 1956, Tokio 1964
- Łukasz Rutkowski – skoki narciarskie, olimpijczyk z Vancouver 2010
- Roman Rutkowski – żeglarstwo, olimpijczyk z Monachium 1972
- Tadeusz Rutkowski – podnoszenie ciężarów,  brązowy medalista igrzysk w Montrealu 1976 i  brązowy medalista igrzysk w Moskwie 1980
- Wojciech Rutkowski – siatkówka, olimpijczyk z Meksyku 1968
- Mirosław Rybaczewski – siatkówka,  złoty medalista z Montrealu 1976
- Radosław Rybak – piłka siatkowa, olimpijczyk z Aten 2004
- Anna Rybicka – szermierka,  srebrna medalistka igrzysk w Sydney 2000, olimpijka z Atlanty 1996
- Jerzy Rybicki – boks,  złoty medalista z Montrealu 1976,  brązowy medalista z Moskwy 1980
- Maciej Rychta – kajakarstwo górskie, olimpijczyk z Monachium 1972
- Małgorzata Rydz – lekkoatletyka, olimpijka z Barcelony 1992 i Atlanty 1996
- Wojciech Rydz – szermierka, olimpijczyk z Helsinek 1952
- Kazimiera Rykowska – lekkoatletyka, olimpijka z Rzymu 1960
- Jacek Rylski – wioślarstwo, olimpijczyk z Monachium 1972
- Wiesława Ryłko – hokej na trawie, olimpijka z Moskwy 1980
- Roman Rynkiewicz – kajakarstwo, olimpijczyk z Pekinu 2008
- Agnieszka Rysiukiewicz – lekkoatletyka, olimpijka z Sydney 2000
- Piotr Rysiukiewicz – lekkoatletyka, olimpijczyk z Atlanty 1996, Sydney 2000 i Aten 2004
- Józef Rysula, biegi narciarskie, olimpijczyk z Squaw Valley 1960, Innsbrucku 1964 i Grenoble 1968
- Erwina Ryś-Ferens – łyżwiarstwo szybkie, olimpijka z Innsbrucku 1976, Lake Placid 1980, Sarajewa 1984 i Calgary 1988
- Mariusz Rytkowski – podnoszenie ciężarów, olimpijczyk z Sydney 2000
- Mirosław Rzepkowski – strzelectwo, skeet,  srebrny medalista z Atlanty 1996
- Andrzej Rżany – boks, olimpijczyk z Barcelony 1992, Sydney 2000 i Aten 2004

#### S
- Roman Sabiński – hokej na lodzie, olimpijczyk z Lake Placid 1932
- Tadeusz Sachs – hokej na lodzie, rezerwowy bramkarz podczas igrzysk olimpijskich w Lake Placid 1932
- Bartłomiej Saczuk – kolarstwo torowe, olimpijczyk z Sydney 2000
- Karolina Sadalska – kajakarstwo, olimpijka z Aten 2004
- Włodzimierz Sadalski – siatkówka,  złoty medalista z Montrealu 1976
- Urszula Sadkowska – judo, olimpijka z Pekinu 2008
- Magdalena Sadłecka – kolarstwo górskie, olimpijka z Aten 2004
- Milena Sadurek – piłka siatkowa, olimpijka z Pekinu 2008
- Mirosława Sagun – strzelectwo, olimpijka z Barcelony 1992, Sydney 2000, Pekinu 2008
- Andrzej Sajkowski – lekkoatletyka, olimpijczyk z Moskwy 1980
- Andrzej Salamon – pływanie, olimpijczyk z Rzymu 1960
- Gabriel Samolej – hokej na lodzie, olimpijczyk z Sarajewa 1984, Calgary 1988 i Albertville 1992
- Janusz Sałach – kolarstwo torowe, olimpijczyk z Moskwy 1980
- Jerzy Sandera – kajakarstwo górskie, olimpijczyk z Atlanty 1996
- Adam Sandurski – zapasy,  brązowy medalista z Moskwy 1980, olimpijczyk z Seulu 1988
- Grzegorz Sarata – kajakarstwo górskie, olimpijczyk z Barcelony 1992
- Mirosława Sarna – lekkoatletyka, olimpijka z Meksyku 1968
- Paweł Sarna – kajakarstwo górskie, olimpijczyk z Pekinu 2008
- Mateusz Sawrymowicz – pływanie, olimpijczyk z Pekinu 2008
- Marek Sąsiadek – snowboard, olimpijczyk z Salt Lake City 2002
- Felicja Schabińska – lekkoatletyka, olimpijka z Los Angeles 1932
- Fryderyk Scherfke – piłka nożna (napastnik), olimpijczyk z Berlina 1936
- Jerzy Schindler – narciarstwo alpejskie, olimpijczyk z St.Moritz 1948
- Edward Schwarzer – wioślarstwo, olimpijczyk z Helsinek 1952
- Zbigniew Schwarzer – wioślarstwo, olimpijczyk z Helsinek 1952, Melbourne 1956
- Władysław Segda – szermierka,  brązowy medalista z Amsterdamu 1928,  brązowy medalista z Los Angeles 1932
- Jolanta Sekulak – hokej na trawie, olimpijka z Moskwy 1980
- Elwira Seroczyńska – łyżwiarstwo szybkie,  srebrna medalistka z Squaw Valley 1960, olimpijka z Innsbrucku 1964
- Adam Seroczyński – kajakarstwo,  brązowy medalista z Sydney 2000, olimpijczyk z Aten 2004, Pekinu 2008
- Ryszard Seruga – kajakarstwo górskie, olimpijczyk z Monachium 1972
- Andrzej Seweryn – koszykówka, olimpijczyk z Monachium 1972
- Marek Seweryn – podnoszenie ciężarów,  brązowy medalista z Moskwy 1980, olimpijczyk z Seulu 1988
- Jerzy Siankiewicz – hokej na trawie, olimpijczyk z Helsinek 1952
- Janusz Sidło – lekkoatletyka,  srebrny medalista z Melbourne 1956, olimpijczyk z Helsinek 1952, Rzymu 1960, Tokio 1964, Meksyku 1968
- Zygmunt Siedlecki – lekkoatletyka, olimpijczyk z Los Angeles 1932
- Andrzej Sieledcow – strzelectwo, olimpijczyk z Monachium 1972
- Lucyna Siejka – hokej na trawie, olimpijka z Moskwy 1980
- Mariusz Siembida – pływanie, olimpijczyk z Atlanty 1996, Sydney 2000
- Krzysztof Siemion – podnoszenie ciężarów,  srebrny medal na igrzyskach w 1992 w Barcelonie w kategorii 82,5 kg, olimpijczyk z Seulu 1988 i Sydney 2000
- Romuald Siemionow – strzelectwo, olimpijczyk z Montrealu 1976 i Moskwy 1980
- Krzysztof Sieńko – bobsleje, olimpijczyk z Nagano 1998 i Salt Lake City 2002
- Juliusz Sieradzki – żeglarstwo, uczestnik igrzysk olimpijskich w Berlinie 1936 na jachcie typu R-6 Danuta
- Klara Sierońska-Kostrzewa – gimnastyka sportowa, olimpijka z Berlina 1936
- Cezary Siess – szermierka,  brązowy medalista z Barcelony 1992, olimpijczyk z Seulu 1988
- Bartosz Sikora – pływanie, olimpijczyk z Atlanty 1996
- Dariusz Sikora – hokej na lodzie, olimpijczyk z Lake Placid 1980
- Tomasz Sikora – biathlon, Lillehammer 1994, Nagano 1998, Salt Lake City 2002,  wicemistrz olimpijski w Igrzystkach Olimpijskich Turyn 2006, Vancouver 2010
- Andrzej Sikorski – kolarstwo torowe, olimpijczyk z Seulu 1988
- Krystian Sikorski – hokej na lodzie, olimpijczyk z Sarajewa 1984, Calgary 1988
- Melania Sinoracka – lekkoatletyka, olimpijka z Londynu 1948
- Artur Siódmiak – piłka ręczna, olimpijczyk z Pekinu 2008
- Jan Sitek – hokej na trawie, olimpijczyk z Moskwy 1980
- Hubert Sitko – hokej na lodzie, olimpijczyk z Innsbrucku 1964
- Krzysztof Sitkowski – koszykówka, olimpijczyk z Rzymu 1960 i Tokio 1964
- Marek Sitnik – zapasy, olimpijczyk z Sydney 2000 i Aten 2004
- Mariusz Siudek – łyżwiarstwo figurowe, Nagano 1998, Salt Lake City 2002, Turyn 2006
- Agnieszka Siwek – lekkoatletyka, olimpijka z Seulu 1988
- Tadeusz Siwek – siatkówka, olimpijczyk z Meksyku 1968
- Rafał Skarbek-Malczewski – snowboard, olimpijczyk z Turynu 2006
- Ryszard Skarbiński – żeglarstwo, olimpijczyk z Tallinna 1980
- Hilary Skarżyński – hokej na lodzie, olimpijczyk z St. Moritz 1948, Oslo 1952 i Cortiny d’Ampezzo 1956
- Delfina Skąpska – szermierka, olimpijka z Moskwy 1980
- Piotr Skierski – tenis stołowy, olimpijczyk z Barcelony 1992
- Ryszard Skwarski – kajakarstwo, olimpijczyk z Melbourne 1956 i Rzymu 1960
- Aleksander Skiba – siatkówka, olimpijczyk z Meksyku 1968
- Janina Skirlińska – gimnastyka sportowa, olimpijka z Berlina 1936
- Kamilla Składanowska – szermierka, olimpijka z Meksyku 1968, Monachium 1972, Montrealu 1976, Moskwy 1980
- Jan Skoczylas – jeździectwo, olimpijczyk z Monachium 1972
- Anna Skolarczyk – pływanie, olimpijka z Montrealu 1976
- Kamila Skolimowska – rzut młotem,  mistrzyni olimpijska Sydney 2000, olimpijka z Aten 2004, Pekinu 2008
- Jerzy Skolimowski – wioślarstwo,   srebrny i brązowy medalista z Los Angeles 1932, olimpijczyk z Amsterdamu 1928 i Berlina 1936
- Robert Skolimowski – podnoszenie ciężarów, Moskwy 1980
- Edward Skorek – siatkówka,  złoty medalista z Montrealu 1976, olimpijczyk z Meksyku 1968 i Monachium 1972
- Katarzyna Skorupa – piłka siatkowa, olimpijka z Pekinu 2008
- Leszek Skorupa – podnoszenie ciężarów, olimpijczyk z Montrealu 1976
- Henryk Skowronek – podnoszenie ciężarów, olimpijczyk z Helsinek 1952
- Ryszard Skowronek – lekkoatletyka, olimpijczyk z Monachium 1972 i Montrealu 1976
- Joanna Skowroń – kajakarstwo, olimpijka z Sydney 2000 i Aten 2004
- Joanna Skowrońska – gimnastyka sportowa, olimpijka z Sydney 2000
- Katarzyna Skowrońska-Dolata – piłka siatkowa, olimpijka z Pekinu 2008
- Andrzej Skowroński – wioślarstwo, olimpijczyk z Moskwy 1980
- Zbigniew Skowroński – bobsleje, olimpijczyk z Cortiny d’Ampezzo 1956
- Augustyn Skórski – hokej na lodzie, olimpijczyk z Innsbrucku 1964
- Grzegorz Skrzecz – boks, olimpijczyk z Moskwy 1980
- Paweł Skrzecz – boks,  srebrny medalista z Moskwy 1980
- Andrzej Skrzydlewski – zapasy,  brązowy medalista igrzysk w Montrealu 1976, olimpijczyk z Monachium 1972
- Arkadiusz Skrzypaszek – pięciobój nowoczesny, ,  dwukrotny mistrz olimpijski z Barcelony 1992, olimpijczyk z Seulu 1988
- Hubert Skrzypczak – boks,  brązowy medalista z Meksyku 1968
- Marian Skubacz – zapasy, olimpijczyk z Seulu 1988
- Stanisław Skupień – biegi narciarskie, olimpijczyk z Lake Placid 1932
- Wojciech Skupień – skoki narciarskie, olimpijczyk z Lillehammer 1994, Nagano 1998 i Salt Lake City 2002
- Stanisław Skwira – pięciobój nowoczesny, olimpijczyk z Monachium 1972
- Henryka Słomczewska-Nowak – lekkoatletyka, olimpijka z Londynu 1948
- Łukasz Słonina – biathlon, olimpijczyk z Soczi 2014
- Andrzej Słowakiewicz – hokej na lodzie, olimpijczyk z Innsbrucku 1976
- Józef Słowakiewicz – hokej na lodzie, olimpijczyk z Sapporo 1972
- Aleksander Słuczanowski – hokej na lodzie, olimpijczyk z St.Moritz 1928
- Zygmunt Smalcerz – podnoszenie ciężarów,  złoty medalista z Monachium 1972, olimpijczyk z Montrealu 1976
- Adam Smelczyński – strzelectwo,  srebrny medalista z Melbourne 1956, olimpijczyk z Rzymu 1960, Tokio 1964, Meksyku 1968, Monachium 1972, Montrealu 1976
- Joanna Smolarek – lekkoatletyka, olimpijka z Seulu 1988
- Rafał Smoliński – wioślarstwo, olimpijczyk z Sydney 2000 i Aten 2004
- Włodzimierz Smoliński – zapasy, olimpijczyk z Rzymu 1960
- Jan Smyrak – kolarstwo szosowe, olimpijczyk z Monachium 1972
- Dariusz Snarski – boks, olimpijczyk z Barcelony 1992
- Jerzy Snoppek – boks, olimpijczyk z Amsterdamu 1928
- Katarzyna Snopko – gimnastyka sportowa, olimpijka z Moskwy 1980
- Marcin Sobala – szermierka, olimpijczyk z Sydney 2000
- Szymon Sobala – gimnastyka sportowa, olimpijczyk z Helsinek 1952
- Małgorzata Sobańska – lekkoatletyka, olimpijka z Atlanty 1996 i Aten 2004
- Anna Sobczak – szermierka, olimpijka z Seulu 1988 i Barcelony 1992
- Franciszek Sobczak – szermierka, olimpijczyk z Meksyku 1968
- Paweł Sobczak – hokej na trawie, olimpijczyk z Sydney 2000
- Ryszard Sobczak – szermierka,  srebrny medalista z Atlanty 1996,  brązowy medalista z Barcelony 1992, olimpijczyk z Sydney 2000
- Paweł Sobek – piłka nożna, olimpijczyk z Helsinek 1952
- Jerzy Sobera – hokej na lodzie, olimpijczyk z Albertville 1992
- Czesław Sobieraj – kajakarstwo, olimpijczyk z Londynu 1948
- Małgorzata Sobieraj – łucznictwo, olimpijka z Aten 2004, Pekinu 2008
- Antoni Sobik – szermierka, olimpijczyk z Berlina 1936, Londynu 1948
- Arkadiusz Sobkowiak – wioślarstwo, olimpijczyk z Sydney 2000
- Edmund Sobkowiak – boks, olimpijczyk z Berlina 1936
- Piotr Sobotta – lekkoatletyka, olimpijczyk z Rzymu 1960
- Aleksandra Socha – szermierka, olimpijka z Aten 2004, Pekinu 2008
- Andrzej Socharski – strzelectwo, olimpijczyk z Montrealu 1976
- Andrzej Sokołowski – piłka ręczna,  brązowy medalista z Montrealu 1976, olimpijczyk z Monachium 1972
- Kazimierz Sokołowski – hokej na lodzie, olimpijczyk z Lake Placid 1932 i Garmisch-Partenkirchen 1936
- Beata Sokołowska-Kulesza – kajakarstwo, ,  brązowa medalistka igrzysk w Sydney 2000 i w Atenach 2004
- Tadeusz Sokołowski – jeździectwo, olimpijczyk z Berlina 1936
- Jerzy Solarz – gimnastyka sportowa, olimpijczyk z Helsinek 1952
- Andrzej Sołoducha – kajakarstwo, olimpijczyk z Barcelony 1992
- Andrzej Sołtan-Pereświat – wioślarstwo, olimpijczyk z Amsterdamu 1928
- Maria Sołtan – szermierka, olimpijka z Helsinek 1952
- Andrzej Sontag – lekkoatletyka, olimpijczyk z Montrealu 1976
- Teresa Soroka – wioślarstwo, olimpijka z Moskwy 1980
- Alfred Sosgórnik – lekkoatletyka, olimpijczyk z Rzymu 1960, Tokio 1964
- Barbara Sosgórnik – lekkoatletyka, olimpijka z Rzymu 1960
- Krzysztof Sosna – biathlon, olimpijczyk z Albertville 1992
- Lucjan Sosnowski – zapasy, olimpijczyk z Rzymu 1960, Tokio 1964
- Stanisław Sośnicki – lekkoatletyka, olimpijczyk z Paryża 1924
- Arkadiusz Sowa – lekkoatletyka, maraton, olimpijczyk z Pekinu 2008
- Leon Sperling – piłka nożna – olimpijczyk z Paryża 1924
- Paweł Spisak – jeździectwo, olimpijczyk z Aten 2004, Pekinu 2008
- Maksym Spodyriew – olimpijczyk z Pjongczangu 2018
- Marian Spojda – piłka nożna, olimpijczyk z Paryża 1924
- Artur Społowicz – jeździectwo, olimpijczyk z Atlanty 1996 oraz Pekinu 2008
- Grzegorz Sposób – lekkoatletyka, olimpijczyk z Aten 2004
- Zbigniew Spruch – kolarstwo szosowe, olimpijczyk z Atlanty 1996, Sydney 2000
- Bartosz Sroga – wioślarstwo, olimpijczyk z Barcelony 1992
- Rafał Sroka – hokej na lodzie, olimpijczyk z Albertville 1992
- Elżbieta Stachurska – lekkoatletyka, olimpijka z Moskwy 1980
- Rajmund Stachurski – strzelectwo, olimpijczyk z Meksyku 1968, Monachium 1972
- Witold Stachurski – boks, olimpijczyk z Meksyku 1968, Monachium 1972
- Maria Stadnicka – wioślarstwo, olimpijka z Montrealu 1976
- Ryszard Stadniuk – wioślarstwo,  brązowy medalista z Moskwy 1980, olimpijczyk z Montrealu 1976
- Marian Standowicz – judo, olimpijczyk z Montrealu 1976
- Ryszard Staniek – piłka nożna,  srebrny medalista z Barcelony 1992
- Danuta Stanisławska – hokej na trawie, olimpijka z Moskwy 1980
- Włodzimierz Stanisławski – hokej na trawie, olimpijczyk z Moskwy 1980
- Michał Staniszewski – kajakarstwo górskie,  srebrny medalista z Sydney 2000, olimpijczyk z Barcelony 1992 i Atlanty 1996
- Zdzisław Staniul – żeglarstwo, olimpijczyk z Barcelony 1992 i Atlanty 1996
- Czesław Stanjek – zapasy, olimpijczyk z Montrealu 1976
- Tomasz Stankiewicz – kolarstwo, wyścig torowy na dystansie 4 km, 5:23,0 min,  (zespołowo srebrny medal w Paryżu 1924)
- Agnieszka Stanuch – kajakarstwo górskie, olimpijka z Aten 2004, Pekinu 2008
- Jerzy Stanuch – kajakarstwo górskie, olimpijczyk z Monachium 1972
- Olgierd Stański – lekkoatletyka, rzut dyskiem, olimpijczyk z Sydney 2000
- Przemysław Stańczyk – pływanie, olimpijczyk z Aten 2004, Pekinu 2008
- Tomasz Stańczyk – żeglarstwo, olimpijczyk z Sydney 2000 i Aten 2004
- Agnieszka Staroń – strzelectwo, olimpijka z Aten 2004, Pekinu 2008
- Adam Starostka – lekkoatletyka, olimpijczyk z Moskwy 1980
- Łukasz Starowicz – snowboard, olimpijczyk z Nagano 1998
- Wacław Starzyński – kolarstwo szosowe, olimpijczyk z Berlina 1936
- Zdzisław Starzyński – hokej na trawie, olimpijczyk z Helsinek 1952
- Marcin Starzak – lekkoatletyka, skok w dal, olimpijczyk z Pekinu 2008
- Grażyna Staszak – szermierka, olimpijka z Montrealu 1976
- Jan Staszel – biegi narciarskie, olimpijczyk z Sapporo 1972, Innsbrucku 1976
- Alfred Staszewicz – szermierka, olimpijczyk z Berlina 1936
- Dorota Agnieszka Staszewska – żeglarstwo, windsurfing olimpijka z Atlanta 1996
- Ewelina Staszulonek – saneczkarstwo, olimpijka z Turynu 2006, Vancouver 2010
- Szymon Staśkiewicz – pięciobój nowoczesny, olimpijczyk z Londynu 2012, Rio de Janeiro 2016
- Zdobysław Stawczyk – lekkoatletyka, olimpijczyk z Helsinek 1952
- Edward Stawiarz – lekkoatletyka, olimpijczyk z Meksyku 1968, Monachium 1972
- Kornelia Stawicka – pływanie, olimpijka z Seulu 1988
- Michał Stawowski – wioślarstwo, olimpijczyk z Aten 2004, Pekinu 2008
- Alfons Stawski – boks, olimpijczyk z Monachium 1972
- Roman Steblecki – hokej na lodzie, olimpijczyk z Calgary 1988
- Marek Stebnicki – hokej na lodzie, olimpijczyk z Calgary 1988
- Władysław Stecyk – zapasy,  srebrny medalista z igrzysk w Moskwie w 1980, olimpijczyk z Montrealu 1976 i Seulu 1988
- Andrzej Stefanek – pięciobój nowoczesny, olimpijczyk z Aten 2004
- Józef Stefaniak – hokej na lodzie, olimpijczyk z Innsbrucku 1964
- Krzysztof Stefaniak – strzelectwo, olimpijczyk z Moskwy 1980
- Tomasz Stefaniszyn – piłka nożna (bramkarz), olimpijczyk z Helsinek 1952 i Rzymu 1960
- Zenon Stefaniuk – boks, waga kogucia, olimpijczyk z Melbourne 1956
- Józef Stefański – kolarstwo szosowe, olimpijczyk z Amsterdamu 1928
- Włodzimierz Stefański – siatkówka,  złoty medalista z Montrealu 1976, olimpijczyk z Monachium 1972
- Stanisław Stefański – żeglarstwo, olimpijczyk z Monachium 1972
- Grzegorz Stellak – wioślarstwo,  brązowy medalista z igrzysk w Moskwy 1980, olimpijczyk z Monachium 1972
- Andrzej Stelmach – siatkówka, olimpijczyk z Atlanty 1996 i Aten 2004
- Krzysztof Stelmach – siatkówka, olimpijczyk z Atlanty 1996
- Anna Stera-Kustusz – biathlon, olimpijka z Lillehammer 1994, Nagano 1998 i Salt Lake City 2002
- Andrzej Stępień – lekkoatletyka, olimpijczyk z Moskwy 1980
- Marek Stępień – szermierka, szpada, olimpijczyk z Barcelony 1992
- Piotr Stępień – zapasy, styl wolny,  wicemistrz olimpijski z Barcelony 1992
- Kamil Stoch – skoki narciarskie, olimpijczyk z Turynu 2006, Vancouver 2010,   dwukrotny złoty medalista z Soczi 2014 w konkursach indywidualnych
- Tomasz Stocki – żeglarstwo, olimpijczyk z Moskwy 1980
- Józef Stogowski – hokej na lodzie, olimpijczyk z St.Moritz 1928, Lake Placid 1932 i Garmisch-Partenkirchen 1936
- Paweł Stok – koszykówka, olimpijczyk z Berlina 1936
- Zdzisław Stolarski – zapasy, olimpijczyk z Monachium 1972
- Jan Stopczyk – hokej na lodzie, olimpijczyk z Sarajewa 1984, Calgary 1988
- Czesława Stopka – biegi narciarskie, olimpijka z Innsbrucku 1964
- Danuta Straszyńska – lekkoatletyka, olimpijka z Meksyku 1968, Monachium 1972
- Jacek Streich – wioślarstwo,  brązowy medalista igrzysk w Barcelonie 1992, olimpijczyk z Seulu 1988 i Atlanty 1996
- Grzegorz Strouhal – strzelectwo, olimpijczyk z Monachium 1972
- Jerzy Strzałka – szermierka, olimpijczyk z Rzymu 1960
- Mariusz Strzałka – szermierka,  srebrny medalista z Moskwy 1980
- Mieczysław Strzałka – gimnastyka sportowa, olimpijczyk z Monachium 1972
- Marceli Strzykalski – piłka nożna, olimpijczyk z Rzymu 1960
- Roman Stupnicki – hokej na lodzie, olimpijczyk z Garmisch-Partenkirchen 1936
- Zdzisław Styczeń – piłka nożna, olimpijczyk z Paryża 1924
- Stanisław Styrczula – biathlon, olimpijczyk z Innsbrucku 1964
- Jan Such – siatkówka, olimpijczyk z Monachium 1972
- Jan Kazimierz Suchorzewski – strzelectwo, olimpijczyk z Berlina 1936
- Dominik Sucheński – lekkoatletyka, olimpijczyk z Helsinek 1952
- Grzegorz Sudoł – lekkoatletyka, olimpijczyk z Aten 2004 i Pekinu 2008
- Krzysztof Sujka – kolarstwo szosowe, olimpijczyk z Montrealu 1976 i Moskwy 1980
- Teresa Sukniewicz – lekkoatletyka, olimpijka z Meksyku 1968
- Joanna Sulej – łyżwiarstwo figurowe, olimpijka z Vancouver 2010
- Krzysztof Supowicz – kajakarstwo, olimpijczyk z Aten 2004
- Andrzej Supron – zapasy, styl klasyczny,  wicemistrz olimpijski Moskwa 1980, uczestnik igrzysk w Monachium 1972 i Montrealu 1976
- Eliza Surdyka – biegi narciarskie, olimpijka z Nagano 1998
- Marian Suski – szermierka,  brązowy medalista z Los Angeles 1932, olimpijczyk z Berlina 1936
- Leszek Suski – szermierka, olimpijczyk z Helsinek 1952
- Czesław Suszczyk – piłka nożna (pomocnik), olimpijczyk z Helsinek 1952
- Agata Suszka – biathlon, olimpijka z Albertville 1992, Lillehammer 1994 i Nagano 1998
- Robert Sycz – wioślarstwo,  dwukrotny mistrz olimpijski (2000, 2004)
- Stanisław Swatowski – lekkoatletyka, olimpijczyk z Rzymu 1960 i Tokio 1964
- Leszek Swornowski – Szermierka,  srebrny medalista z Moskwy 1980, olimpijczyk z Montrealu 1976
- Ludwik Synowiec – hokej na lodzie, olimpijczyk z Lake Placid 1980 i Sarajewa 1984
- Ewa Synowska – pływanie, olimpijka z Barcelony 1992
- Marian Sypniewski – szermierka,  brązowy medalista z Moskwy 1980,  brązowy medalista z Barcelony 1992, olimpijczyk z Seulu 1988
- Andrzej Sypytkowski – kolarstwo,  srebrny medalista z Seulu 1988 w jeździe drużynowej na szosie, olimpijczyk z Barcelony 1992
- Grażyna Syrek – lekkoatletyka, olimpijka z Aten 2004
- Anna Szafraniec – kolarstwo górskie, olimpijka z Aten 2004
- Katarzyna Szafrańska – narciarstwo alpejskie, olimpijka z Calgary 1988
- Artur Szafrański – łyżwiarstwo szybkie, olimpijczyk z Lillehammer 1994
- Marcin Szafrański – narciarstwo alpejskie, olimpijczyk z Albertville 1992 i Lillehammer 1994
- Andrzej Szal – hokej na lodzie, olimpijczyk z Innsbrucku 1964
- Józef Szajba – żeglarstwo, olimpijczyk z Berlina 1936
- Zbigniew Szajewski – zapasy, olimpijczyk z Berlina 1936 i Helsinek 1952
- Andrzej Szajna – gimnastyka sportowa, olimpijczyk z Monachium 1972, Montrealu 1976, Moskwy 1980
- Tadeusz Szamrej – strzelectwo, olimpijczyk z Atlanty 1996
- Leszek Szarejko – saneczkarstwo, olimpijczyk z Albertville 1992 i Lillehammer 1994
- Andrzej Szarmach – piłka nożna, napastnik,  srebrny medalista z Montrealu 1976
- Józef Szawara – wioślarstwo, olimpijczyk z Paryża 1924
- Karolina Szczepaniak – pływanie, olimpijka z Pekinu 2008
- Stanisław Szczepaniak – biathlon, olimpijczyk z Innsbrucku 1964, Grenoble 1968
- Władysław Szczepaniak – piłka nożna, olimpijczyk z Berlina 1936
- Andrzej Szczepaniec – hokej na lodzie, olimpijczyk z Sapporo 1972
- Jan Szczepański – boks, waga lekka,  złoty medalista z Monachium 1972
- Aneta Szczepańska – judo,  srebrna medalistka z Atlanty 1996
- Magdalena Szczepańska – lekkoatletyka, olimpijka z Aten 2004
- Bernard Szczepański – zapasy, olimpijczyk z Monachium 1972
- Henryk Szczepański – piłka nożna, olimpijczyk z Rzymu 1960
- Zbigniew Szczepkowski – kolarstwo torowe, olimpijczyk z Montrealu 1976
- Kazimierz Szczerba – boks,  brązowy medalista igrzysk w Montrealu 1976 i  brązowy medalista igrzysk w Moskwie 1980
- Robert Szczerbaniuk – piłka siatkowa, olimpijczyk z Aten 2004
- Lidia Szczerbińska – gimnastyka sportowa,  brązowa medalistka z Melbourne 1956
- Janusz Szczerkowski – lekkoatletyka, olimpijczyk Moskwy 1980
- Łukasz Szczurek – biathlon, olimpijczyk z Vancouver 2010
- Maria Szeliga – łucznictwo, olimpijka z Moskwy 1980
- Kazimierz Szempliński – szermierka, olimpijczyk z Berlina 1936
- Aleksander Szenajch – lekkoatletyka, olimpijczyk z Paryża 1924
- Karol Szenajch – hokej na lodzie, olimpijczyk z St.Moritz 1928
- Irena Szewińska – lekkoatletyka,  trzykrotna mistrzyni olimpijska: Tokio 1964 – sztafeta 4 × 100 m, Meksyk 1968 – 200 m, Montreal 1976 – 400 m;  dwukrotna srebrna medalistka: Tokio 1964 – 200 m, skok w dal;  dwukrotna brązowa medalistka: Meksyk 1968 – 100 m, Monachium 1972 – 200 m; uczestniczka igrzysk olimpijskich w Moskwie 1980
- Stefan Szelestowski – lekkoatletyka, olimpijczyk z Paryża 1924 i Amsterdamu 1928
- Zdzisław Szlapkin – lekkoatletyka, olimpijczyk z Seulu 1988
- Henryk Szlązak – zapasy, olimpijczyk z Berlina 1936
- Stanisław Szlendak – hokej na lodzie, olimpijczyk z Oslo 1952
- Mirosław Szłapka – jeździectwo, olimpijczyk z Moskwy 1980
- Sławomir Szmal – piłka ręczna, olimpijczyk z Pekinu 2008
- Edward Szmidt – lekkoatletyka, olimpijczyk z Melbourne 1956
- Józef Szmidt – lekkoatletyka,  dwukrotny mistrz olimpijski w trójskoku z Rzymu 1960 i Tokio 1964
- Tomasz Szmidt – hokej na trawie, olimpijczyk z Sydney 2000
- Sylwester Szmyd – kolarstwo szosowe, olimpijczyk z Aten 2004
- Rafał Sznajder – szermierka, olimpijczyk z Atlanty 1996, Sydney 2000, Aten 2004
- Engelbert Szolc – piłka ręczna, olimpijczyk z Monachium 1972
- Zygfryd Szołtysik – piłka nożna,  złoty medalista z Monachium 1972
- Jacek Szopiński – hokej na lodzie, olimpijczyk z Calgary 1988
- Robert Szopiński – hokej na lodzie, olimpijczyk z Sarajewa 1984, Calgary 1988 i Albertville 1992
- Henryk Szordykowski – lekkoatletyka, olimpijczyk z Meksyku 1968, Monachium 1972
- Kazimierz Szosland – jeździectwo,  srebrny medalista z Paryża 1924
- Henryk Szost, lekkoatletyka, maraton, olimpijczyk z Pekinu 2008
- Edward Szostak – koszykówka, olimpijczyk z Berlina 1936
- Stanisław Szostecki – zapasy, olimpijczyk z Barcelony 1992
- Katarzyna Szotyńska – żeglarstwo, olimpijka z Pekinu 2008
- Stanisław Szozda – kolarstwo,  dwukrotny wicemistrz olimpijski w drużynowym wyścigu szosowym w Monachium 1972 i Montrealu 1976
- Ryszard Szparak – lekkoatletyka, olimpijczyk z Moskwy 1980
- Sławomira Szpek – strzelectwo, olimpijka z Pekinu 2008
- Jan Szpunar – biathlon, olimpijczyk z Innsbrucku 1976
- Lejzor Ilja Szrajbman – pływanie, olimpijczyk z Berlina 1936
- Krzysztof Szramiak – podnoszenie ciężarów, olimpijczyk z Aten 2004, Pekinu 2008
- Andrzej Sztolf – skoki narciarskie, olimpijczyk z Innsbrucku 1964
- Zdzisław Szubski – kajakarstwo, olimpijczyk z Moskwy 1980
- Agnieszka Szuchnicka – szermierka, olimpijka z Barcelony 1992
- Rafał Szukała – pływanie,  srebrny medalista igrzysk w Barcelonie 1992, olimpijczyk z Seulu 1988 i Atlanty 1996
- Rafał Szukiel – żeglarstwo, olimpijczyk z Pekinu 2008
- Ryszard Szurkowski – kolarstwo,  dwukrotny wicemistrz olimpijski w drużynowym wyścigu szosowym w Monachium 1972 i Montrealu 1976
- Władysław Szuszkiewicz – kajakarstwo,  brązowy medalista z Monachium 1972, uczestnik olimpiad w Tokio 1964 i Meksyku 1968
- Eulalia Szwajkowska – lekkoatletyka, olimpijka z Helsinek 1952
- Zuzanna Szwed – łyżwiarka figurowa, startowała w Albertville 1992
- Irena Szydłowska – łucznictwo,  srebrna medalistka z Monachium 1972 olimpijka z Montrealu 1976
- Stanisława Szydłowska – kajakarstwo, olimpijka z Meksyku 1968, Monachium 1972
- Sławosz Szydłowski – lekkoatleta, olimpijczyk z Paryża 1924
- Antoni Szymanowski – piłka nożna,  złoty medalista z Monachium 1972,  srebrny medalista z Montrealu 1976
- Wojciech Szymańczyk – łucznictwo, olimpijczyk z Montrealu 1976
- Krystyna Szymańska-Lara – koszykówka, olimpijka z Sydney 2000
- Jan Szymański – zapasy, olimpijczyk z Moskwy 1980
- Jan Szymański – łyżwiarstwo szybkie,  brązowy medalista z Soczi 2014
- Józef Szymański – bobsleje, olimpijczyk z Cortiny d’Ampezzo 1956
- Andrzej Szymczak – piłka ręczna,  brązowy medalista z Montrealu 1976, olimpijczyk z Monachium 1972
- Krzysztof Szymczak – żeglarstwo, olimpijczyk z Monachium 1972
- Paweł Szymczak – łucznictwo, olimpijczyk z Atlanty 1996
- Ryszard Szymczak – piłka nożna,  złoty medalista z Monachium 1972
- Franciszek Szymczyk – kolarstwo, wyścig torowy na dystansie 4 km, 5:23,0 min,  (zespołowo srebrny medal w Paryżu 1924)
- Jerzy Szymczyk – siatkówka, olimpijczyk z Meksyku 1968
- Edward Szymkowiak – piłka nożna (bramkarz), olimpijczyk z Helsinek 1952, Rzymu 1960
- Tomasz Szymkowiak – lekkoatletyka, bieg na 3000 m z przeszkodami, olimpijczyk z Pekinu 2008
- Franciszek Szymura – boks, waga półciężka, olimpijczyk z Londynu 1948
- Mariusz Szyszko – siatkówka, olimpijczyk z Atlanty 1996

#### Ś
- Tomasz Ścigaczewski – lekkoatletyka, olimpijczyk z Sydney 2000
- Ryszard Ścigalski – zapasy, olimpijczyk z Moskwy 1980
- Edward Ścigała – podnoszenie ciężarów, olimpijczyk z Helsinek 1952
- Janusz Ślązak – wioślarstwo,   srebrny i brązowy medalista z Los Angeles 1932, olimpijczyk z Amsterdamu 1928 i Berlina 1936
- Grzegorz Śledziewski – kajakarstwo, olimpijczyk z Monachium 1972, Monachium 1976 i Moskwy 1980
- Michał Śliwiński – kajakarstwo, olimpijczyk z Aten 2004
- Barbara Ślizowska – gimnastyka artystyczna, dwukrotna olimpijka Helsinki 1952 i Melbourne 1956,  brązowa medalistka z 1956 w ćwiczeniach z przyborem drużynowo
- Rafał Śliż – skoki narciarskie, olimpijczyk z Turynu 2006
- Alfons Ślusarski – wioślarstwo, olimpijczyk z Tokio 1964, Meksyku 1968, Monachium 1972, Montrealu 1976
- Tadeusz Ślusarski – lekkoatletyka, skok o tyczce, trzykrotny olimpijczyk: (Monachium 1972,  złoty medal w Montrealu 1976,  srebrny medal w Moskwie 1980)
- Zbigniew Ślusarski – wioślarstwo, olimpijczyk z Montrealu 1976
- Tadeusz Śliwak – lekkoatletyka, olimpijczyk z Berlina 1936
- Krzysztof Śmigiel – siatkówka, olimpijczyk z Atlanty 1996
- Władysław Śmigielski – hokej na trawie, olimpijczyk z Rzymu 1960
- Cezary Śmiglak – pływanie, olimpijczyk z Monachium 1972 i Montrealu 1976
- Henryk Średnicki – boks, olimpijczyk z Montrealu 1976 i Moskwy 1980.
- Andrzej Świątek – hokej na lodzie, olimpijczyk z Calgary 1988
- Tomasz Świątek – wioślarstwo, olimpijczyk z Seulu 1988
- Władysław Świątek – strzelectwo, olimpijczyk z Paryża 1924
- Iga Świątek – tenis ziemny,  brązowa medalistka z Paryża 2024
- Jan Świątkowski – wioślarstwo, olimpijczyk z Helsinek 1952
- Tadeusz Świcarz – hokej na lodzie, olimpijczyk z Oslo 1952
- Dariusz Świerczewski – koszykówka, olimpijczyk z Rzymu 1960
- Piotr Świerczewski – piłka nożna (pomocnik),  srebrny medalista igrzysk olimpijskich w Barcelonie 1992
- Stefania Świerzy – gimnastyka sportowa, olimpijka z Helsinek 1952
- Stanisław Świętochowski – lekkoatletyka, olimpijczyk z Paryża 1924
- Alojzy Świderek – siatkówka, olimpijczyk z Monachium 1972
- Sebastian Świderski – siatkówka, olimpijczyk z Aten 2004, Pekinu 2008
- Andrzej Świerczyński – lekkoatletyka, olimpijczyk z Montrealu 1976
- Tomasz Świst – łyżwiarstwo szybkie, olimpijczyk z Nagano 1998 i Salt Lake City 2002
- Andrzej Świstak – hokej na lodzie, olimpijczyk z Albertville 1992
- Adam Świtek – boks, olimpijczyk z Paryża 1924
- Paweł Świętek – gimnastyka sportowa, olimpijczyk z Helsinek 1952

#### T
- Leopold Tajner – narciarstwo klasyczne, olimpijczyk z St. Moritz 1948 i Oslo 1952
- Tomisław Tajner – skoki narciarskie, olimpijczyk z Salt Lake City 2002
- Władysław Tajner – skoki narciarskie, olimpijczyk z Cortiny d’Ampezzo 1956 i Squaw Valley 1960
- Marian Tałaj – judo,  brązowy medalista z Montrealu 1976 (waga lekka), olimpijczyk z Monachium 1972 (waga piórkowa)
- Grzegorz Targoński – łucznictwo, olimpijczyk z Sydney 2000
- Katarzyna Teodorowicz – tenis ziemny, olimpijka z Barcelony 1992
- Romuald Thomas – wioślarstwo, olimpijczyk z Helsinek 1952
- Andrzej Tkacz – hokej na lodzie, bramkarz, olimpijczyk z Sapporo 1972 i Innsbrucku 1976
- Wojciech Tkacz – hokej na lodzie, olimpijczyk z Albertville 1992
- Grzegorz Tkaczyk – piłka ręczna, olimpijczyk z Pekinu 2008
- Roman Tkaczyk – gimnastyka sportowa, olimpijczyk z Montrealu 1976
- Dorota Tlałka – narciarstwo alpejskie, olimpijka z Sarajewa 1984 i Calgary 1988
- Małgorzata Tlałka – narciarstwo alpejskie, olimpijka z Sarajewa 1984 i Calgary 1988
- Tomasz Tłuczyński – piłka ręczna, olimpijczyk z Pekinu 2008
- Zbigniew Tłuczyński – piłka ręczna, olimpijczyk z Moskwy 1980
- Piotr Tobolski – wioślarstwo, olimpijczyk z Moskwy 1980
- Rudolf Toboła – zapasy, olimpijczyk z Helsinek 1952
- Leszek Tokarz – hokej na lodzie, olimpijczyk z Sapporo 1972
- Wiesław Tokarz – hokej na lodzie, olimpijczyk z Sapporo 1972
- Zofia Tokarczyk – łyżwiarstwo szybkie – olimpijka z Sarajewa 1984
- Antoni Tołkaczewski – pływanie, olimpijczyk z Helsinek 1952
- Henryk Tomanek – zapasy, olimpijczyk z Montrealu 1976
- Adam Tomasiak – wioślarstwo,  brązowy medalista z Moskwy 1980, olimpijczyk z Montrealu 1976
- Mirosław Tomasik – hokej na lodzie, olimpijczyk z Albertville 1992
- Jan Tomaszewski – piłka nożna, bramkarz,  srebrny medalista z Montrealu 1976
- Agnieszka Tomczak – wioślarstwo, olimpijka z Sydney 2000
- Ryszard Tomczyk – boks, waga piórkowa, olimpijczyk z Monachium 1972
- Tomasz Tomiak – wioślarstwo,  brązowy medal na igrzyskach olimpijskich w Barcelonie 1992
- Zdzisław Tomyślak – kajakarstwo, olimpijczyk z Monachium 1972
- Andrzej Tomza – strzelectwo, olimpijczyk z Rzymu 1960
- Krzysztof Topór – biathlon, olimpijczyk z Lillehammer 1994 i Salt Lake City 2002
- Leszek Tórz – hokej na trawie, olimpijczyk z Moskwy 1980
- Jerzy Tracz – pływanie, olimpijczyk z Rzymu 1960
- Józef Tracz – zapasy,  brązowy medalista z Seulu 1988  srebrny medalista z Barcelony 1992  brązowy medalista z Atlanty 1996
- Mieczysław Tracz – zapasy, olimpijczyk z Seulu 1988
- Dariusz Trafas – lekkoatletyka, olimpijczyk z Sydney 2000
- Andrzej Trajda – strzelectwo, olimpijczyk z Monachium 1972 i Montrealu 1976
- Kazimierz Trampisz – piłka nożna, napastnik, olimpijczyk z Helsinek 1952
- Włodzimierz Trams – koszykówka, olimpijczyk z Meksyku 1968
- Maria Trebunia – biegi narciarskie, olimpijka z Innsbrucku 1976
- Lucjan Trela – boks, waga ciężka, olimpijczyk z Meksyku 1968
- Józef Trenkwald – jeździectwo,  brązowy medalista z Amsterdamu 1928
- Daniel Trojanowski – wioślarstwo, olimpijczyk z Aten 2004, Pekinu 2008
- Tadeusz Trojanowski – zapasy,  brązowy medalista z Rzymu 1960
- Wojciech Trojanowski – lekkoatletyka, olimpijczyk z Amsterdamu 1928
- Zdzisław Trojanowski – hokej na lodzie, olimpijczyk z Oslo 1952
- Wojciech Truchan – biathlon, olimpijczyk z Innsbrucku 1976
- Radosław Truszkowski – zapasy, olimpijczyk z Aten 2004
- Krzysztof Trybusiewicz – pięciobój nowoczesny, olimpijczyk z Montrealu 1976
- Aurelia Trywiańska-Kollasch – lekkoatletyka, olimpijka z Aten 2004, Pekinu 2008
- Henryk Trzciński – wioślarstwo, olimpijczyk z Moskwy 1980
- Mariusz Trzciński – wioślarstwo, olimpijczyk z Moskwy 1980
- Bronisław Trzebunia – narciarstwo alpejskie, olimpijczyk z Innsbrucku 1964
- Teresa Trzebunia – biegi narciarskie, olimpijka z Innsbrucku 1964
- Janusz Trzepizur – lekkoatletyka, olimpijczyk z Moskwy 1980
- Elżbieta Trześniewska – koszykówka, olimpijka z Sydney 2000
- Zbigniew Tulin – lekkoatletyka, olimpijczyk z Aten 2004
- Aleksander Tupalski – hokej na lodzie, olimpijczyk z St.Moritz 1928
- Walter Turczyk – lekkoatletyka, olimpijczyk z Berlina 1936
- Ludwik Turowski – kolarstwo torowe, olimpijczyk z Amsterdamu 1928
- Marian Turowski – kolarstwo torowe, olimpijczyk z Seulu 1988
- Jerzy Twardokens – szermierka, olimpijczyk z Helsinek 1952
- Marek Twardowski – kajakarstwo, olimpijczyk z Aten 2004 oraz Pekinu 2008
- Ryszard Twardowski – hokej na trawie, olimpijczyk z Monachium 1972
- Ryszard Tylewski – kajakarstwo, olimpijczyk z Montrealu 1976
- Karolina Tymińska – lekkoatletyka, olimpijka z Pekinu 2008
- Wojciech Tyszyński – kajakarstwo, olimpijczyk z Pekinu 2008

#### U
- Łukasz Uhma – gimnastyka sportowa, olimpijczyk z Montrealu 1976
- Andrzej Ujwary – hokej na lodzie, olimpijczyk z Lake Placid 1980 i Sarajewa 1984
- Jerzy Ulczyński – wioślarstwo, olimpijczyk z Monachium 1972 i Montrealu 1976
- Stanisław Urban – wioślarstwo,  brązowy medalista z Los Angeles 1932 w czwórkach ze sternikiem, olimpijczyk z Amsterdamu 1928
- Leszek Urbanowicz – siatkówka, olimpijczyk z Atlanty 1996
- Elżbieta Urbańczyk – kajakarstwo, olimpijka z Seulu 1988, Barcelony 1992, Atlanty 1996 i Sydney 2000
- Marcin Urbaś – lekkoatletyka, olimpijczyk z Sydney 2000 i Aten 2004
- Anna Uryniuk – pływanie, olimpijka z Barcelony 1992, Atlanty 1996 i Sydney 2000
- Jerzy Ustupski – wioślarstwo,  brązowy medalista z Berlina 1936 w dwójkach podwójnych
- Stanisław Ustupski – kombinacja norweska, olimpijczyk z Albertville 1992 i Lillehammer 1994
- Maciej Ustynowicz – łyżwiarstwo szybkie, olimpijczyk z Turynu 2006, Vancouver 2010
- Aleksandra Uścińska – taekwondo, olimpijka z Aten 2004

#### V
- Roger Verey – wioślarstwo,  brązowy medalista z Berlina 1936 w dwójkach podwójnych

#### W
- Ryszard Wach – pięciobój nowoczesny, olimpijczyk z Monachium 1972
- Przemysław Wacha – badminton, olimpijczyk z Aten 2004 i Pekinu 2008
- Włodzimierz Wachowicz – piłka ręczna, olimpijczyk z Monachium 1972
- Jan Wadas – boks, olimpijczyk z Meksyku 1968
- Piotr Wadecki – kolarstwo szosowe. olimpijczyk z Sydney 2000
- Hubert Jerzy Wagner – siatkówka, olimpijczyk z Meksyku 1968
- Stanisław Wagner – lekkoatletyka, olimpijczyk z Monachium 1972
- Jadwiga Wajsówna – lekkoatletyka,  srebrna medalistka z Berlina 1936,  brązowa medalistka z Los Angeles 1932, olimpijka z Londynu 1948
- Piotr Wala – skoki narciarskie, olimpijczyk z Innsbrucku 1964
- Wojciech Wala – zapasy, olimpijczyk z Seulu 1988
- Tadeusz Walasek – boks,  srebrny medalista z Rzymu 1960,  brązowy medalista z Tokio 1964, olimpijczyk z Melbourne 1956
- Zofia Walasek – lekkoatletyka, olimpijka z Rzymu 1960
- Stanisława Walasiewicz – lekkoatletyka,  złota medalistka z Los Angeles 1932,  srebrna medalistka z Berlina 1936
- Krzysztof Walencik – zapasy, olimpijczyk z Barcelony 1992
- Mirosław Waligóra – piłka nożna,  srebrny medalista z Barcelony 1992
- Daniela Walkowiak – kajakarstwo,  brązowa medalistka z Rzymu 1960, olimpijka z Melbourne 1956, Tokio 1964
- Mariusz Walkowiak – kajakarstwo, olimpijczyk z Barcelony 1992
- Witold Walo – zapasy, olimpijczyk z Moskwy 1980
- Filip Walotka – lekkoatletyka, olimpijczyk z Sydney 2000
- Janusz Waluś – skoki narciarskie, olimpijczyk z Innsbrucku 1976
- Tomasz Wałdoch – piłka nożna,  srebrny medalista z igrzysk w Barcelonie 1992
- Igor Warabida – pięciobój nowoczesny, olimpijczyk z Atlanty 1996, Sydney 2000
- Ewa Borkowska-Wasilewska – łyżwiarstwo szybkie, olimpijka z Albertville 1992 i Lillehammer 1994
- Konrad Wasielewski – wioślarstwo,  złoty medalista z Pekinu 2008 (czwórki podwójne)
- Jan Wasiewicz – piłka nożna, olimpijczyk z Berlina 1936
- Eugeniusz Waszkiewicz – strzelectwo, olimpijczyk z Paryża 1924
- Daniel Waszkiewicz – piłka ręczna, olimpijczyk z Moskwy 1980
- Artur Waś – łyżwiarstwo szybkie, olimpijczyk z Turynu 2006
- Henryk Wawrowski – piłka nożna,  srebrny medalista z Montrealu 1976
- Piotr Wawryniuk – jeździectwo, olimpijczyk z Meksyku 1968, Monachium 1972
- Zenon Ważny – lekkoatletyka, olimpijczyk z Helsinek 1952, Melbourne 1956
- Wanda Wąsowska – jeździectwo, olimpijka z Moskwy 1980
- Grzegorz Wdowiak – wioślarstwo, olimpijczyk z Atlanty 1996
- Stefan Wegnerski – hokej na trawie, olimpijczyk z Monachium 1972
- Zygfryd Weinberg – lekkoatletyka, olimpijczyk z Helsinek 1952
- Fedor Weinschenck – narciarstwo alpejskie, olimpijczyk z Garmisch-Partenkirchen 1936
- Katarzyna Weiss – kajakarstwo, olimpijka z Seulu 1988
- Zygmunt Weiss – lekkoatletyka, olimpijczyk z Paryża 1924 i Amsterdamu 1928
- Wilhelm Weistand – lekkoatletyka, olimpijczyk z Meksyku 1968
- Daniel Wełna – kajakarstwo, olimpijczyk z Montrealu 1976 i Moskwy 1980
- Barbara Wenta – wioślarstwo, olimpijka z Montrealu 1976
- Anna Werblińska – siatkówka, olimpijka z Pekinu 2008 (jeszcze pod panieńskim nazwiskiem Barańska)
- Jan Werner –  srebrny medalista z Montrealu 1976, olimpijczyk z Meksyku 1968 i Monachium 1972
- Krzysztof Wesołowski – lekkoatletyka, olimpijczyk z Moskwy 1980
- Teresa Weyna – łyżwiarstwo figurowe, olimpijka z Innsbrucku 1976
- Justyn Węglorz – koszykówka, olimpijczyk z Moskwy 1980
- Jakub Węgrzynkiewicz – skoki narciarskie, olimpijczyk z Oslo 1952
- Marcin Wichary – piłka ręczna, olimpijczyk z Pekinu 2008
- Janusz Wichowski – koszykówka, olimpijczyk z Rzymu 1960, Tokio 1964
- Marceli Wiech – szermierka, olimpijczyk z Montrealu 1976
- Wanda Wiecha – siatkówka,  brązowa medalistka z Meksyku 1968
- Antoni Wieczorek – skoki narciarskie, olimpijczyk z Oslo 1952
- Henryk Wieczorek – piłka nożna,  srebrny medalista z Montrealu 1976
- Mariusz Wieczorek – kajakarstwo górskie, olimpijczyk z Aten 2004
- Anna Wielebnowska – koszykówka, olimpijka z Sydney 2000
- Sławomir Wieloch – hokej na lodzie, olimpijczyk z Albertville 1992
- Adam Wiercioch – szermierka,  srebrny medalista z Pekinu 2008 (szpada drużynowo)
- Elżbieta Wierniuk – skoki do wody, olimpijka z Meksyku 1968, Monachium 1972
- Rafał Wieruszewski – lekkoatletyka, olimpijczyk z Pekinu 2008
- Stanisław Wierzbicki – wioślarstwo, olimpijczyk z Moskwy 1980
- Jacek Wierzchowiecki – jeździectwo, olimpijczyk z Monachium 1972 i Moskwy 1980
- Agnieszka Wieszczek-Kordus – zapasy,  brązowa medalistka z Pekinu 2008
- Stanisław Wieśniak – wioślarstwo, olimpijczyk z Helsinek 1952
- Maksymilian Więcek – hokej na lodzie, olimpijczyk z St.Moritz 1948
- Irena Więckowska – szermierka, olimpijka z Pekinu 2008
- Mirosław Więckowski – saneczkarstwo, olimpijczyk z Sapporo 1972 i Innsbrucku 1976
- Marcin Wika – siatkówka, olimpijczyk z Pekinu 2008
- Sylwester Wilczek – hokej na lodzie, olimpijczyk z Innsbrucku 1964
- Mieczysław Wilczewski – kolarstwo szosowe. olimpijczyk z Rzymu 1960
- Stanisław Wilczyński – narciarstwo klasyczne, olimpijczyk z St.Moritz 1928
- Jadwiga Wilejto – łucznictwo, olimpijka z Monachium 1972, Montrealu 1976, Moskwy 1980
- Katarzyna Wilk – pływanie, olimpijka z Pekinu 2008
- Wioletta Wilk – badminton, olimpijka z Barcelony 1992
- Krzysztof Wiłkomirski – judo, olimpijczyk z Aten 2004 i Pekinu 2008
- Michał Winiarski – siatkówka, olimpijczyk z Pekinu 2008
- Konrad Winkler – szermierka, olimpijczyk z Paryża 1924
- Marek Wisła – kajakarstwo, olimpijczyk z Moskwy 1980
- Joanna Wiśniewska – lekkoatletyka, olimpijka z Aten 2004 i Pekinu 2008
- Jan Wiktor Wiśniewski – piłka nożna, olimpijczyk z Helsinek 1952
- Józef Wiśniewski – hokej na lodzie, olimpijczyk z Innsbrucku 1964
- Leon Wiśniewski – hokej na trawie, olimpijczyk z Rzymu 1960
- Mieczysław Zygmunt Wiśniewski – piłka nożna, olimpijczyk z Paryża 1924
- Ryszard Witke – narciarstwo – olimpijczyk z Innsbrucku 1964 i Grenoble 1968
- Grażyna Witkowska – gimnastyka sportowa, olimpijka z Meksyku 1968
- Marek Witkowski – kajakarstwo,  brązowy medalista igrzysk w Sydney 2000, olimpijczyk z Atlanty 1996
- Szczepan Witkowski – narciarstwo klasyczne, olimpijczyk z Chamonix 1924
- Mariusz Wlazły – siatkówka, olimpijczyk z Pekinu 2008
- Sylwia Wlaźlak – koszykówka, olimpijka z Sydney 2000
- Anita Włodarczyk – lekkoatletyka, rzut młotem, olimpijka z Pekinu 2008,  złota medalistka z Londynu 2012,  złota medalistka z Rio de Janeiro 2016
- Anna Włodarczyk – szermierka, olimpijka z Helsinek 1952
- Anna Włodarczyk – lekkoatletyka, olimpijka z Moskwy 1980
- Urszula Włodarczyk – lekkoatletyka, olimpijka z Barcelony 1992, Atlanty 1996 i Sydney 2000
- Marta Włodkowska – pływanie, olimpijka z Barcelony 1992
- Krzysztof Włosik – łucznictwo, olimpijczyk z Moskwy 1980
- Maja Włoszczowska – kolarstwo górskie,  srebrna medalistka z Pekinu 2008, olimpijka z Aten 2004
- Gerard Wodarz – piłka nożna, olimpijczyk z Berlina 1936
- Marian Wodziański – wioślarstwo, olimpijczyk z Amsterdamu 1928
- Leszek Wodzyński – lekkoatletyka, olimpijczyk z Monachium 1972
- Mirosław Wodzyński – lekkoatletyka, olimpijczyk z Monachium 1972
- Paweł Woicki – siatkówka, olimpijczyk z Pekinu 2008
- Julia Wojciechowska – gimnastyka sportowa, olimpijka z Berlina 1936
- Adam Wojciechowski – wioślarstwo, olimpijczyk z Aten 2004
- Andrzej Wojciechowski – boks, olimpijczyk z Melbourne 1956
- Michał Wojciechowski – wioślarstwo, olimpijczyk z Sydney 2000
- Ziemowit Wojciechowski – szermierka, olimpijczyk z Montrealu 1976
- Mieczysław Wojczak – piłka ręczna,  brązowy medalista z Montrealu 1976, olimpijczyk z Moskwy 1980
- Edward Wojda – zapasy, olimpijczyk z Meksyku 1968, Monachium 1972
- Krzysztof Wojdan – judo, olimpijczyk z Atlanty 1996
- Artur Wojdat – pływanie,  brązowy medalista z Seulu 1988, olimpijczyk z Barcelony 1992
- Zdzisław Wojdylak – hokej na trawie, olimpijczyk z Helsinek 1952 i Rzymu 1960
- Jerzy Wojnar – saneczkarstwo, olimpijczyk z Innsbrucku 1964 i Grenoble 1968
- Janusz Wojnarowicz – judo, olimpijczyk z Pekinu 2008
- Jan Wojnowski – podnoszenie ciężarów, olimpijczyk z Meksyku 1968, Monachium 1972
- Władysław Wojtakajtis – pływanie, olimpijczyk z Meksyku 1968, Monachium 1972
- Jan Wojtas – biathlon, olimpijczyk z Albertville 1992 i Lillehammer 1994
- Tadeusz Wojtas – kolarstwo szosowe, olimpijczyk z Moskwy 1980
- Anna Wojtaszek – lekkoatletyka, olimpijka z Melbourne 1956, Rzymu 1960, Tokio 1964
- Ewa Wojtaszek – kajakarstwo, olimpijka z Moskwy 1980
- Małgorzata Wojtkowiak – szermierka, olimpijka z Pekinu 2008
- Henryk Wojtynek – hokej na lodzie, olimpijczyk z Lake Placid 1980
- Adam Wolff – żeglarstwo, olimpijczyk z Amsterdamu 1928
- Barbara Wolnicka – szermierka,  srebrna medalistka z Sydney 2000 i olimpijka z Barcelony 1992 i Atlanty 1996
- Dariusz Wolny – pływanie, olimpijczyk z Moskwy 1980
- Ryszard Wolny – zapasy,  złoty medalista igrzysk w Atlanty 1996, olimpijczyk z Seulu 1988, Barcelony 1992, Sydney 2000, Aten 2004
- Robert Wolski – lekkoatletyka, olimpijczyk z Aten 2004
- Sergiusz Wołczaniecki – podnoszenie ciężarów,  medal na igrzyskach w Barcelonie 1992 w kategorii 90 kg
- Bronisław Wołkowicz – judo, olimpijczyk z Atlanty 1996
- Andrzej Wołkowski – hokej na lodzie, olimpijczyk z Garmisch-Partenkirchen 1936
- Stanisław Wołodko – lekkoatletyka, olimpijczyk z Montrealu 1976
- Monika Wołowiec – skeleton, olimpijka z Turynu 2006
- Marian Woronin – lekkoatletyka,  srebrny medalista z Moskwy 1980, olimpijczyk z Montrealu 1976
- Łukasz Woszczyński – kajakarstwo, olimpijczyk z Aten 2004
- Witold Woyda – szermierka, ,  dwukrotny złoty medalista z Monachium 1972,  srebrny medalista z Tokio 1964,  brązowy medalista z Meksyku 1968, olimpijczyk z Rzymu 1960
- Jerzy Woyna Orlewicz – narciarstwo alpejskie, olimpijczyk z Innsbrucku 1964
- Marian Woyna Orlewicz – narciarstwo klasyczne, olimpijczyk z Garmisch-Partenkirchen 1936
- Michał Woysym-Antoniewicz – jeździectwo,   srebrny i brązowy medalista z Amsterdamu 1928
- Jerzy Jan Woźniak – piłka nożna, olimpijczyk z Rzymu 1960
- Katarzyna Woźniak – łyżwiarstwo szybkie,  brązowa medalistka z Vancouver 2010,  srebrna medalistka z Soczi 2014
- Paweł Woźniak – lekkoatletyka, olimpijczyk z Barcelony 1992
- Waldemar Woźniak – gimnastyka sportowa, olimpijczyk z Moskwy 1980
- Zbigniew Woźnicki – kolarstwo torowe. olimpijczyk z Moskwy 1980
- Jerzy Wójcik – szermierka, olimpijczyk z Londynu 1948
- Aleksandra Wójcik – gimnastyka artystyczna, olimpijka z Aten 2004
- Jolanta Wójcik – lekkoatletyka, olimpijka z Pekinu 2008
- Rafał Wójcik – lekkoatletyka, olimpijczyk z Sydney 2000
- Andrzej Wójs – kajakarstwo górskie, olimpijczyk z Atlanty 1996 i Sydney 2000
- Łukasz Wójt – pływanie, olimpijczyk z Pekinu 2008
- Tomasz Wójtowicz – siatkówka,  złoty medalista z Montrealu 1976, olimpijczyk z Moskwy 1980
- Roman Wrocławski – zapasy, olimpijczyk z Seulu 1988
- Aleksander Wrona – hokej na trawie, olimpijczyk z Monachium 1972
- Zdzisław Wrona – kolarstwo szosowe. olimpijczyk z Seulu 1988
- Andrzej Wroński – zapasy,  złoty medalista z Seulu 1988,  złoty medalista z Atlanty 1966, olimpijczyk z Barcelony 1992
- Agata Wróbel – podnoszenie ciężarów,  srebrna medalistka z igrzysk w Sydney 2000,  brązowa medalistka igrzysk Ateny 2004
- Adolf Wróbel – hokej na lodzie, olimpijczyk z Cortiny d’Ampezzo 1956
- Alfred Wróbel – hokej na lodzie, olimpijczyk z Oslo 1952 i Cortiny d’Ampezzo 1956
- Antoni Wróbel – hokej na lodzie, olimpijczyk z Oslo 1952
- Leon Wróbel – żeglarstwo, olimpijczyk z Moskwy 1980
- Stanisław Wróblewski – zapasy, olimpijczyk z Moskwy 1980
- Jan Wrzosek – strzelectwo, olimpijczyk z Berlina 1936
- Jacek Wszoła – lekkoatletyka,  złoty medalista z Montrealu 1976,  srebrny medalista z Moskwy 1980
- Jerzy Wujecki – żeglarstwo, olimpijczyk z Tallinna 1980
- Jerzy Wybieralski – hokej na trawie, olimpijczyk z Moskwy 1980
- Józef Wybieralski – hokej na trawie, olimpijczyk z Monachium 1972
- Krzysztof Wybieralski – hokej na trawie, olimpijczyk z Sydney 2000
- Łukasz Wybieralski – hokej na trawie, olimpijczyk z Sydney 2000
- Jan Wypiorczyk – zapasy, olimpijczyk z Meksyku 1968, Monachium 1972
- Małgorzata Wysocka – kolarstwo szosowe, olimpijka z Aten 2004
- Adam Wysocki – kajakarstwo, olimpijczyk z Atlanty 1996, Sydney 2000, Aten 2004, Pekinu 2008
- Barbara Wysoczańska – szermierka,  brązowa medalistka z Moskwy 1980, olimpijka z Montrealu 1976
- Błażej Wyszkowski – żeglarstwo, olimpijczyk z Monachium 1972

#### X
- Xu Jie – tenis stołowy, olimpijka z Pekinu 2008

#### Z
- Andrzej Zabawa – hokej na lodzie, olimpijczyk z Innsbrucku 1976, Lake Placid 1980 i Sarajewa 1984
- Jerzy Zabielski – szermierka,  brązowy medalista z Amsterdamu 1928 w szabli drużynowo, olimpijczyk z Paryża 1924
- Wojciech Zabłocki – szermierka,  srebrny medalista z Melbourne 1956 i z  Rzym 1960,  brązowy medalista z Tokio 1964 (wszystkie w szabli drużynowo), olimpijczyk z Helsinek 1952
- Teodor Zaczyk – szermierka, olimpijczyk z Berlna 1936 i Londynu 1948
- Małgorzata Zadura – lekkoatletyka, rzut młotem, olimpijka z Pekinu 2008
- Liliana Zagacka – lekkoatletyka, trójskok, olimpijka z Aten 2004
- Ewa Zagata – narciarstwo alpejskie, olimpijka z Albertville 1992
- Józef Zagor – jeździectwo, olimpijczyk z Moskwy 1980
- Dorota Zagórska – łyżwiarstwo figurowe, Nagano 1998 i Salt Lake City 2002, Turynu 2006
- Paweł Zagumny – siatkówka, olimpijczyk z Atlanty 1996, Aten 2004 i Pekinu 2008
- Sergiusz Zahorski – jeździectwo, olimpijczyk z Sztokholmu 1912 w reprezentacji Rosji
- Karol Zając – narciarstwo alpejskie, olimpijczyk z Garmisch-Partenkirchen 1936
- Czesław Zając – strzelectwo, olimpijczyk z Rzymu 1960
- Aleksander Zajączkowski – zapasy, olimpijczyk z Montrealu 1976
- Antoni Zajkowski – judo,  srebrny medalista z Monachium 1972
- Eulalia Zakrzewska – Rolińska – strzelectwo, karabin standard, olimpijka z Meksyku 1968 i Monachium 1972
- Jan Zakrzewski – lekkoatletyka, 3000 m z przeszk., olimpijczyk z Aten 2004
- Bogdan Zalewski – wioślarstwo, olimpijczyk z Aten 2004
- Janusz Zalewski – żeglarstwo, olimpijczyk z Berlina 1936
- Stanisław Zalewski – żeglarstwo, olimpijczyk z Berlina 1936
- Dorota Załęczna – hokej na trawie, olimpijka z Moskwy 1980
- Józef Zapędzki – strzelectwo,  złoty medalista z Meksyku 1968 i z  Monachium 1972, olimpijczyk z Tokio 1964, Montrealu 1976 i Moskwy 1980
- Janusz Zarenkiewicz – boks waga superciężka,  brązowy medalista z Seulu 1988
- Jan Zarycki – narciarstwo alpejskie, olimpijczyk z Cortiny d’Ampezzo 1956
- Zbigniew Zarzycki – siatkówka,  złoty medalista z Montrealu 1976, olimpijczyk z Meksyku 1968 i Monachium 1972
- Mariusz Zasada – gimnastyka sportowa, olimpijczyk z Montrealu 1976
- Waldemar Zausz – judo, olimpijczyk z Montrealu 1976
- Robert Zawada – piłka ręczna, olimpijczyk z Monachium 1972
- Sławomir Zawada – zapasy,  brązowy medalista z Seulu 1988
- Janusz Zawadzki – hokej na lodzie, olimpijczyk z Cortiny d’Ampezzo 1956
- Władysław Zawadzki – wioślarstwo, olimpijczyk z Berlina 1936
- Włodzimierz Zawadzki – zapasy,  złoty medalista z Atlanty 1996, olimpijczyk z Barcelony 1992, Sydney 2000 i Aten 2004
- Andrzej Zawieja – żeglarstwo, olimpijczyk z Meksyku 1968
- Aleksandra Zawistowska – gimnastyka artystyczna, olimpijka z Aten 2004
- Radosław Zawrotniak – szermierka,  srebrny medalista z Pekinu 2008 (szpada drużynowo)
- Michał Zblewski – bobsleje, olimpijczyk z Turynu 2006, Vancouver 2010
- Dorota Zdanowska – wioślarstwo, olimpijka z Montrealu 1976
- Krystian Zdrojkowski – short track, olimpijczyk z Salt Lake City 2002
- Stanisław Zduńczyk – siatkówka, olimpijczyk z Meksyku 1968
- Kazimierz Zelek – biegi narciarskie, olimpijczyk z Squaw Valley 1960
- Dariusz Zelig – koszykówka, olimpijczyk z Moskwy 1980
- Mariola Zenik – siatkówka, olimpijka z Pekinu 2008
- Lidia Zgajewska – hokej na trawie, olimpijka z Moskwy 1980
- Ernest Ziaja – hokej na lodzie, olimpijczyk z St.Moritz 1948
- Witold Ziaja – hokej na trawie, olimpijczyk z Monachium 1972
- Adrian Zieliński – podnoszenie ciężarów,  złoty medalista z Londynu 2012 w kat. 85 kg
- Andrzej Zieliński – lekkoatletyka,  srebrny medalista z Tokio 1964 w sztafecie 4 × 100 m
- Damian Zieliński – kolarstwo torowe, olimpijczyk z Aten 2004
- Edmund Zieliński – hokej na lodzie, olimpijczyk z Garmisch-Partenkirchen 1936
- Marian Zieliński – podnoszenie ciężarów,    trzykrotny brązowy medalista z Melbourne 1956, Tokio 1964, Meksyku 1968, olimpijczyk z Rzymu 1960
- Tadeusz Zieliński – lekkoatletyka, 3000 m z przeszk., olimpijczyk z Monachium 1972
- Stanisław Zieliński – kolarstwo szosowe, olimpijczyk z Berlina 1936
- Władysław Zieliński – kajakarstwo,  brązowy medalista z Rzymu 1960, olimpijczyk z Tokio 1964 i Meksyku 1968
- Włodzimierz Zieliński – piłka ręczna,  brązowy medalista igrzysk w Montrealu 1976
- Jan Ziemianin – biathlon, olimpijczyk z Albertville 1992, Lillehammer 1994, Nagano 1998
- Wiesław Ziemianin – biathlon, olimpijczyk z Lillehammer 1994, Nagano 1998, Salt Lake City 2002, Turynu 2006
- Kacper Ziemiński – żeglarstwo, olimpijczyk z Pekinu 2008
- Edmund Zientara – piłka nożna, olimpijczyk z Rzymu 1960
- Bożena Zientarska – lekkoatletyka, 400 m, olimpijka z Monachium 1972
- Barbara Zięba – gimnastyka sportowa, olimpijka z Meksyku 1968
- Ludwik Zięba – biathlon, olimpijczyk z Innsbrucku 1976
- Walenty Ziętara – hokej na lodzie, olimpijczyk z Sapporo 1972 i Innsbrucku 1976
- Stanisław Ziffer – lekkoatletyka, biegi długie, olimpijczyk z Paryża 1924
- Kazimierz Zimny – lekkoatletyka,  brązowy medalista na 5000 m z Rzymu 1960, olimpijczyk z Melbourne 1956
- Szymon Ziółkowski – lekkoatletyka, rzut młotem,  złoty medalista z Sydney 2000, olimpijczyk z Atlanty 1996, Aten 2004 i Pekinu 2008
- Luiza Złotkowska – łyżwiarstwo szybkie,  brązowa medalistka z Vancouver 2010,  srebrna medalistka z Soczi 2014
- Ryszard Zub – szermierka,  srebrny medalista z Melbourne 1956,  srebrny medalista z Rzymu 1960,  brązowy medalista z Tokio 1964
- Sławomir Zwierzyński – szermierka, olimpijczyk z Barcelony 1992
- Krzysztof Zwoliński – lekkoatletyka,  srebrny medalista z Moskwy 1980 w sztafecie 4 × 100 m
- Jan Zybert – kolarstwo torowe, olimpijczyk z Amsterdamu 1928
- Bogusław Zych – szermierka,  brązowy medalista z Moskwy 1980, olimpijczyk z Seulu 1988
- Michał Zych – łyżwiarstwo figurowe, olimpijczyk z Turynu 2006
- Bogusław Zychowicz – pływanie, olimpijczyk z Moskwy 1980
- Paweł Zygmunt – łyżwiarstwo szybkie, olimpijczyk z Lillehammer 1994, Nagano 1998, Salt Lake City 2002 i Turynu 2006

#### Ź
- Włodzimierz Źróbik – bobsleje, olimpijczyk z Cortiny d’Ampezzo 1956

#### Ż
- Katarzyna Żakowicz – lekkoatletyka, pchniecie kulą, olimpijka z Sydney 2000
- Zbigniew Żarnowiecki – wioślarstwo, olimpijczyk z Helsinek 1952
- Beata Żbikowska – lekkoatletyka, bieg na 800 m, olimpijka z Rzymu 1960
- Kazimierz Żebrowski – hokej na lodzie, olimpijczyk z St. Moritz 1928
- Elżbieta Żebrowska – lekkoatletyka, bieg na 100 m ppł., olimpijka z Meksyku 1968
- Zbigniew Żedzicki – zapasy, olimpijczyk z Meksyku 1968, Monachium 1972 i Montrealu 1976
- Wiesława Żelaskowska – gimnastyka sportowa, olimpijka z Moskwy 1980
- Anna Żemła-Krajewska – judo, olimpijka z Aten 2004
- Mirosław Żerkowski – lekkoatletyka, 1500 m, olimpijczyk z Moskwy 1980
- Lidia Żmuda – siatkówka,  brązowa medalistka z Meksyku 1968
- Władysław Żmuda – piłka nożna (obrońca),  srebrny medalista z Montrealu 1976
- Feliks Żuber – lekkoatletyka, olimpijczyk z Amsterdamu 1928
- Ryszard Żugaj – pływanie, olimpijczyk z Montrealu 1976
- Jan Żukowski – kajakarstwo, olimpijczyk z Monachium 1972
- Edward Żuławnik – zapasy, olimpijczyk z Rzymu 1960
- Andrzej Żurawski – hokej na lodzie, olimpijczyk z Innsbrucku 1964
- Jan Żurawski – zapasy, olimpijczyk z Rzymu 1960
- Karol Żurek – hokej na lodzie, olimpijczyk z Innsbrucku 1976
- Dominik Życki – żeglarstwo, olimpijczyk z Hongkongu 2008
- Łukasz Żygadło – siatkówka, olimpijczyk z Londynu 2012
- Andrzej Żyła – saneczkarstwo, olimpijczyk z Innsbrucku 1976
- Tomasz Żyła – bobsleje, olimpijczyk z Nagano 1998, Salt Lake City 2002 i Turynu 2006
- Piotr Żyła – skoki narciarskie, olimpijczyk z Soczi 2014

## Upamiętnienie
Uchwałą Sejmu RP IX kadencji z 28 lipca 2023 zdecydowano o ustanowieniu roku 2024 „Rokiem Polskich Olimpijczyków”.